# Abruzzo
L'Abruzzo (o gli Abruzzi) è una regione a statuto ordinario dell'Italia meridionale, con capoluogo L'Aquila, compresa tra il medio Adriatico e l'Appennino centrale. Estesa su una superficie di 10831 km², ha una popolazione di 1 267 135 abitanti ed è divisa in quattro province (Chieti, L'Aquila, Pescara e Teramo) e 305 comuni.
Confina a nord con le Marche, a est col mare Adriatico, a ovest col Lazio e a sud col Molise: si divide principalmente in una parte costiera-collinare sul versante orientale con le spiagge e le colline prospicienti l'Adriatico, e una parte montuosa sul lato occidentale con i Monti della Laga (2458 m s.l.m.), il Gran Sasso d'Italia (2914 m s.l.m.), la Maiella (2793 m s.l.m.), il Sirente-Velino (2487 m s.l.m.) e i Monti Marsicani (2283 m s.l.m.), che costituiscono i principali massicci montuosi della catena appenninica.
Pur essendo situato al centro della penisola italiana, l'Abruzzo è storicamente, culturalmente, economicamente e in gran parte anche linguisticamente legato all'Italia meridionale, anche secondo le classificazioni adottate da Istat ed Eurostat.

## Etimologia e stemma

Stemma fino al 2022

La parola Abruzzo, secondo l'ipotesi più accreditata proposta per la prima volta dallo storico umanista Flavio Biondo nella sua pubblicazione L'Italia Illustrata, deriverebbe da Aprutium come evoluzione popolare di (ad) Praetutium, ovvero la terra dei Pretuzi (lat. Praetutii o Praetuttii), un'antica popolazione italica che viveva nella zona dell'attuale Teramo. Secondo altre ipotesi, il lemma potrebbe derivare anche da abruptus (in latino "ripido", "scosceso"), participio perfetto del verbo abrumpere ("strappare", "troncare", "violare i patti").

Gonfalone regionale

Nel 1273 Carlo I d'Angiò, col diploma di Alife, divise il Giustizierato d'Abruzzo (creato da Federico II nel 1233) in due territori: Abruzzo Citeriore e Abruzzo Ulteriore, rispettivamente al di qua e al di là del fiume Pescara (in rapporto alla Sicilia e a Napoli, considerati i due centri del Regno); la regione fu, da allora in poi, nota anche come "gli Abruzzi".
Lo stemma della regione è stato adottato nel 1976; la forma è quella di uno scudo italico ed il disegno è costituito da tre fasce oblique, ognuna delle quali raffigura una caratteristica della regione: quella superiore, bianca, simboleggia le montagne innevate, quella mediana, le colline, mentre l'ultima richiama il colore del mare.

## Geografia fisica

### Territorio

Zone altimetriche dell'Abruzzo

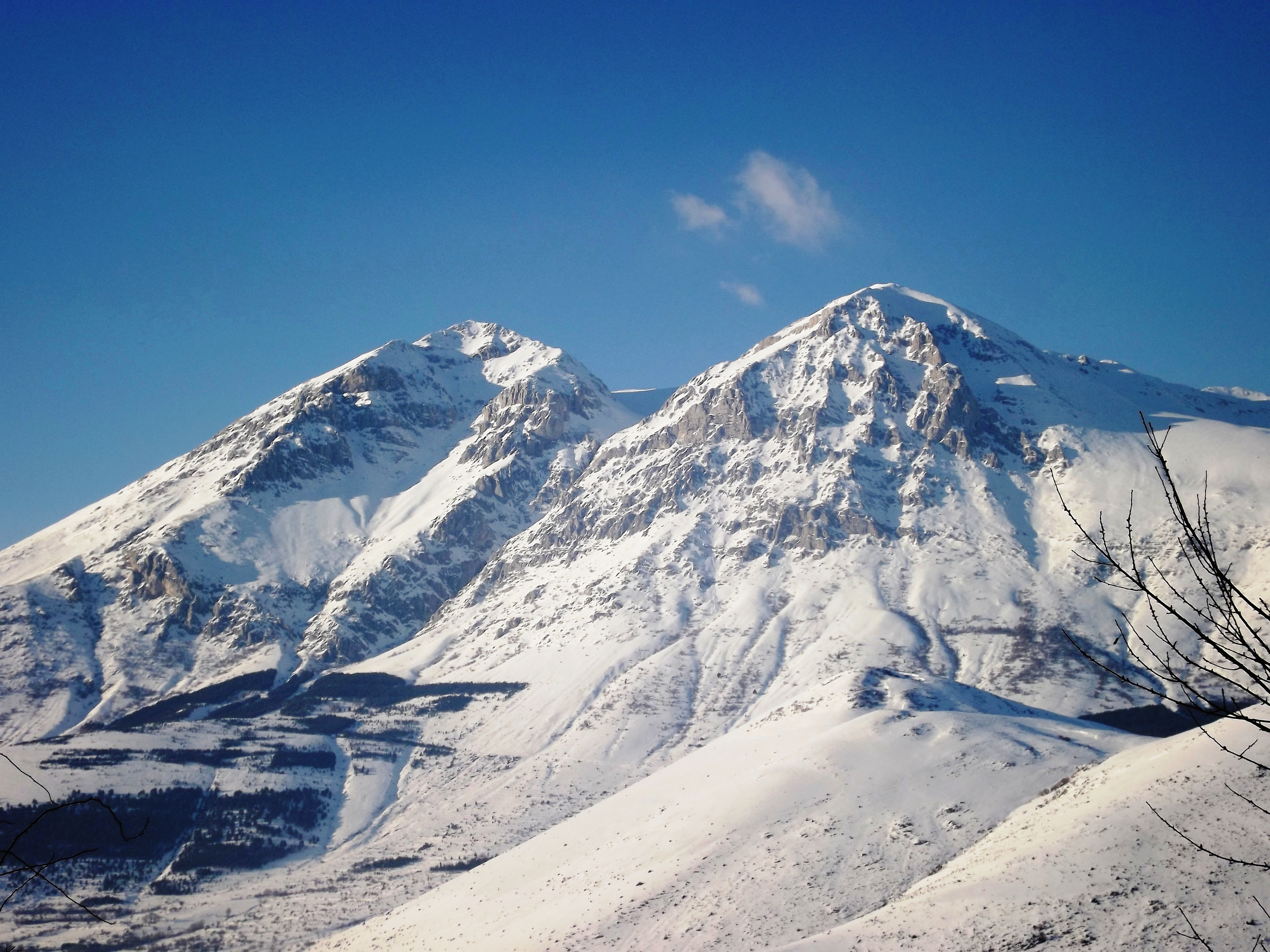
Le vette del Monte Velino

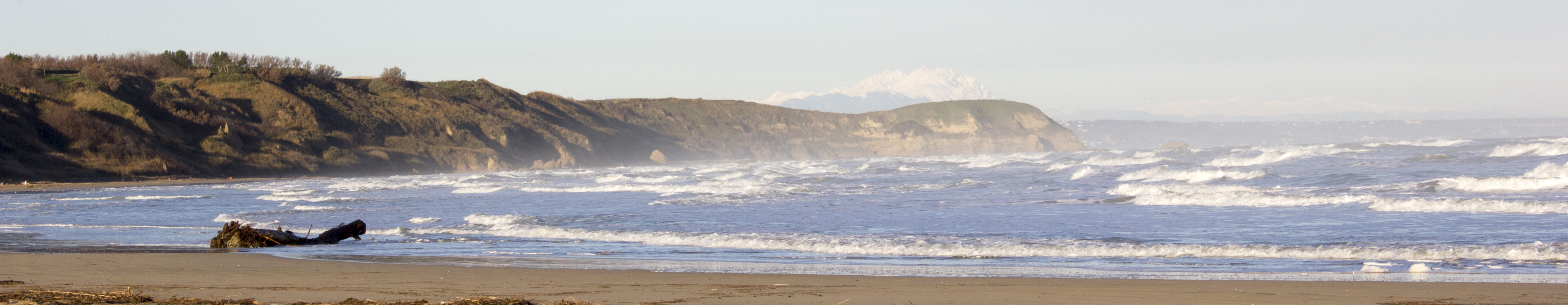
La spiaggia di Punta Penna nella Costa dei Trabocchi

Il territorio abruzzese è prevalentemente montuoso (65%) e collinare (34%); la pianura (1%) è costituita da una stretta fascia costiera lungo il litorale, lunga circa 130 km. e dalla piana del Fucino. La regione si divide naturalmente in due macro aree, separate dalle catene montuose della Maiella e del Gran Sasso: la zona interna, che ricalca la provincia aquilana, è formata dalle sub regioni della Valle dell'Aterno (Alto Aterno, Conca Aquilana, Valle Subequana), Altopiano di Navelli, Valle del Tirino, Marsica, Conca Peligna, Altipiani maggiori d'Abruzzo e Alto Sangro, strette fra le vette dei diversi monti dell'Appennino abruzzese, mentre la zona costiera, con le restanti tre province di Pescara, Chieti e Teramo, è composta prevalentemente da una estesa fascia collinare, su cui si allargano le principali vallate della Val Pescara, la Val di Sangro e la Valle del Tordino, e dalla stretta pianura costiera, intensamente urbanizzata in particolare nel centro-nord della regione.

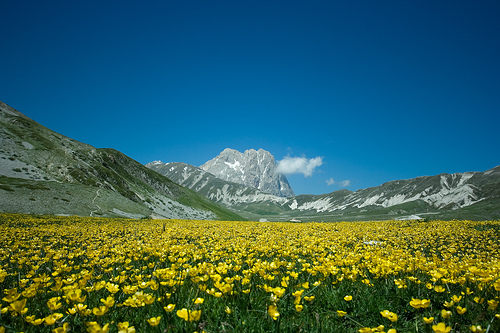
Corno Grande da Campo Imperatore

### Clima
Il clima abruzzese è fortemente condizionato dalla presenza del Massiccio montuoso Appenninico-Centrale, che divide nettamente il clima della fascia costiera e delle colline sub-appenniniche da quello delle fasce montane interne più elevate: mentre le zone costiere presentano un clima di tipo mediterraneo con estati calde e secche ed inverni miti e piovosi, la fascia collinare presenta caratteristiche climatiche di tipo sublitoraneo con temperature che decrescono progressivamente con l'altitudine e precipitazioni che aumentano invece con la quota (come nel caso di Pescara, che a circa 10 m s.l.m. ha temperature medie di circa 15 °C e piogge annuali intorno ai 700 mm, e Chieti, che, posta su un colle a 330 m s.l.m., pur presentando temperature medie simili, registra precipitazioni molto più copiose, con valori annui di circa 1000 mm).
Anche le precipitazioni difatti risentono fortemente della presenza delle dorsali montuose appenniniche della regione: aumentano con la quota risultando più abbondanti nel settore e sui versanti esposti ad occidente, decrescendo invece verso est e sui versanti esposti ad oriente. Spesso le coste adriatiche rimangono in ombra pluviometrica da ovest per l'effetto di sbarramento dell'Appennino subendo l'azione dei venti miti da esso discendenti (libeccio o garbino).
In inverno, le precipitazioni sono per lo più nevose dalle quote medio-basse in su e occasionalmente fin sulle coste in occasione di eventi freddo-umidi (episodi di buran e 'rodanate').

## Ambiente naturale

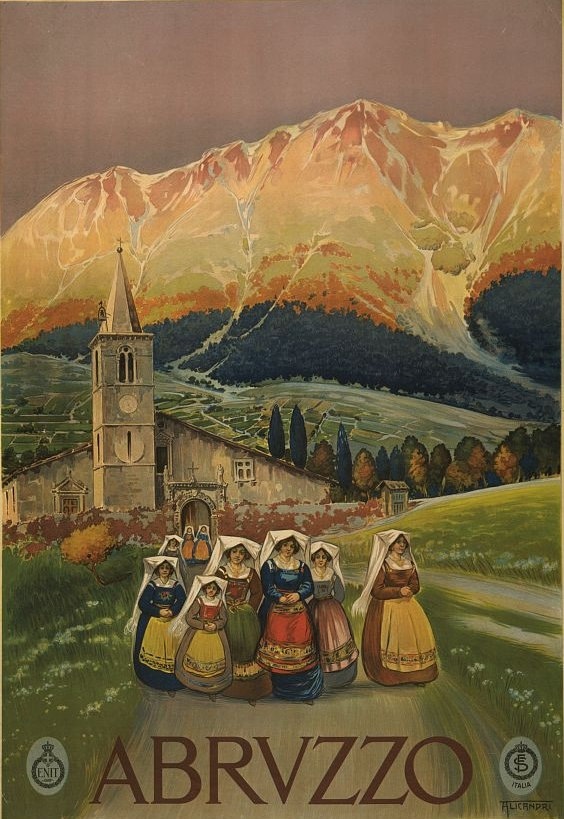
Rappresentazione della Maiella del 1920 ad opera di Vincenzo Alicandri

Nel territorio abruzzese insistono tre parchi nazionali:
- Parco nazionale d'Abruzzo, Lazio e Molise, primo tra i parchi più frequentati dai turisti italiani con le sue note mete quali Pescasseroli, Civitella Alfedena, Villetta Barrea, ecc.[23];
- Parco nazionale del Gran Sasso e Monti della Laga;
- Parco nazionale della Maiella.

Inoltre, vi sono il Parco naturale regionale Sirente-Velino e 38 aree protette tra oasi, riserve regionali e riserve statali. In totale il 36% del territorio regionale è sottoposto a tutela ambientale: una media che colloca l'Abruzzo al primo posto in Italia All'interno delle diverse aree protette, disseminate non solo sulla dorsale appenninica ma anche sulle colline dell'entroterra e lungo i 130 km di costa, dimora il 75% delle specie animali presenti in Europa ed è patria di alcune specie rare come l'aquila reale, il lupo abruzzese il camoscio d'Abruzzo e l'orso marsicano. In proposito si può parlare di un vero e proprio sistema protezionistico di interesse europeo: infatti il complesso sistema di aree protette abruzzese prosegue a nord con il parco nazionale dei monti Sibillini nell'appennino umbro-marchigiano.
La struttura delle aree protette abruzzesi (parchi nazionali, parco regionale, riserve statali, riserve regionali, oasi e parchi territoriali attrezzati) gestisce diversi biotopi di interesse scientifico, i quali nonostante siano a volte di dimensioni territoriali ridotte, presentano aspetti di notevole interesse scientifico e naturalistico e completano il sistema delle aree protette della regione. Le riserve tutelano complessivamente l'1% del territorio regionale e sono gestite dai comuni, che nella maggior parte dei casi si avvalgono di comitati allargati ad altri enti e associazioni in grado di avviare progetti di rilevazione e studio delle specie floristiche e faunistiche. Alcune riserve regionali si sono dotate di organi di gestione che prevedono oltre al rispetto delle norme di tutela, strumenti di pianificazione e programmi di valorizzazione dell'area protetta. Il sistema costituisce uno strumento di pianificazione ambientale, un laboratorio permanente di ricerca scientifica in cui sono stati realizzati importanti progetti faunistici dell'Appennino, con il ripristino dell'ecosistema e il reintegro di specie da tempo scomparse. Sul versante settentrionale del Gran Sasso si trova il ghiacciaio Calderone, il più meridionale del continente.

### Aree marine protette
Istituita nel 2010, l'area marina protetta Torre del Cerrano è l'unica area marina protetta della regione; essa si estende per circa 37 km quadrati e tutela un tratto di mare unico in Abruzzo, trattandosi di uno dei pochi arenili dove è sopravvissuto un ambiente dunale pressoché intatto; a poche decine di metri dalla costa sono presenti i resti sommersi di notevole interesse archeologico e naturalistico dell'antico porto di Atri.
Con la legge 93 del 23 marzo 2001 è stata prevista la realizzazione di un parco nazionale fra i comuni di Ortona e Vasto, noto come Parco della costa teatina. Nonostante la perimetrazione provvisoria del parco operata dal commissario ad acta Giuseppe De Dominicis, nominato con decreto del Presidente del Consiglio dei ministri in data 4 agosto 2014, la consulta ne ha bloccato la legge regionale di istituzione, in quanto trattandosi di un'area marina tale competenza spetta allo Stato.

### Flora

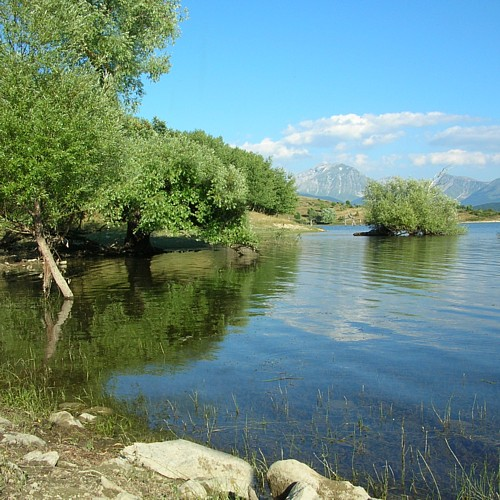
Lago di Campotosto, di origine artificiale

La vegetazione abruzzese è caratterizzata dalla presenza di differenti ecosistemi mediterranei; nella costa e nelle zone limitrofe è notevole la presenza di querce, roverelle e carpini orientali, oltre alla presenza localizzata di piante classiche della macchia mediterranea come il mirto, l'erica e il lentisco; nella fascia collinare crescono anche il rovere, l'olivo, il pino, il salice, il leccio, il pioppo, l'ontano, il corbezzolo, la ginestra, la robinia, il rosmarino, il biancospino, la liquirizia e il mandorlo.
Tra i 600 e i 1.000 metri di quota si estende la vegetazione submontana, caratterizzata principalmente da boschi misti di cerro, roverella, tiglio, acero e carpino; tra gli arbusti molto diffusi la rosa canina e il ginepro rosso.
A quote più alte, tra i 1000 e i 1900 metri d'altezza, è largamente diffuso il faggio, e talvolta l'abete bianco, con rimboschimenti di pino nero, mentre sulle aree appenniniche di alta quota superiori ai 2000 metri sono presenti specie come l'orchidea alpina, il ginepro montano, il pino mugo, il mirtillo nero e la stella alpina.

### Fauna
La fauna abruzzese è molto varia; l'animale simbolo della regione è il camoscio d'Abruzzo, che dopo essere stato a rischio estinzione è al centro di progetti di ripopolamento; anche l'orso bruno marsicano è un animale tipico della regione, assieme a lupo appenninico, cervo, lince, capriolo, arvicola delle nevi, volpe, istrice, gatto selvatico, cinghiale, tasso, vipera e lontra. Diversi anche gli anfibi presenti in regione: l'ululone appenninico, il geotritone italiano, la salamandra pezzata, la rana, il rospo, il tritone e la raganella italiana; inoltre è originaria della regione la razza canina del pastore maremmano-abruzzese. Fra le numerose specie di volatili, le più caratteristiche della regione sono l'aquila reale, il nibbio, il falco pellegrino, il fratino, il lanario, il grifone, il gufo, l'allocco, il picchio e il fringuello.

## Storia

### Preistoria e protostoria
Notizie dell'era preistorica di presenze sia animali, vegetali e umane sono documentate da vari ritrovamenti in tutta la regione, e pure numerosi sono i rinvenimenti di reperti del periodo del Neolitico. Si ipotizza che le primitive popolazioni abruzzesi, viventi sia nelle montagne che preso le valli, seguissero uno stile di vita prevalentemente agricolo, dati i numerosi ritrovamenti di strumenti di lavorazione della campagna.
Diversi reperti provenienti da necropoli del X secolo a.C. testimoniano le attività umane durante il Neolitico.

### Età antica

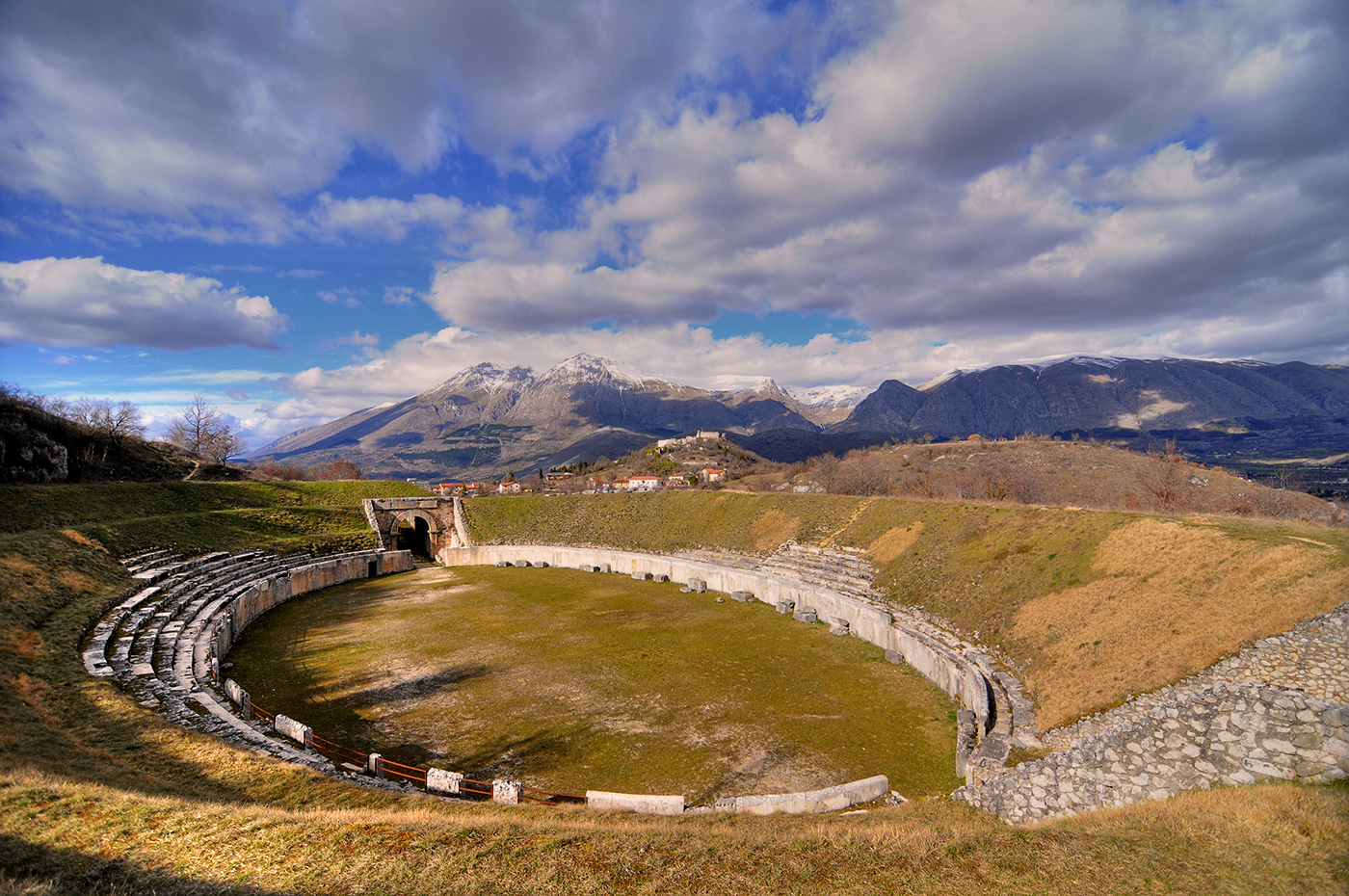
Anfiteatro romano di Alba Fucens

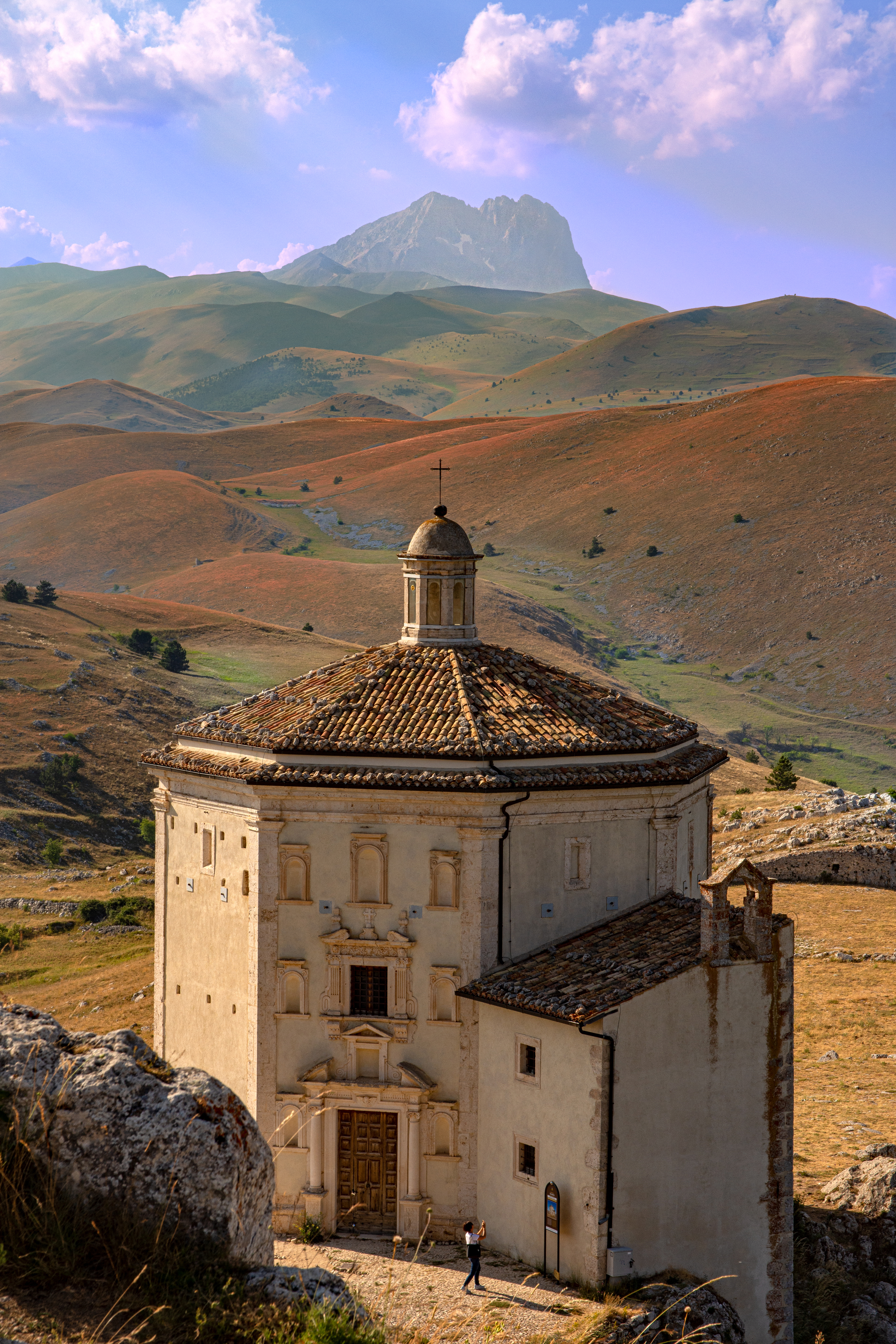
La chiesa di Santa Maria della Pietà di Calascio

Dall'VIII secolo a.C. circa in poi, la regione fu popolata da popoli italici delle culture osco-umbra e sannitica. I vari italici del territorio abruzzese, divisi nelle tribù degli Equi, Sabini, Frentani, Marrucini, Marsi, Peligni, Pretuzi, Pentri, Carricini e dei Vestini, vennero tutti sottomessi dai Romani intorno al III secolo a.C. Agli inizi del I secolo a.C. tali popoli, assieme al resto dei Sanniti, formarono una coalizione militare volta a costringere la repubblica romana ad estendere i diritti di cittadinanza, la Lega italica, che comprendeva anche popoli stanziati al di fuori dall'attuale Abruzzo; i popoli italici scelsero come capitale nel 91 a.C. la città di Corfinium dove venne coniata una moneta d'argento dello stesso valore del denario romano recante la scritta "Italia" (nell'osco Viteliù). Questa fu la prima occasione storica in cui il termine Italia venne utilizzato con finalità politiche. Dopo due anni di guerra, la Lega italica, pur sconfitta militarmente, riuscì nell'89 a.C. ad ottenere il diritto alla cittadinanza da essa reclamato. Tuttavia il dittatore romano Lucio Cornelio Silla invase il Sannio e devastò le principali città, per poi ricostruirle ex novo, e a nulla valse la resistenza dei generali sanniti Quinto Poppedio Silone e Gavio Papio Mutilo. In seguito alla dominazione romana molti centri abitati, in precedenza semplici villaggi, conobbero un notevole sviluppo urbano, e la costruzione di diverse strade consolari e la creazione di numerose colonie romana consentirono una rapida romanizzazione della regione; durante il principato di Augusto, il territorio fu inserito nelle Regio IV Samnium e Regio V Picenum.

### Medioevo
In seguito alla caduta dell'Impero romano d'Occidente la regione venne occupata dai Bizantini nel VI secolo, che si occuparono della ricostruzione e fortificazione di numerosi centri, tuttavia già dalla fine del secolo subì l'invasione longobarda, che portò nuove ed estese distruzioni dei principali centri urbani e un tracollo economico, sociale e demografico di tutta la regione, suddivisa in gastaldati e inserita nel Ducato di Spoleto.
Nel periodo dal X al XII secolo si sviluppò una nuova economia di tipo pastorale, benché già presente in età romana, ma stavolta concentrata sui tratturi, percorsi stradali che si snodavano nelle conche montane collegando gli altopiani abruzzesi alle pianure del tavoliere. Nello stesso periodo la regione fu oggetto delle mire espansionistiche dei Normanni del nascente Regno di Sicilia, che nel corso di un processo durato decenni conquistarono l'intera regione, sino ad allora contesa tra i ducati di Spoleto e Benevento, dandole per la prima volta un assetto unitario con la creazione del giustizierato d'Abruzzo nel 1233 e fissandone il capoluogo in Sulmona. Nel 1273 il giustizierato verrà quindi suddiviso in due territori, Abruzzo ulteriore, in massima parte corrispondente alle province dell'Aquila, Teramo e Pescara, e Abruzzo citeriore nella restante parte della regione corrispondente grosso modo alla provincia di Chieti. In quel periodo ebbe inizio il processo della fondazione dell'Aquila, formata da diversi castelli del circondario.

### Storia moderna
Nel XVI secolo le coste abruzzesi furono mèta di saccheggi e scorrerie da parte dei corsari barbareschi, e per contenere la minaccia turca l'imperatore Carlo V eresse il sistema difensivo delle torri costiere del Regno di Napoli, scegliendo Pescara come baluardo del giustizierato: l'allora piccolo borgo venne pesantemente fortificato con la costruzione di una grande fortezza per controllare gli accessi al Regno dal nord e dall'Adriatico. Il sistema difensivo venne messo alla prova già nel 1566, in occasione della grande incursione della flotta di 105 galee e 7000 uomini dell'ammiraglio ottomano Piyale Paşa, comandante in capo (Kapudanpaşa) della flotta ottomana agli ordini del sultano Solimano il Magnifico, che aveva già saccheggiato Napoli stessa tre anni prima.
Nell'entroterra regionale invece vi fu un iniziale periodo di crescita economica e culturale, tuttavia l'intensificarsi del controllo spagnolo sul regno napoletano, che portò a un sistematico infeudamento delle città, e nuovi e devastanti eventi sismici come i terremoti dell'Aquila del 1461 e del 1703 posero un freno a tale crescita.

### Storia contemporanea

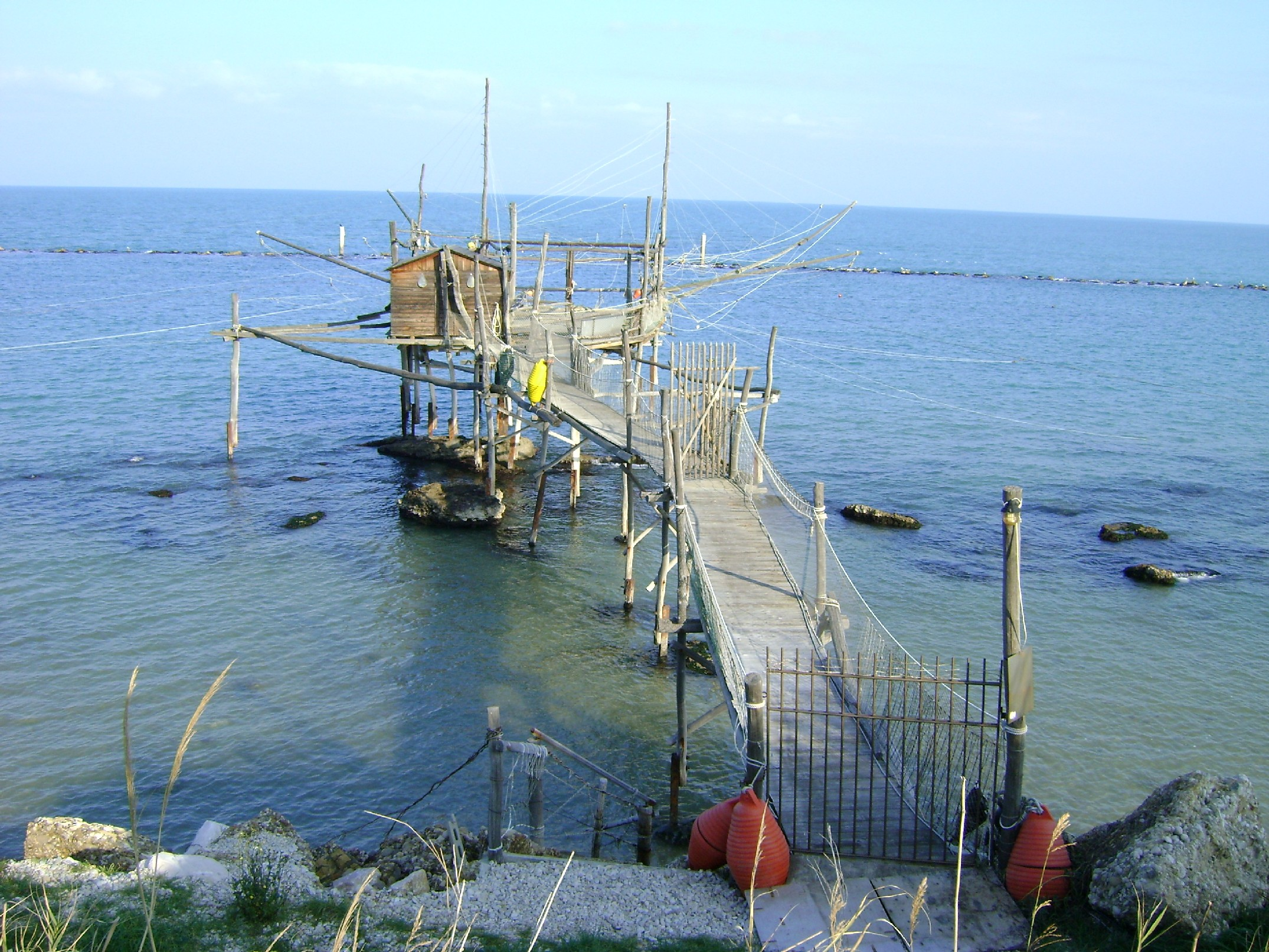
Uno dei trabocchi della Costa dei Trabocchi

L'Abruzzo fu coinvolto da numerose battaglie durante le guerre napoleoniche, e con l'iniziale vittoria francese tutto il Regno di Napoli venne occupato dalle truppe napoleoniche. In questo periodo vennero introdotte importanti riforme come le leggi di eversione della feudalità, che diedero alla regione un nuovo e moderno assetto amministrativo che andava a suddividere il territorio in comuni, distretti e circondari.
Il ritorno del regno alla dinastia dei Borbone delle Due Sicilie diede origine in Abruzzo a diverse rivolte carbonare, subito stroncate dalle forze monarchiche.

#### L'Unità d'Italia e il brigantaggio
L'episodio più significativo dell'annessione della regione al Regno d'Italia fu l'assedio di Civitella del Tronto, la grande fortezza borbonica baluardo più settentrionale del regno, era ancora sotto assedio mentre il 17 marzo del 1861 veniva proclamata la nascita del regno italiano. La strenua tenuta della fortezza ad un assedio tanto prolungato fu dovuta soprattutto alla capacità dei resistenti di collaborare con le bande di briganti operanti nel territorio; durante gli sconvolgimenti dell'unificazione italiana non vi furono infatti vere e proprie rivolte contro il governo borbonico del Regno delle Due Sicilie, e numerose bande di briganti, in particolare nell'interno regionale, operarono in Abruzzo con saccheggi e atti di guerriglia.

#### Il primo Novecento
Il Novecento portò in Abruzzo cambiamenti epocali, che spostarono definitivamente gli equilibri socio economici dai territori dell'entroterra a quelli costieri, i quali già dagli ultimi anni del secolo precedente iniziarono a conoscere un boom demografico ed economico, sostenuto sia dalla colonizzazione di nuove ed ampie fasce di territorio litoraneo in precedenza disabitate, e sia dalla costruzione di importanti infrastrutture come la ferrovia Adriatica nel 1863, che aprirà la costa abruzzese ai commerci con il resto del Paese. Questo sviluppo della riviera abruzzese fu alimentato anche dall'inizio del fenomeno dell'immigrazione interna regionale, che perdurando a fasi alterne e con varie intensità non si è mai interrotto, vede l'interno della regione spopolarsi progressivamente in favore delle aree più sviluppate della costa.
Il 13 gennaio 1915, a pochi mesi dall'entrata in guerra dell'Italia nel primo conflitto mondiale, il terremoto della Marsica, tra i maggiori registrati nel Paese, ebbe un impatto devastante sull'interno regionale, radendo al suolo numerosi centri e causando circa 30.000 vittime.

#### Il ventennio fascista

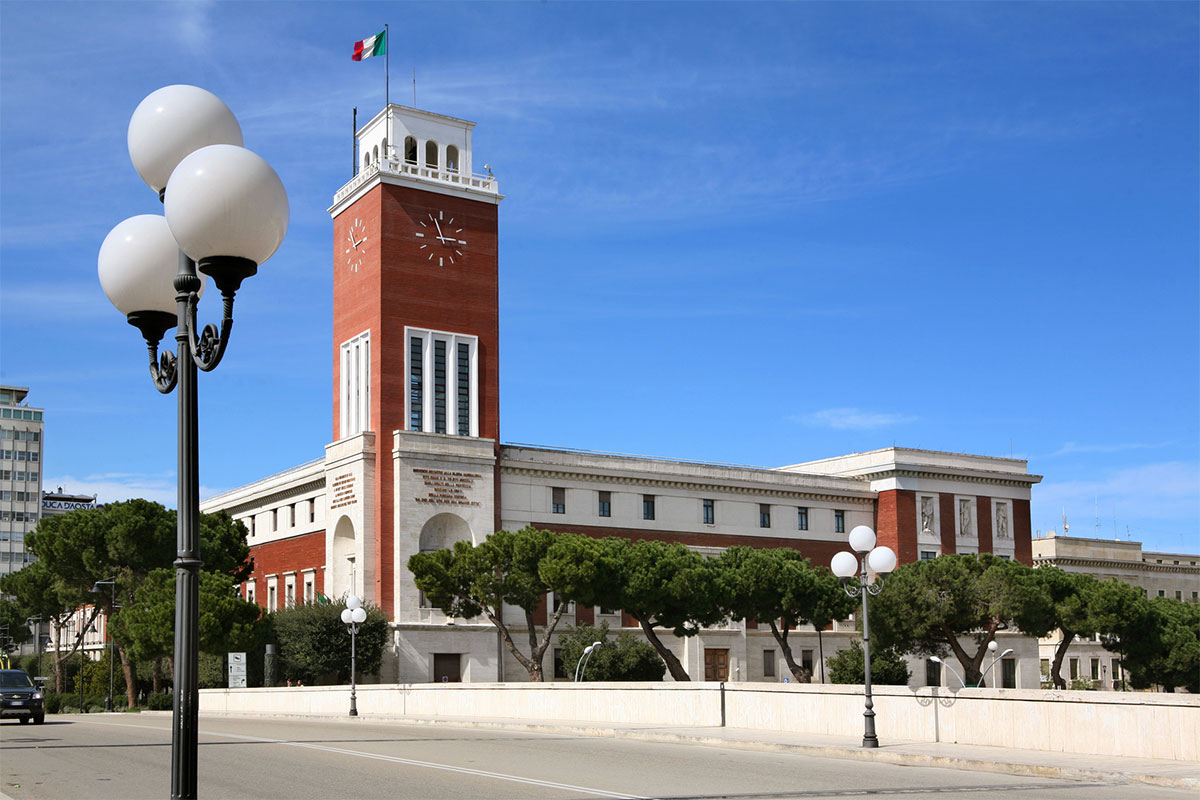
Palazzo di Città a Pescara

Negli anni del regime fascista il territorio abruzzese fu riorganizzato dal punto di vista amministrativo, con diverse ripartizioni interne e anche cessioni verso altre regioni. Il regime infatti istituì nel 1927 la provincia di Pescara, creata scorporando gran parte del circondario di Penne dalla provincia di Teramo e numerosi comuni dal circondario di Chieti, oltre a Bussi sul Tirino e Popoli, ceduti dalla provincia aquilana, e sancì, tramite una legge nota come Grande Aquila, l'unione al comune aquilano di otto comuni limitrofi.
Lo sviluppo della città di Pescara e della costa abruzzese continuava ad accelerare, scandito dalla costruzione di monumentali edifici pubblici e amministrativi e dall'avvio delle prime forme di attività industriali e della massiccia colonizzazione di vaste aree rimaste disabitate. In quegli anni prese piede il turismo balneare, favorito dalla costruzione dei primi alberghi e strutture.
Fiero oppositore del fascismo fu lo scrittore pescinese Ignazio Silone, che da esiliato in Svizzera scrisse i primi romanzi con ambientazione abruzzese come Fontamara e Vino e pane.

#### La seconda guerra mondiale

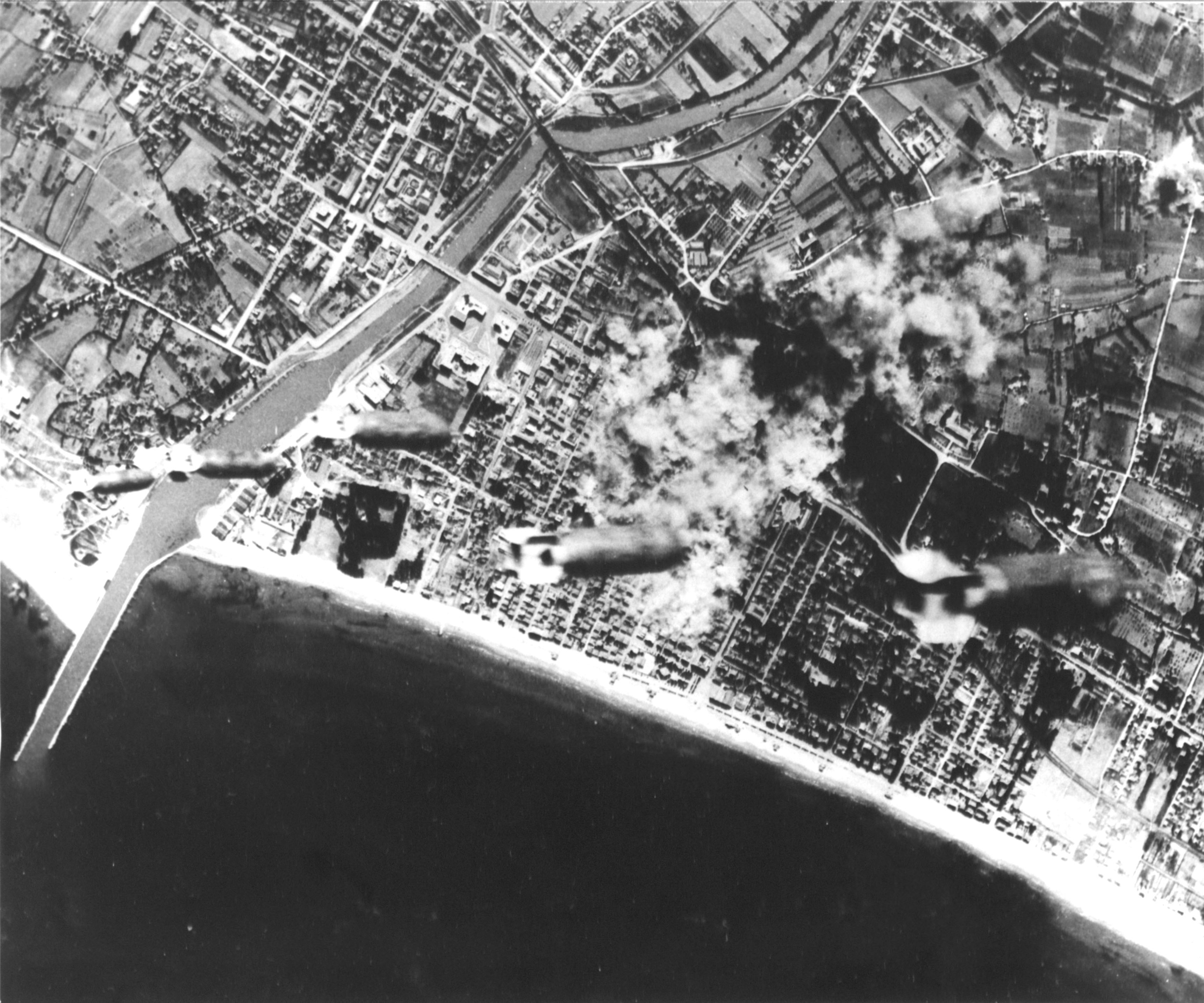
Uno dei bombardamenti su Pescara

Con l'inizio della Seconda guerra mondiale le persecuzioni fasciste degli ebrei e dissidenti politici si fecero sistematiche, e vennero aperti nella regione un totale di quindici campi d'internamento di prigionieri come il Campo 78 di Fonte d'Amore a Sulmona e quello della Caserma Rebeggiani a Chieti.

In seguito all'armistizio italiano dell'8 settembre, l'Abruzzo, tagliato in due dalla Linea Gustav, venne rapidamente occupato dai tedeschi. Nei giorni seguenti la regione assistette all'episodio della fuga di Vittorio Emanuele III e del resto del governo. Numerose furono le organizzazioni di resistenza partigiana, spesso di carattere locale, oltre al gruppo della Brigata Maiella di Ettore Troilo, che contava 1700 combattenti e che fu in seguito aggregata alle forze alleate, come le rivolte dei Martiri ottobrini di Lanciano. A partire dall'estate del 1943 iniziarono le campagne di bombardamento alleate; particolarmente drammatici furono i ripetuti e distruttivi bombardamenti di Pescara, ma furono colpite anche altre località come Avezzano e Sulmona. La battaglia del Trigno dell'ottobre 1943, combattuta dai tedeschi e dai militari dell'VIII Armata britannica del generale Bernard Law Montgomery in arrivo da Foggia, diede avvio alla liberazione della regione; ulteriori scontri, con gravi distruzioni nei paesi circostanti, proseguirono con la battaglia del Sangro.

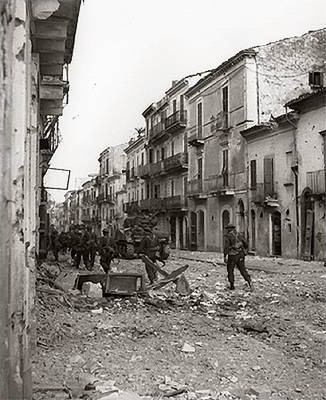
Corso Vittorio Emanuele II di Ortona durante i combattimenti del 1943

Il culmine dei combattimenti nel settore si raggiunse il 21-27 dicembre 1943, nella battaglia di Ortona. La città, capo adriatico della Linea Gustav, subì grandi distruzioni al patrimonio storico edilizio, perdendo il 70% degli edifici costruiti. I combattimenti ed i bombardamenti procedettero ancora per diversi mesi, quando finalmente i tedeschi si ritirarono dalla regione verso nord nell'estate del 1944. Chieti venne liberata dagli alleati il 9 giugno di quell'anno, Pescara il 10 giugno, L'Aquila e Teramo il 13; la guerra, sebbene non coinvolse con la stessa intensità tutti i vari territori regionali, azzerò tutte le realtà produttive esistenti e recò gravissimi danni ai centri urbani, come nei casi di Ortona, Francavilla al Mare e Pescara, le città più martoriate dai combattimenti che persero gran parte del loro patrimonio storico.

#### Dal secondo dopoguerra a oggi
Gli anni della ricostruzione videro un accentuarsi del fenomeno migratorio interno abruzzese: sempre più abitanti dell'entroterra si spostavano infatti verso la costa abruzzese, anche a causa delle diverse condizioni economiche che vivevano i due territori. In particolare iniziava l'accrescimento urbano di Pescara, che diventò dopo il conflitto la città più grande della regione. Nel 1956 una grave frana colpì il centro storico di Vasto, con il crollo di un intero storico rione. L'emigrazione della popolazione abruzzese non era però solo interna, infatti riprese con forte intensità l'emigrazione verso altri paesi europei, tuttavia la costruzione di diversi insediamenti ed aree industriali e un importante sviluppo del settore terziario nei centri maggiori portarono la regione a risollevarsi economicamente e ad affrancarsi dalla tradizionale economia agricolo-pastorale, sino ad allora la principale attività economica degli abruzzesi.
La Costituzione italiana del 1948 contemplava l'istituzione della regione Abruzzi e Molise, ma la riforma del 1963 stabilì il distacco del Molise dall'Abruzzo, ed entrambe le regioni divennero poi effettivamente operative a partire dal 1970.
In quegli anni si rimediò anche allo storico isolamento geografico, con la realizzazione delle due grandi arterie autostradali A24 Roma-Teramo e A25 Torano-Pescara che collegano i capoluoghi abruzzesi con la Capitale. Dalla fine degli anni 1980 nel centro della regione va sempre più saldandosi e strutturandosi una vasta area metropolitana, incentrata su Pescara e Chieti.
L'alta sismicità della regione tornò a causare gravi danni il 6 aprile 2009, con un nuovo terremoto che colpì l'Abruzzo interno, con epicentro all'Aquila. L'evento sismico provocò oltre 300 vittime ed ingenti i danni in tutta la Conca aquilana e zone circostanti, e nel 2016 e 2017 l'Abruzzo viene nuovamente colpito dalla sequenza sismica del Centro Italia del 2016 e del 2017, con numerosi danni in molti paesi delle province dell'Aquila e di Teramo.

## Società

### Evoluzione demografica
Abitanti censiti (migliaia)

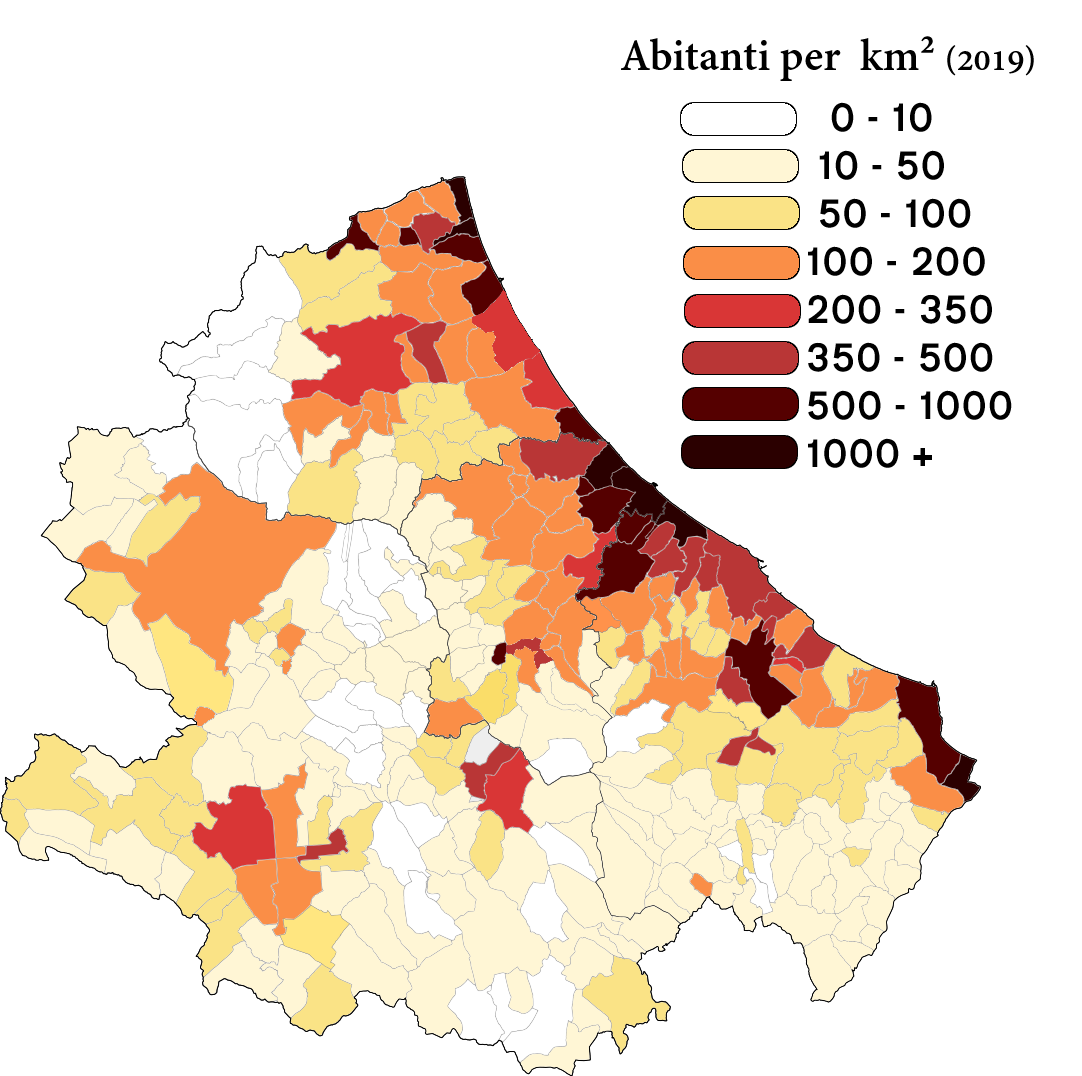
Densità della popolazione a dicembre 2019

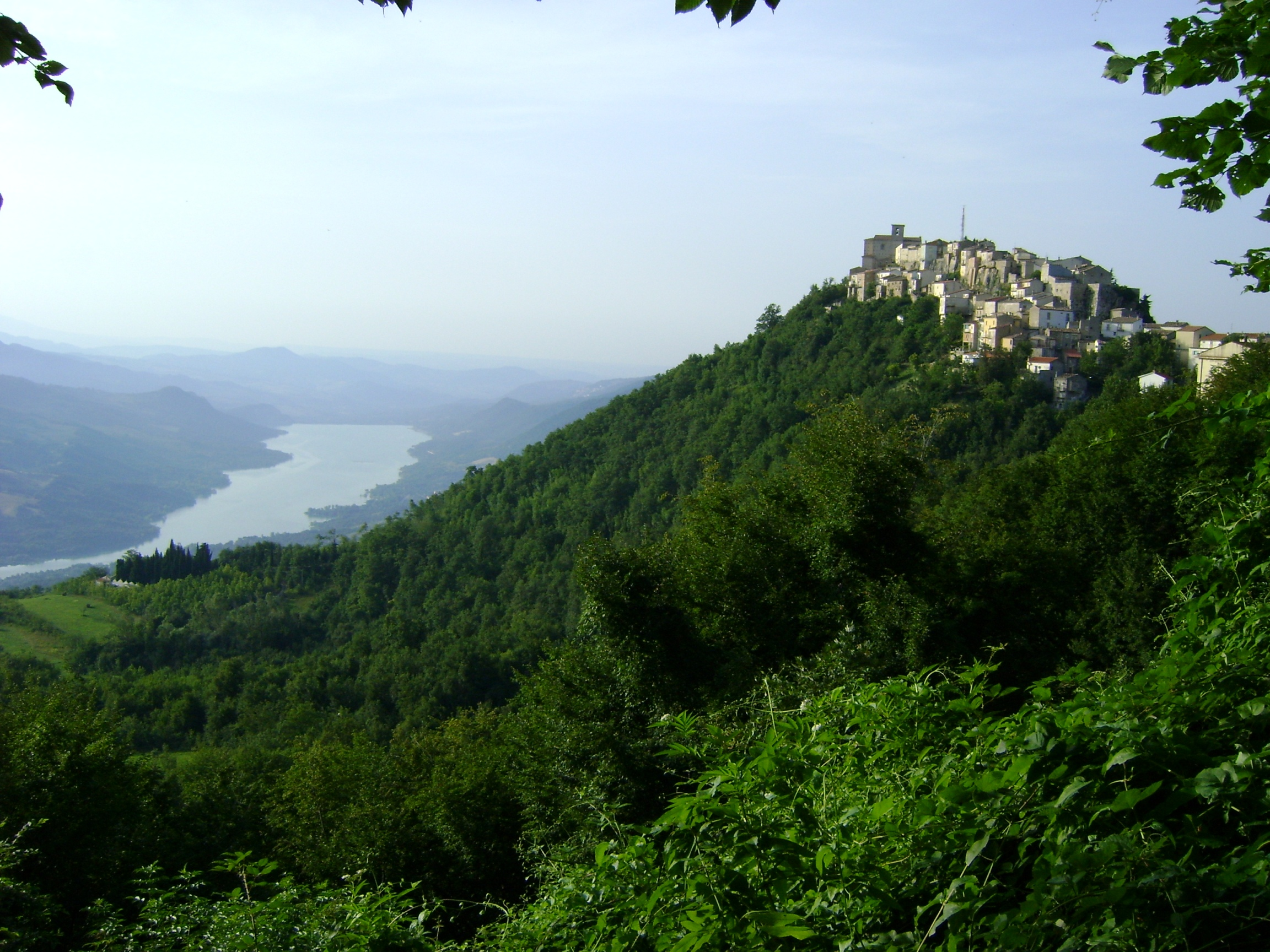
Monteferrante, uno dei comuni meno popolati d'Abruzzo

La densità della popolazione in regione non è mai stata elevata se comparata alle altre regioni italiane: nel 2019 vi erano infatti 120,84 abitanti per km² in Abruzzo, a fronte di una media nazionale di 199,6. A livello provinciale la situazione è però molto varia: la provincia di Pescara è la più densamente popolata, con 258,92 abitanti per km quadrato nel 2019, mentre, all'altro estremo, quella dell'Aquila è la meno densamente popolata, con soli 59,02 abitanti per km quadrato nello stesso anno. Importante fenomeno demografico è l'immigrazione interna abruzzese, che continua ininterrotta con varie intensità sin dalla fine del 1800: il grande sviluppo della costa infatti ha sempre attratto nuovi residenti dalle zone più depresse dell'entroterra, e questo fenomeno che continua ancora oggi ha portato ad un progressivo spopolamento dell'entroterra regionale, in favore delle aree costiere in particolare dell'area metropolitana pescarese. L'emigrazione estera, che in particolare nel dopoguerra spinse tanti abruzzesi a trasferirsi in altri paesi europei, si arrestò negli anni '80, coincidendo con l'inizio del nuovo fenomeno dell'immigrazione dai paesi africani e dell'Europa orientale.

#### Comuni più popolosi

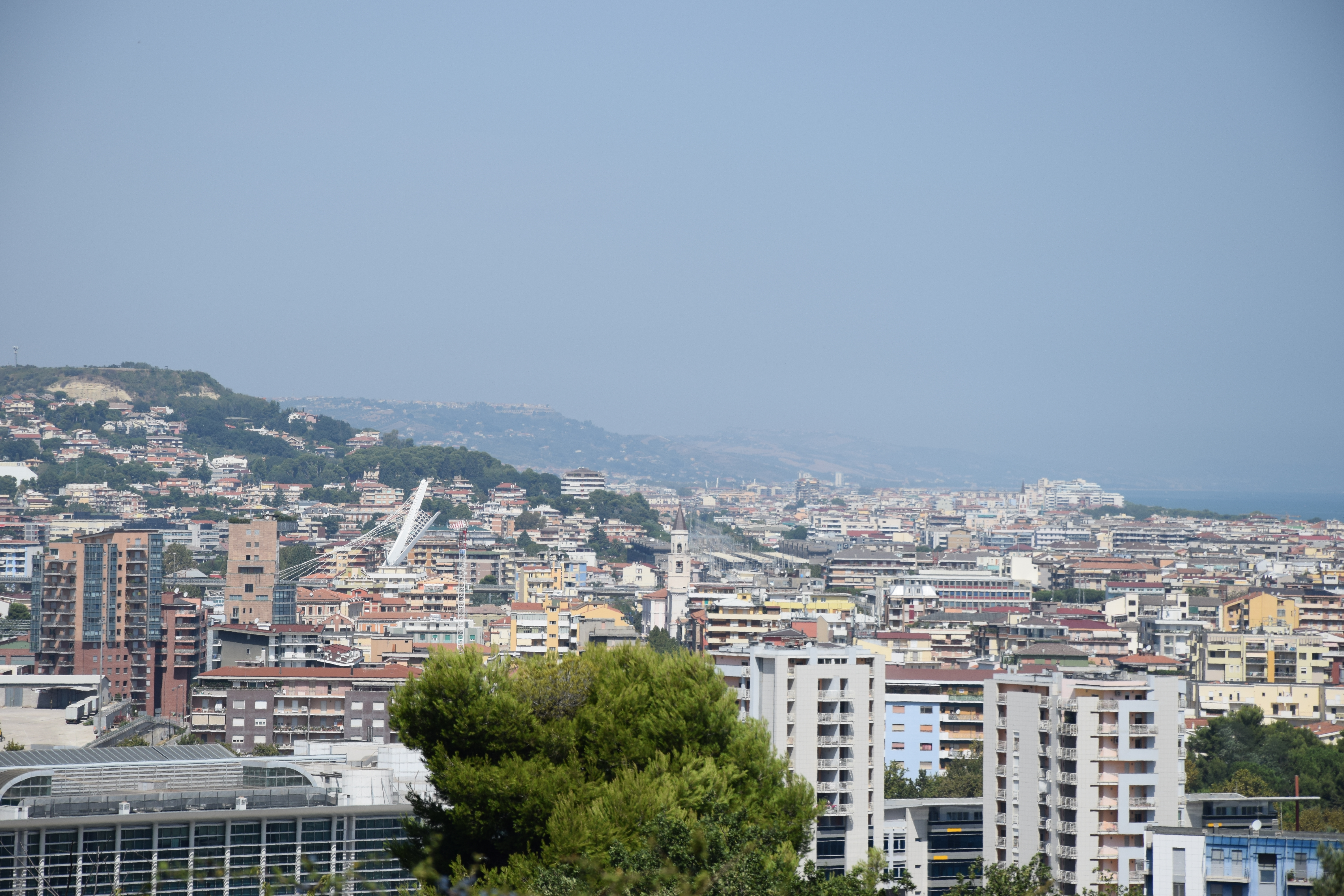
Pescara

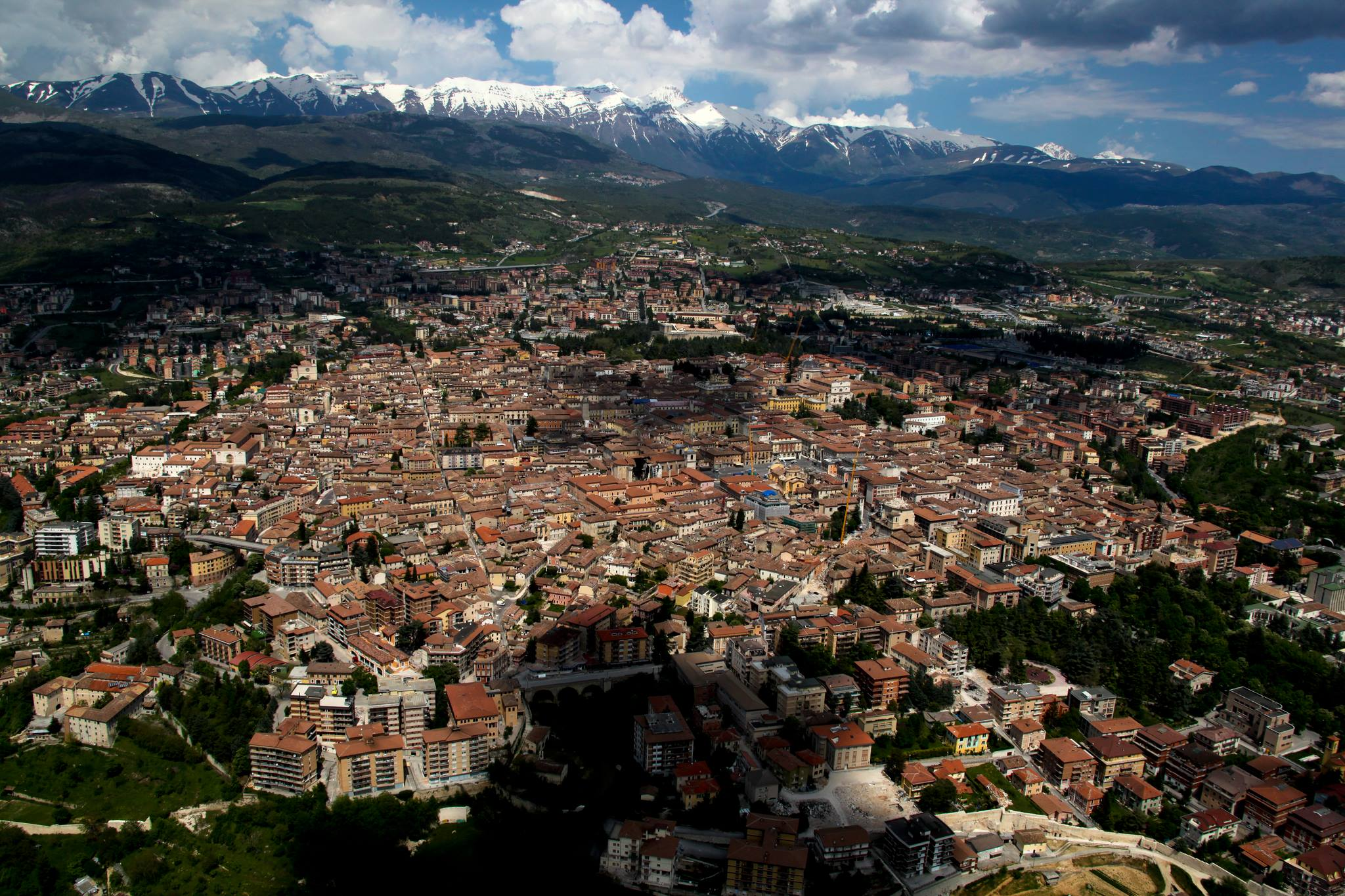
L'Aquila

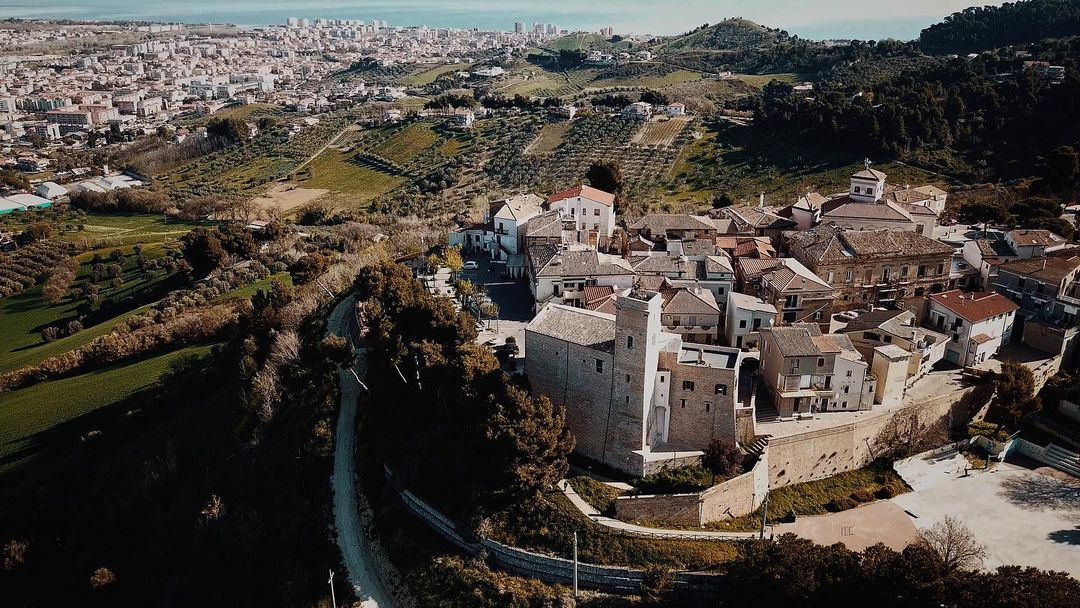
Montesilvano

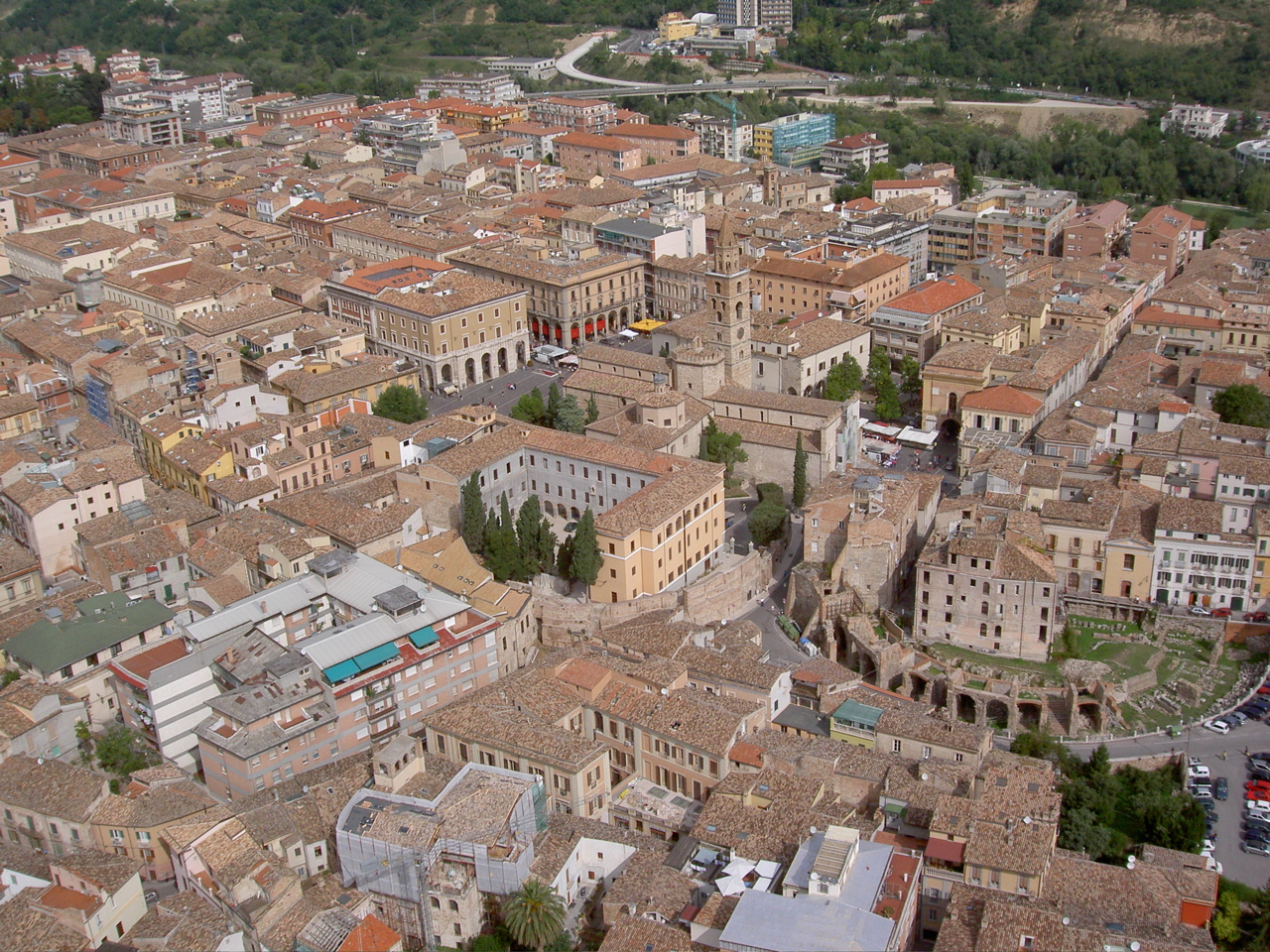
Teramo

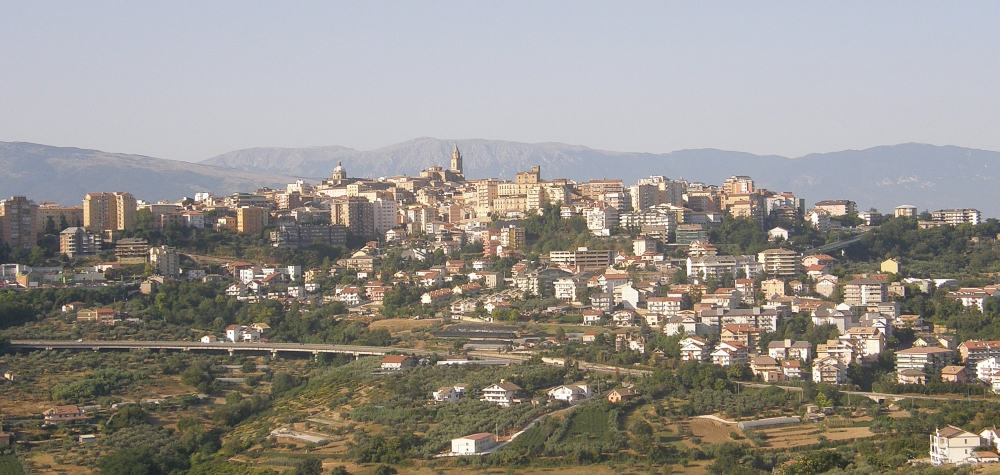
Chieti

Di seguito vengono riportati i primi 20 comuni della regione per popolazione; in grassetto i capoluoghi di provincia:
|     | Comune               | Popolazione | Provincia | Superficie (km²) | Pil procapite (2021) |
| --- | -------------------- | ----------- | --------- | ---------------- | -------------------- |
| 1º  | Pescara              | 118 377     | Pescara   | 33,95            | 21 411,5 €           |
| 2º  | L'Aquila             | 70 585      | L'Aquila  | 473,91           | 21 860,5 €           |
| 3º  | Montesilvano         | 53 606      | Pescara   | 23,57            | 17 775,3 €           |
| 4º  | Teramo               | 51 504      | Teramo    | 152,84           | 20 354,8 €           |
| 5º  | Chieti               | 48 436      | Chieti    | 59,57            | 20 122,3 €           |
| 6º  | Avezzano             | 40 932      | L'Aquila  | 104,08           | 19 804,5 €           |
| 7º  | Vasto                | 40 764      | Chieti    | 71,35            | 18 805,4 €           |
| 8º  | Lanciano             | 33 852      | Chieti    | 66,94            | 18 885,7 €           |
| 9º  | Roseto degli Abruzzi | 25 873      | Teramo    | 53,27            | 17 707 €             |
| 10º | Francavilla al Mare  | 25 428      | Chieti    | 23,09            | 19 637,7 €           |
| 11º | Giulianova           | 23 495      | Teramo    | 28               | 18 552,7 €           |
| 12º | Ortona               | 21 960      | Chieti    | 70,88            | 17 882,6 €           |
| 13º | Sulmona              | 21 610      | L'Aquila  | 57,93            | 19 278,4 €           |
| 14º | San Salvo            | 19 935      | Chieti    | 19,7             | 16 336,7 €           |
| 15º | Spoltore             | 19 022      | Pescara   | 37,01            | 17 846,5 €           |
| 16° | Martinsicuro         | 16 381      | Teramo    | 14,66            | 15 340,3 €           |
| 17° | Silvi                | 15 409      | Teramo    | 20,63            | 15 913,3 €           |
| 18° | Città Sant'Angelo    | 14 848      | Pescara   | 62,02            | 17 951,6 €           |
| 19° | Pineto               | 14 781      | Teramo    | 38,11            | 16 679,2 €           |
| 20° | San Giovanni Teatino | 14 568      | Chieti    | 18,19            | 18 172,3 €           |

### Emigrazione
Secondo stime attendibili sono oltre 1.300.000 gli abruzzesi che negli anni hanno lasciato la regione seguendo l'emigrazione italiana. Fino alla metà del XX secolo l'Abruzzo è stata una regione povera, le cui attività economiche erano incentrate principalmente sulla pastorizia e agricoltura, e in molti partirono per fuggire da questa condizione di arretratezza storica; le mete più frequenti furono gli Stati Uniti, il Canada, l'America Latina e l'Australia ma anche destinazioni interne come Roma o il Nord Italia.

### Etnie e minoranze straniere
Secondo i dati ISTAT, i cittadini stranieri residenti nella regione al 31 dicembre 2019 erano 88 400, circa il 6.76% della popolazione, di cui i gruppi più numerosi sono originari dei seguenti Paesi:
- Romania 25 921
- Albania 11 521
- Marocco 8 054
- Cina 4 197

Nel territorio si sono storicamente insediate diverse comunità di origine slava (in particolare serbi e croati) e albanese nel teramano nel chietino e nei dintorni di Pescara, dove sorge l'insediamento arbëreshë di Villa Badessa; nel corso dei secoli queste comunità hanno perso quasi del tutto l'uso della loro lingua d'origine e gran parte delle eredità culturali della loro etnia (pur con varie sopravvivenze, come la fede cristiano-ortodossa ancora praticata a Villa Badessa). Esse sono frutto di una grande emigrazione dai Balcani verso l'altra sponda dell'Adriatico avvenuta intorno al XVI secolo, in seguito all'espansione dell'impero Ottomano.

### Lingue e dialetti

Dialetti abruzzesi (I)

I dialetti e le parlate della regione possono essere divisi in quattro gruppi fondamentali:
- Dialetto abruzzese adriatico, parte dei dialetti italiani meridionali, è il più diffuso in regione ed è parlato nelle province di Teramo, Pescara e Chieti, con ampi sconfinamenti anche in provincia di Ascoli Piceno
- Dialetto sabino, appartenente al gruppo dei dialetti italiani mediani, è diffuso nella zona settentrionale della provincia dell'Aquila.
- Dialetto abruzzese occidentale, appartenente al gruppo dei dialetti italiani meridionali, parlato nella zona centrale della provincia dell'Aquila
- Altre forme dialettali campane, in particolare nell'Alto Sangro e nelle zone più meridionali della provincia dell'Aquila

Esisteva anche un idioma di ceppo albanese, l'arbëresh, parlato a Villa Badessa (Badhesa), frazione di Rosciano, estintosi nel corso del tempo, mentre permane tra gli abitanti del piccolo centro la diffusione della fede cristiano ortodossa.

### Qualità della vita
Nel 2016 il quotidiano statunitense Huffington Post inserì l'Abruzzo in quinta posizione tra le dodici migliori regioni al mondo per la qualità della vita. La regione viene spesso chiamata regione verde d'Europa, per la grande estensione dei suoi tre parchi nazionali (il parco nazionale d'Abruzzo, Lazio e Molise, il parco nazionale della Maiella e il parco nazionale del Gran Sasso e Monti della Laga) e delle restanti numerose aree protette, che rappresentano il 36,3% della sua superficie totale, con la concentrazione più alta in Europa
L'indagine "Qualità della vita" stilata dal quotidiano Il Sole 24 Ore misura con cadenza annuale il benessere delle province e delle città metropolitane italiane stimando tramite numerosi indicatori la qualità della vita complessiva e suddivisa nei settori ricchezza e consumi, ambiente e servizi, giustizia e sicurezza, affari e lavoro, demografia e società, cultura e tempo libero. Il dato riguardante l'Abruzzo vede i propri capoluoghi nella parte media della classifica nazionale del 2024:
| Posizione 2023 | Provincia | Variazione | Posizione 2024 |
| -------------- | --------- | ---------- | -------------- |
| 41             | Pescara   | 14         | 55             |
| 58             | Teramo    | 1          | 57             |
| 54             | L'Aquila  | 13         | 67             |
| 61             | Chieti    | 10         | 71             |

## Politica

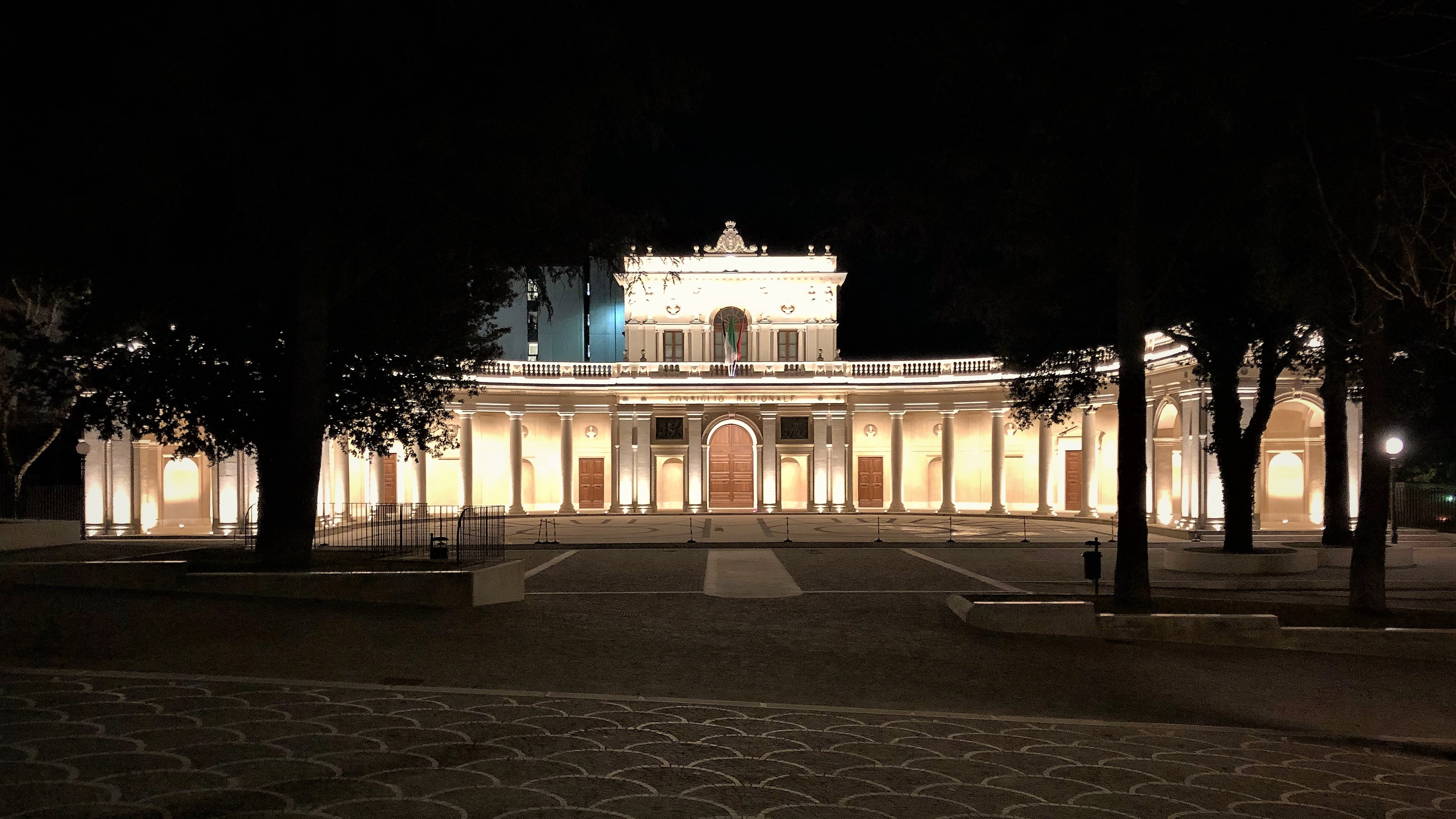
Il palazzo dell'Emiciclo, sede aquilana del Consiglio regionale

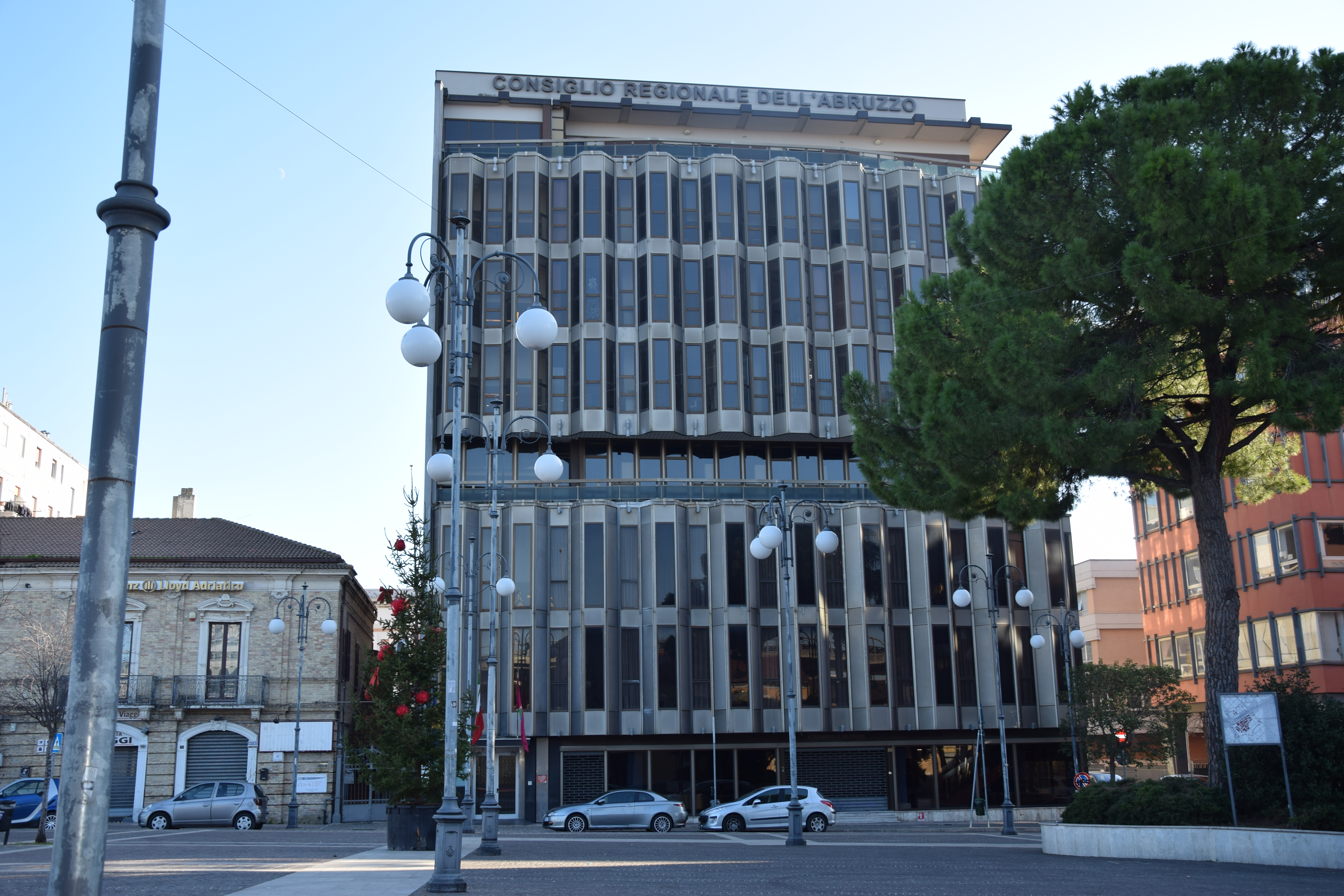
Sede pescarese del Consiglio regionale

### Suddivisioni amministrative
Dal 1º gennaio 1948, come stabilito dall'art. 131 della Costituzione, l'Abruzzo è una regione a statuto ordinario della Repubblica Italiana, ma solo con la legge n. 281 del 1970 furono attuate le sue funzioni. Con la legge costituzionale del 27 dicembre 1963, n. 3 recante "Modificazioni agli articoli 131 e 57 della Costituzione e istituzione della regione Molise", pubblicata sulla Gazzetta Ufficiale n. 3 del 4 gennaio 1964, fu istituita la regione Molise, territorialmente separata dall'Abruzzo. Pur essendo L'Aquila il capoluogo regionale, giunta e consiglio regionali si riuniscono anche nelle loro sedi di Pescara, dove hanno sede anche diversi assessorati regionali.
| Provincia             | Mappa | Comuni | Abitanti (28-02-2025) | Superficie (km²) |
| --------------------- | ----- | ------ | --------------------- | ---------------- |
| Provincia di Chieti   |       | 104    | 369 869               | 2 599,58         |
| Provincia di Pescara  |       | 46     | 311 762               | 1 230,33         |
| Provincia di Teramo   |       | 47     | 299 607               | 1 954,38         |
| Provincia dell'Aquila |       | 108    | 286 629               | 5 047,55         |
| Abruzzo               |       | 305    | 1 267 867             | 10 831,84        |

Sino al 1927 facevano parte della regione anche tutti i comuni del circondario di Cittaducale, in quell'anno ceduti alla neoistituita provincia di Rieti.

## Economia

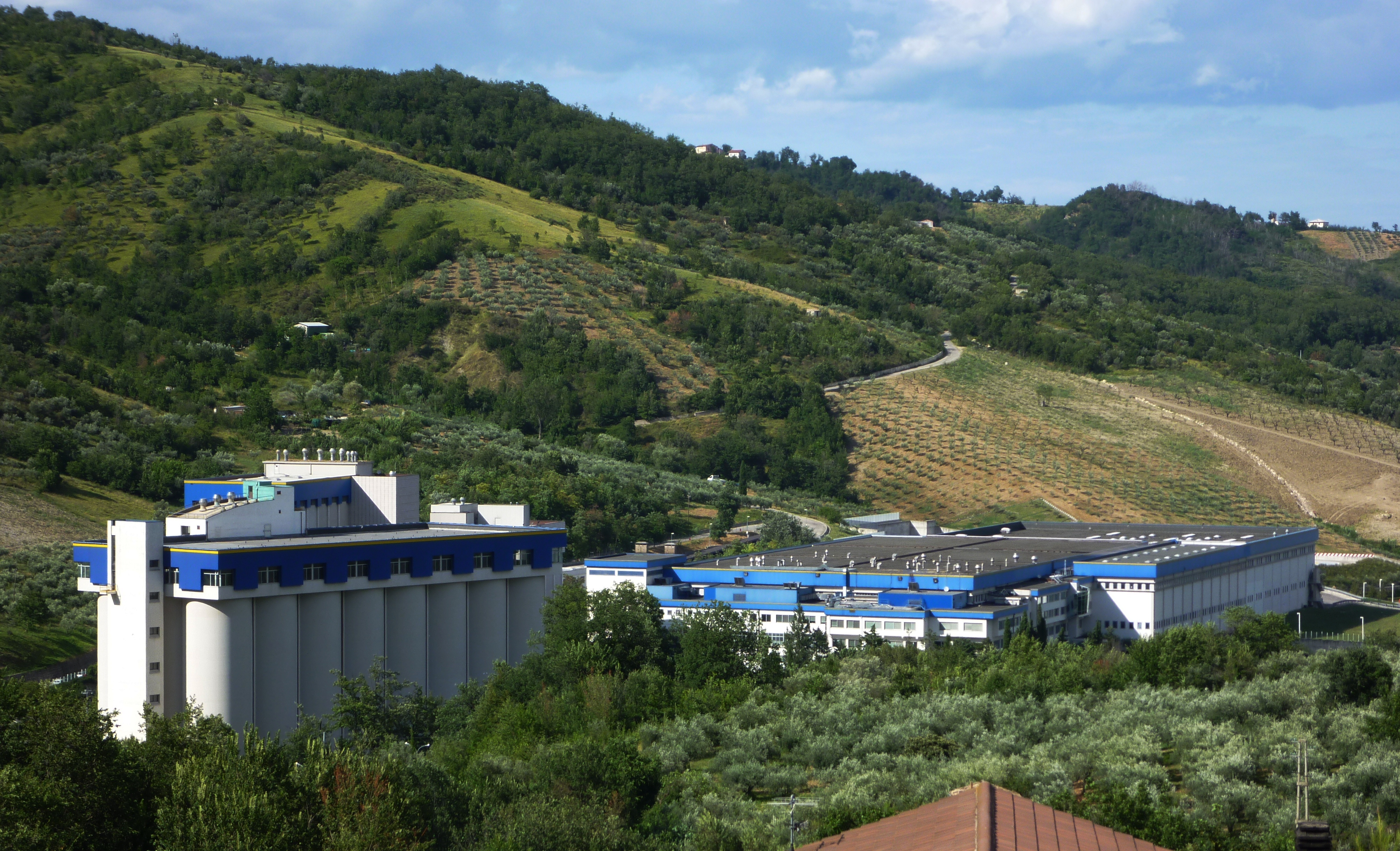
Il pastificio De Cecco a Fara San Martino

Nel secondo dopoguerra l'Abruzzo è stato per molti anni la regione con il maggiore PIL pro capite del Mezzogiorno d'Italia, tuttavia secondo le rilevazioni di Eurostat nell'anno 2022 è stato superato dalla Basilicata; inoltre, dopo il Trentino-Alto Adige, è la regione italiana con la più alta percentuale di investimenti fissi lordi sul PIL: fino agli anni 1950, infatti, l'Abruzzo fu una delle regioni più povere del meridione, tuttavia in seguito a una intensa industrializzazione del territorio, in particolare nel secondo dopoguerra e in un primo momento limitata ai soli interventi pubblici, nel 1996 l'Abruzzo fu la prima regione del meridione ad uscire dal cosiddetto (e ormai obsoleto) obiettivo 1. Nel 1951 il reddito pro capite ammontava al 53% del reddito pro capite medio in Italia; nel 1971 al 65%, mentre nel 1994 al 76%; nel 2006 ha raggiunto l'84,4%, il valore del PIL pro capite più alto fra le regioni del Sud Italia, superando per tasso di crescita molte regioni italiane; la costruzione fra gli anni 1970 e 1980 delle autostrade A14, A24 e A25 e di diverse nuove vie di comunicazione, ha aperto la regione a nuovi investimenti favorendone la crescita della produttività.
Secondo stime Eurostat, nel 2009 l'Abruzzo aveva un reddito pro capite a parità di potere di acquisto pari al 84,0% della media dell'Unione europea, il più alto reddito tra le regioni del Sud Italia. In linea con la maggior parte delle regioni dei Paesi europei, è il settore terziario e dei servizi a rappresentare il grosso dell'economia abruzzese, contribuendo al 70,3% del prodotto interno lordo regionale nel 2019, seguito dal 26,7% delle industrie e costruzioni e 3% delle attività agricole. I terremoti del 2009 e 2016 hanno determinato una frenata dell'economia nelle zone interne e in particolare dell'aquilano, tuttavia la crescita dell'economia regionale continua ad essere trainata in maniera preponderante dalla fascia costiera, grazie ai poli industriali delle tre province costiere e alla forte concentrazione del terziario nella conurbazione pescarese.

### Lavoro
Il tasso di disoccupazione risulta pari all'8,3% nel 2023, contro una media nazionale del 7,8%. Di seguito il dato sul tasso di disoccupazione diviso per province dell'Abruzzo:
| Anno     | 2019  | 2020  | 2021  | 2022  | 2023 |
| -------- | ----- | ----- | ----- | ----- | ---- |
| Abruzzo  | 11,4% | 9,9%  | 9,6%  | 9,6%  | 8,3% |
| L'Aquila | 9,5%  | 8,4%  | 9,8%  | 9,2%  | 9,4% |
| Teramo   | 9,4%  | 9,7%  | 7,1%  | 6,3%  | 6,8% |
| Pescara  | 12,2% | 9,9%  | 11,5% | 11,3% | 9,5% |
| Chieti   | 13,7% | 11,1% | 9,9%  | 11,4% | 7,5% |

Il tasso di occupazione tra gli abitanti dai 15 ai 64 anni risulta invece al 61,3% per il 2023, sostanzialmente in linea con il dato nazionale al 61,5%:
| Anno     | 2019  | 2020  | 2021  | 2022  | 2023  |
| -------- | ----- | ----- | ----- | ----- | ----- |
| Abruzzo  | 58,2% | 56,6% | 57,8% | 58,4% | 61,3% |
| L'Aquila | 58,1% | 57,2% | 57,3% | 57,5% | 59,6% |
| Teramo   | 59,8% | 57,9% | 60,4% | 62,5% | 63,2% |
| Pescara  | 57,9% | 56,7% | 56,6% | 58,2% | 60,8% |
| Chieti   | 57,1% | 55,1% | 57,1% | 56,0% | 61,7% |

### Agricoltura e settore primario

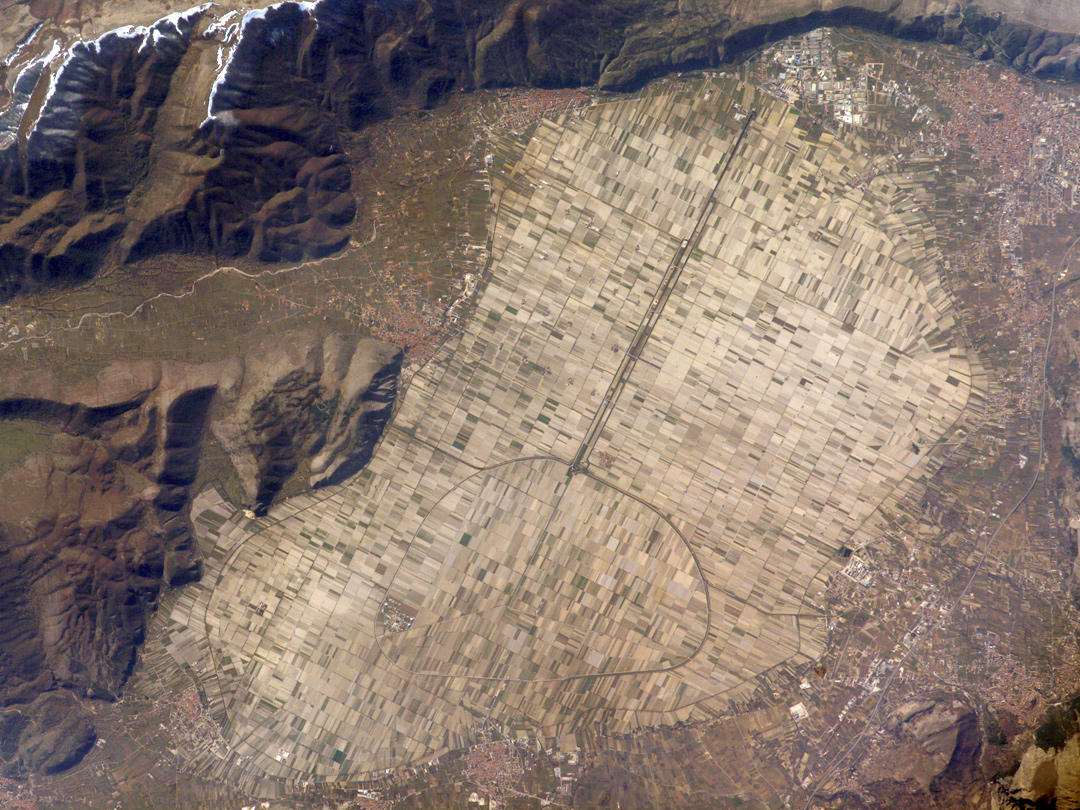
Il Fucino in una immagine satellitare del NASA Earth Observatory

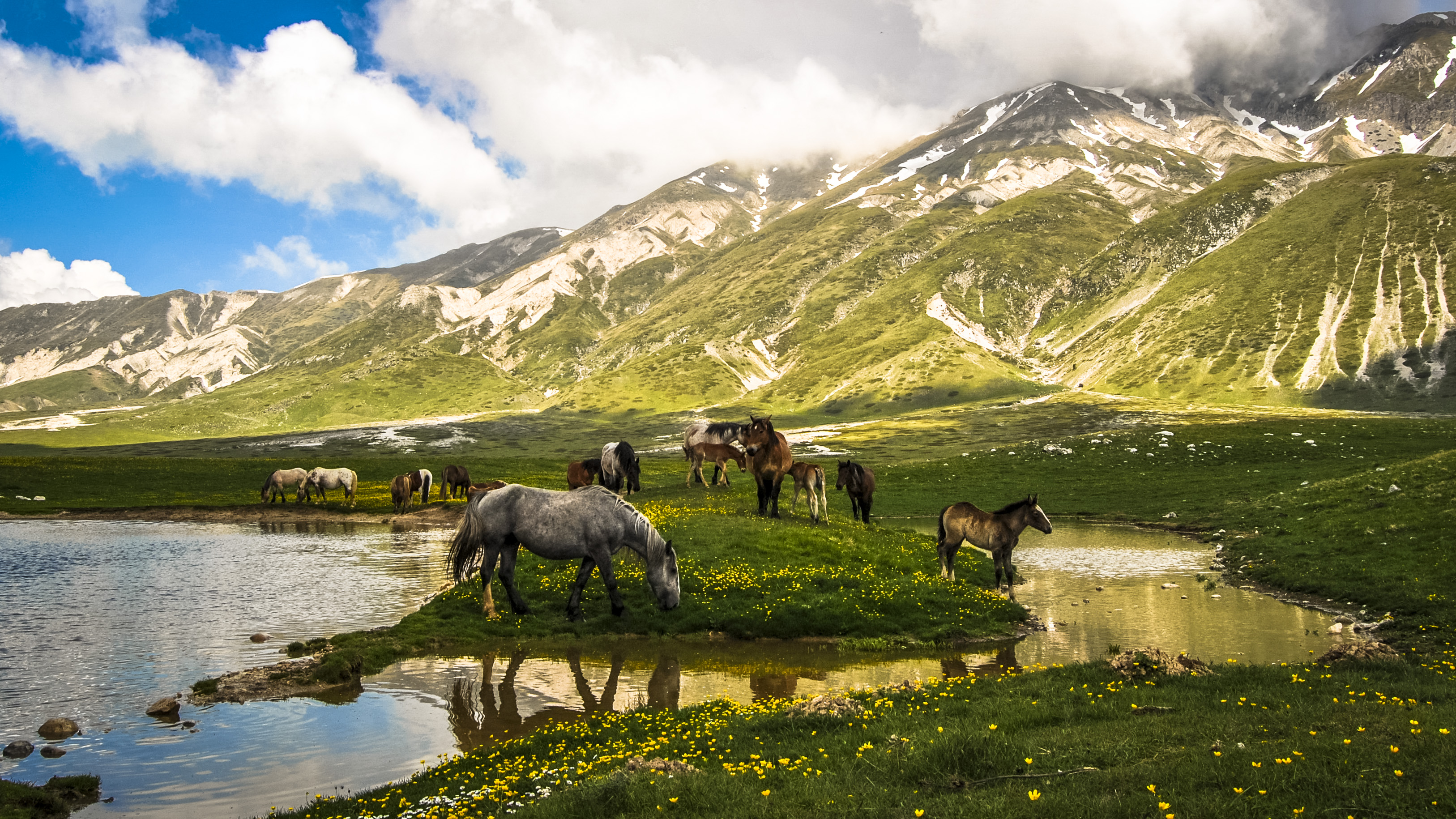
Campo Imperatore

Con gli anni la rilevanza dell'agricoltura si è molto contratta nelle attività regionali, e nonostante le numerose produzioni, spesso di eccellenza, di vini, formaggi, cereali ed ortaggi il contributo al prodotto interno lordo regionale ammontava nel 2019 al 3% del totale. La transumanza, ovvero la pratica oggi quasi del tutto scomparsa dello spostamento stagionale delle greggi in altri territori, fu in passato un notevole veicolo di sviluppo economico della regione. Anche le attività di pesca contribuiscono al settore primario dell'economia regionale; praticata prevalentemente nei porti di Pescara, Giulianova ed Ortona, in passato era caratterizzata dai tipici trabocchi, le antiche macchine da pesca che punteggiano e danno il nome alla Costa dei Trabocchi.

### Industria
L'industria regionale si è sviluppata rapidamente nel dopoguerra, stimolata dai numerosi interventi pubblici dell'epoca, crescendo segnatamente nei settori metalmeccanico, automobilistico, alimentare, del trasporto e delle telecomunicazioni; altri nuclei industriali minori sono sorti in tutta la regione nei settori chimico, del mobile, dell'artigianato e del tessile. In Abruzzo viene inoltre prodotta una considerevole quota dell'energia elettrica italiana: nel 2017, con circa 22 GWh all'anno (di cui l'80% prodotto tramite fonti rinnovabili), risultava la quarta regione in Italia per produzione di energia elettrica.

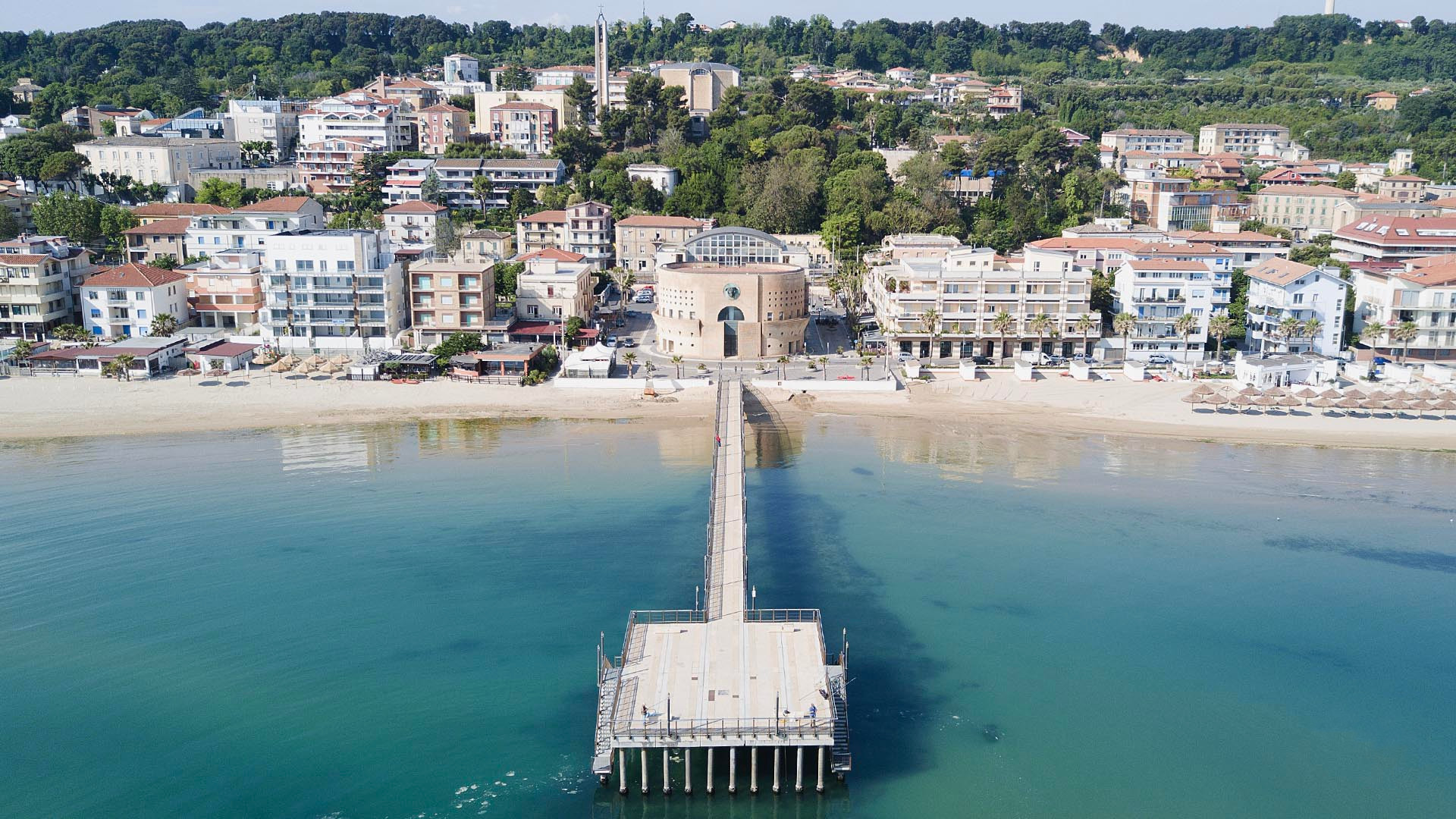
Il pontile di Francavilla al Mare

Le attività industriali e delle costruzioni contribuivano nel 2019 al 26,7% del prodotto interno lordo regionale, e le zone più industrializzate sono:
- In provincia di Chieti la Val di Sangro, dove sorge un grande polo industriale legato all'industria automobilistica e le zona industriali di Vasto e San Salvo.
- In provincia dell'Aquila le zone industriali del capoluogo e le aree industriali marsicane di Avezzano e Carsoli.
- In provincia di Pescara la Val Pescara, sede delle prime attività industriali regionali e dove è tradizionalmente attiva l'industria di estrazione di idrocarburi attraverso pozzi superficiali e miniere[75], la Valle del Fino e le zone industriali circostanti il capoluogo pescarese.
- In provincia di Teramo la Val Vibrata, la Valle del Tordino, la Valle del Vomano e le zone costiere, sede di numerose piccole e medie imprese del settore tessile e calzaturiero.

### Turismo

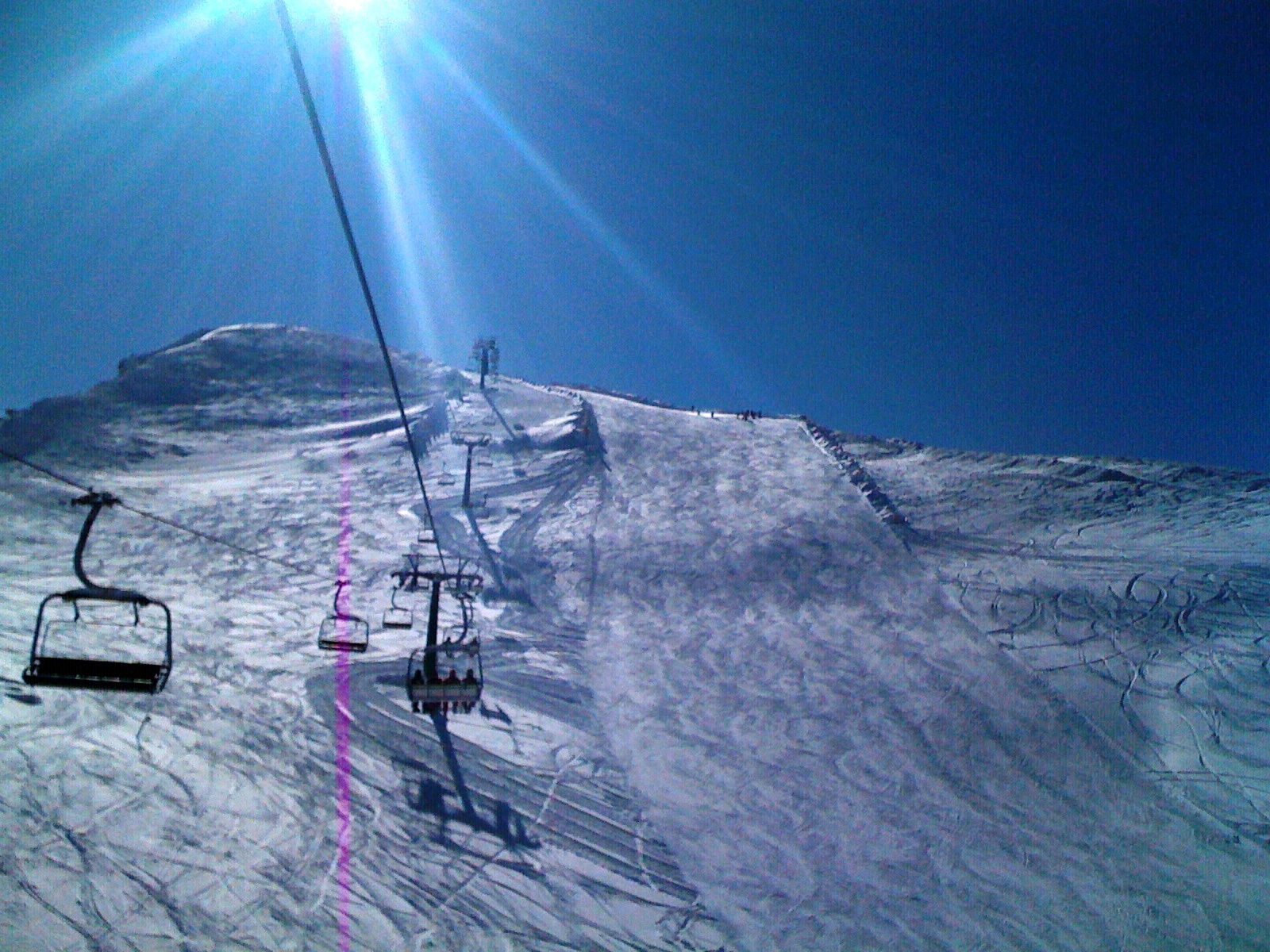
Impianti sciistici a Campo Imperatore

L'offerta turistica abruzzese, la cui economia rappresenta circa il 13% del PIL regionale e contribuisce al 7,1% dell'occupazione regionale, è sostanzialmente divisa in due distinte categorie, seguendo le caratteristiche e le vocazioni dei vari territori: il turismo invernale è molto sviluppato nell'entroterra regionale, con numerosi impianti di risalita, fra cui le note stazioni sciistiche di Roccaraso ed Ovindoli; i diversi i parchi naturali (tra i quali spiccano il parco nazionale d'Abruzzo, il parco nazionale del Gran Sasso e Monti della Laga e il parco nazionale della Maiella) assieme ad altre aree protette della regione e riserve naturali garantiscono inoltre un indotto turistico durante le stagioni estive; la zona costiera invece, più attrezzata per il turismo di massa, fin dal 1800 si propone come méta di turismo balneare, tradizionalmente lungo la costa teramana e, in particolare dalla dismissione del tracciato originario della ferrovia Adriatica, nella Costa dei Trabocchi. La presenza di città storiche (L'Aquila, Chieti, Sulmona, Teramo, Atri, Penne e numerosi altri centri), di numerosi piccoli borghi medievali, in molti casi quasi del tutto spopolati, e chiese antiche, basiliche (tra cui la basilica di Santa Maria di Collemaggio), abbazie, eremi, santuari (tra i quali il santuario di San Gabriele dell'Addolorata), castelli antichi e monasteri, genera ulteriori visite di carattere storico-culturale religioso in tutta la regione.

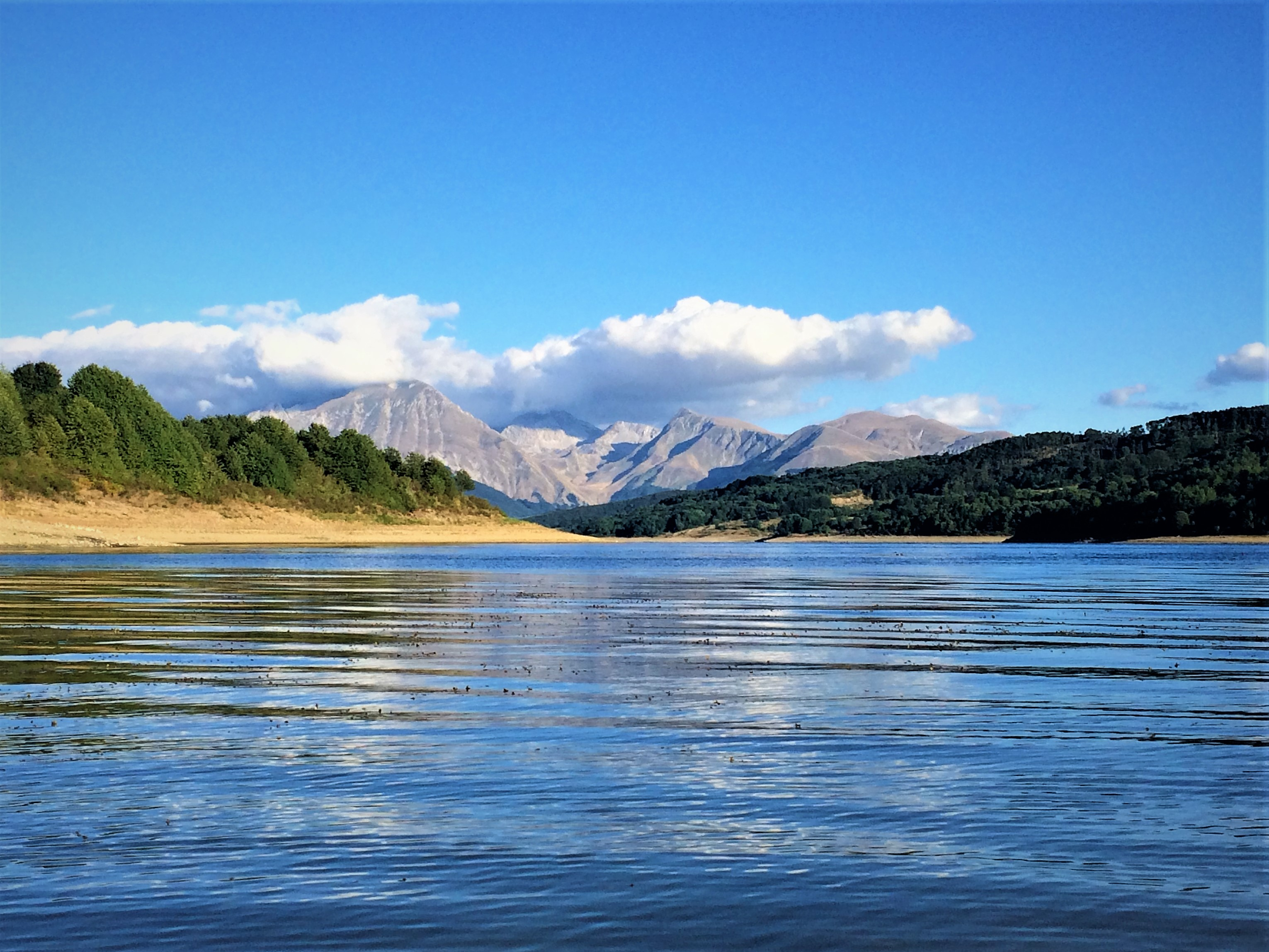
Il lago artificiale di Campotosto

Nonostante le alte potenzialità turistiche e gli incoraggianti dati di crescita continua delle presenze in regione, e malgrado gli sforzi più o meno efficaci dei vari enti locali e della regione di migliorare la comunicazione e la promozione turistica del territorio, l'Abruzzo resta una delle regioni meno visitate d'Italia; il clima di incertezza causato dalla pandemia di COVID-19 del 2020 in Italia ha tuttavia riportato molti turisti italiani in regione, percepita al riparo dai grandi e tradizionali flussi turistici, rendendo la stagione estiva del 2020, in particolare per le aree interne, una delle stagioni turistiche di maggior successo della storia recente. Le successive stagioni turistiche del 2021 e del 2022 hanno consolidato la tendenza di lieve crescita delle presenze, anche se nonostante le circa 10 000 aziende attive nel settore turistico e la crescita dei posti letto, la regione continua ad avere numeri modesti se paragonati ad altre regioni italiane, collocandosi al sedicesimo posto per numero di presenze, con 6,4 milioni nel 2022.

## Infrastrutture e trasporti

### Autostrade

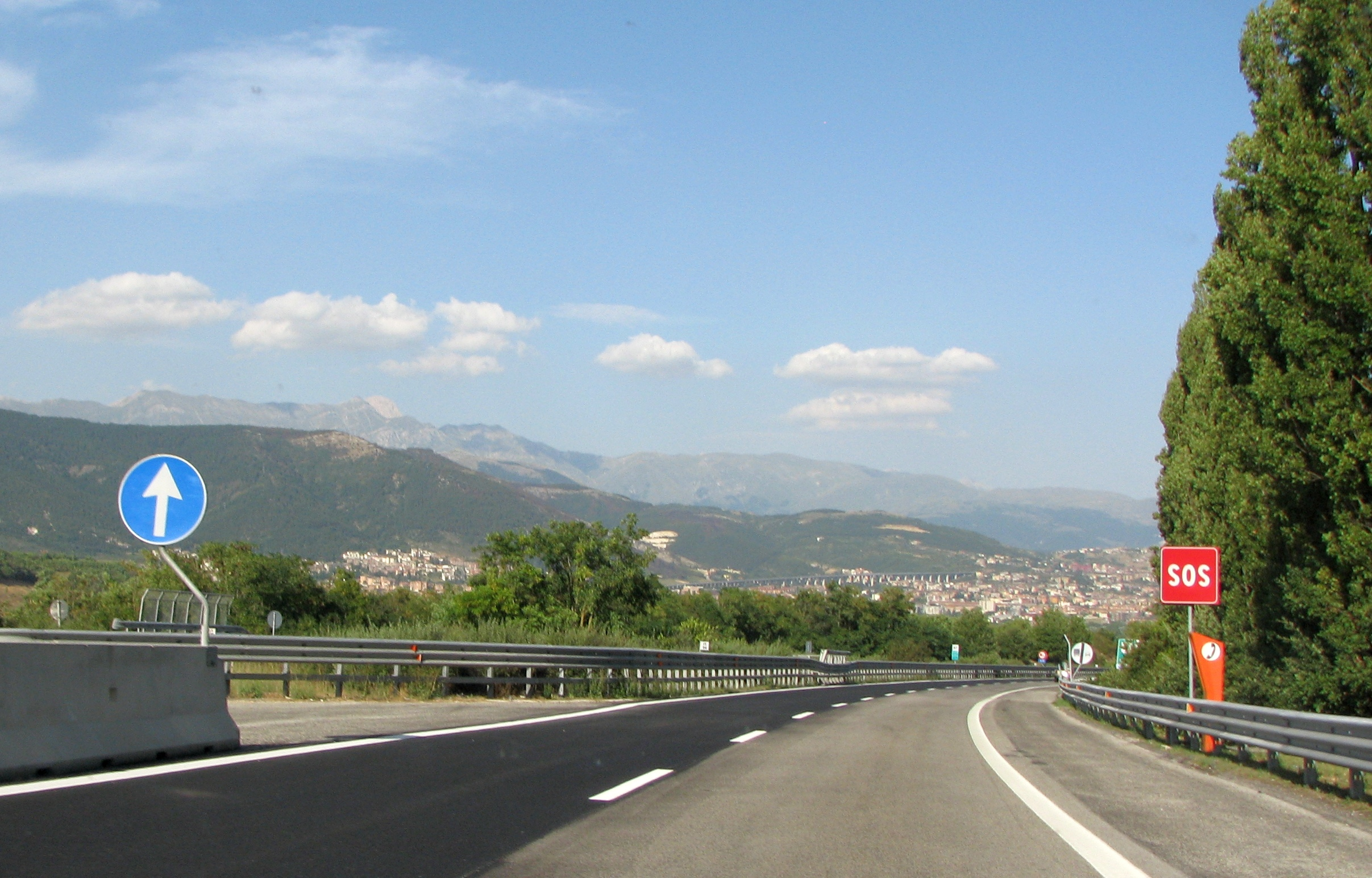
A24, nei pressi di Tornimparte

- A 14 Autostrada Adriatica: la lunga dorsale adriatica percorre tutta la costa abruzzese da nord a sud, collegando i principali centri della regione al resto del Paese.
- A 24 Strada dei Parchi: è stata costruita negli anni settanta e collega Roma con L'Aquila e Teramo; dopo molti anni di lavoro, la costruzione dell'autostrada venne interrotta a Teramo, lasciando incompiuto il tratto finale, che avrebbe dovuto ricongiungersi all'A14 presso Alba Adriatica[94]. All'interno del traforo del Gran Sasso vi è l'accesso ai Laboratori nazionali del Gran Sasso, costruiti contestualmente all'autostrada.
- A 25 Strada dei Parchi: diramazione meridionale dell'A24, l'autostrada collega le città di Pescara e Chieti al Lazio e Roma.
- RA 11 Ascoli-mare: il raccordo autostradale, che collega Ascoli Piceno con l'A14, si sviluppa per un breve tratto in territorio abruzzese, in corrispondenza dello svincolo Ancarano-Castel di Lama.
- RA 12 Asse attrezzato: breve asse viario di tipo autostradale che collega i caselli dell'A25 e A14 della Val Pescara alle città di Chieti e Pescara, fungendo anche da tangenziale est-ovest della conurbazione.

### Strade statali
Le principali strade statali della regione, in molti casi in seguito alla costruzione delle autostrade e di numerose varianti, sono diventate itinerari per lo più turistici attraversando spesso i diversi parchi abruzzesi e zone di alto valore paesaggistico:
| - Strada statale 5 Via Tiburtina Valeria - Strada statale 16 Adriatica - Strada statale 16 bis Adriatica - Strada statale 16 dir/C del Porto di Pescara - Strada statale 17 dell'Appennino Abruzzese ed Appulo-Sannitico - Strada statale 17 ter dell'Appennino Abruzzese - Strada statale 80 del Gran Sasso d'Italia - Strada statale 80 racc di Teramo - Strada statale 81 Piceno Aprutina - Strada statale 82 della Valle del Liri - Strada statale 83 Marsicana - Strada statale 84 Frentana - Strada statale 150 della Valle del Vomano - Strada statale 151 della Valle del Tavo - Strada statale 153 della Valle del Tirino - Strada statale 158 della Valle del Volturno - Strada statale 259 Vibrata | - Strada statale 260 Picente - Strada statale 263 di Val di Foro e di Bocca di Valle - Strada statale 487 di Caramanico Terme - Strada statale 539 di Manoppello - Strada statale 553 di Atri - Strada statale 578 Salto Cicolana - Strada statale 584 di Lucoli - Strada statale 614 della Maielletta - Strada statale 649 di Fondo Valle Alento - Strada statale 650 di Fondo Valle Trigno - Strada statale 652 di Fondo Valle Sangro - Strada statale 656 Val Pescara-Chieti - Strada statale 684 Tangenziale Sud di L'Aquila - Strada statale 690 Avezzano-Sora - Strada statale 696 del Parco Regionale Sirente-Velino - Strada statale 714 Tangenziale di Pescara |

### Ferrovie

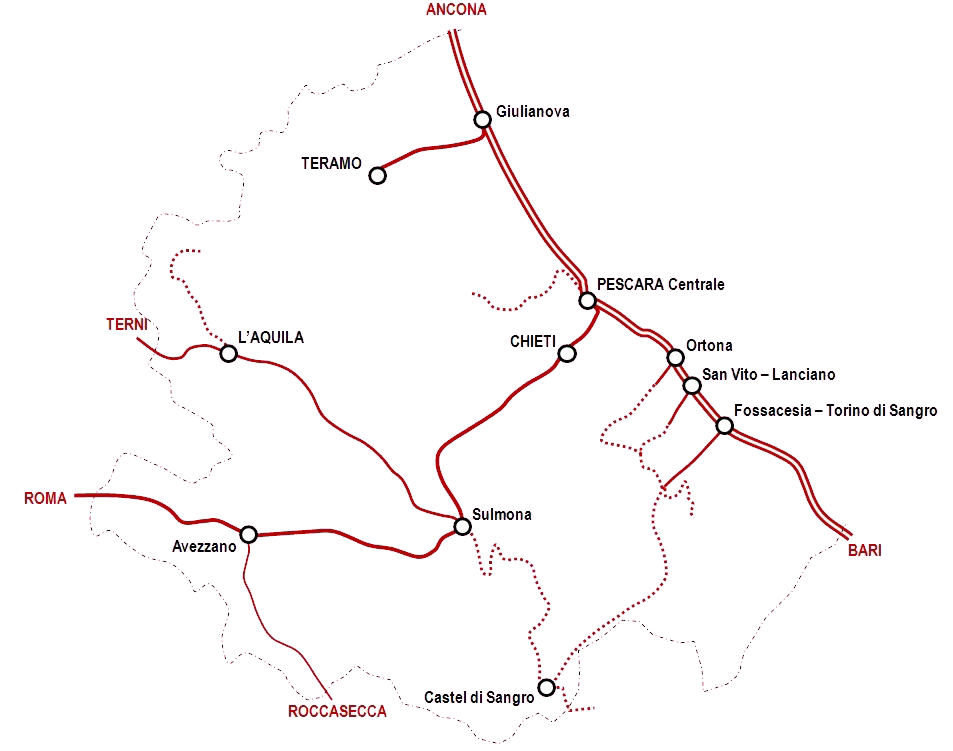
Mappa della rete ferroviaria abruzzese

La rete ferroviaria abruzzese si estende per 524 km a scartamento ordinario.; nonostante numerosi interventi di adeguamento svolti negli anni, perdurano le forti disparità fra l'entroterra, servito da poche linee non concorrenziali con i tempi di percorrenza del trasporto su gomma, e la fascia costiera, dove invece transitano la moderna dorsale adriatica e le linee per Lanciano e Teramo che vi si diramano.
L'Ente Regione Abruzzo è proprietario della TUA, società che effettua anche trasporto ferroviario per passeggeri oltre che merci e gestisce in maniera diretta la tratta ferrovia Sangritana.
- Adriatica
- Roma-Sulmona-Pescara
- Teramo-Giulianova
- Sangritana
- Terni-Sulmona
- Avezzano-Roccasecca
- Sulmona-Isernia

### Porti

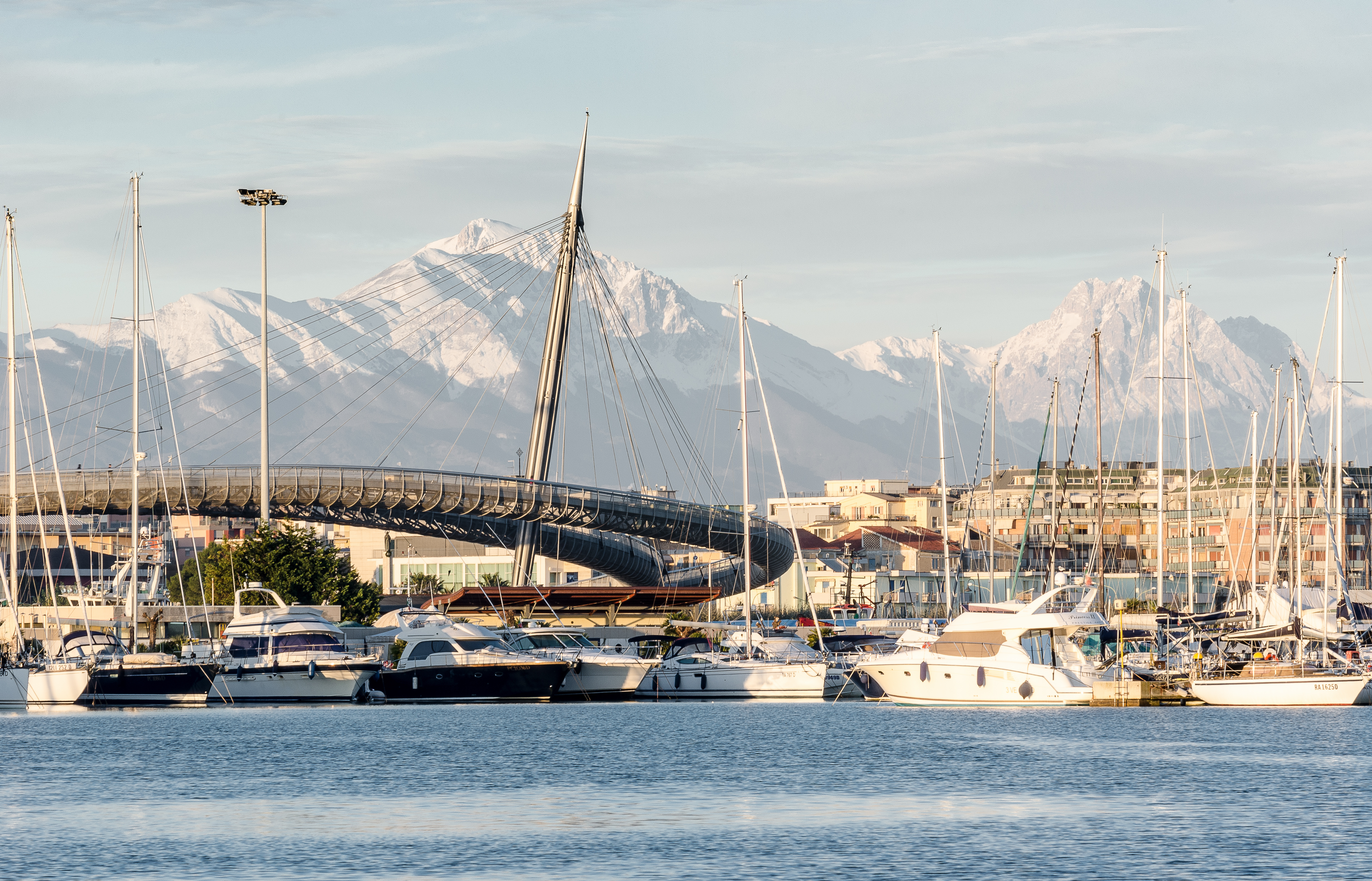
Il porto turistico di Pescara, e sullo sfondo il massiccio del Gran Sasso

Oltre a diversi approdi minori ad uso prevalentemente turistico e peschereccio, in regione sono presenti quattro porti di dimensioni maggiori:
- Porto di Ortona: È il maggiore porto abruzzese, di ampie dimensioni e con fondale in grado di supportare navi di grande stazza e pescaggio; il bacino portuale ortonese riveste una posizione strategica per i traffici marittimi delle merci; nel 2019 sono state movimentate nel porto 1 037 662 tonnellate di merci[97]. Il porto è attualmente gestito dalla Capitaneria di porto di Ortona.[98]
- Porto di Vasto: è situato in località Punta Penna, a circa otto chilometri dalla città, ed è un porto commerciale; nel 2017 sono state movimentate nel porto 576 814 tonnellate di merci[99]. Il porto è gestito dalla Capitaneria di porto di Ortona, dagli uffici circondariali marittimi di Vasto e Giulianova e dalla Direzione marittima di Pescara.[100]
- Porto di Pescara: La costruzione negli anni 1980 del porto turistico Marina di Pescara ha notevolmente accresciuto l'importanza dell'approdo pescarese, in precedenza limitato allo storico porto canale peschereccio; il porto turistico, che ha una capacità di circa 850 posti barca,[101] è la terza struttura di questo tipo in Italia per numero di posti barca dopo quelle di Savona e Napoli[102]. Il porto pescarese offre una vasta gamma di servizi e ospita un mercato della pesca e dell'acquacoltura. Dal primo anno di attività l'approdo turistico è insignito della Bandiera Blu per la qualità dei servizi offerti. Il porto è gestito dalla Direzione marittima di Pescara.[103]
- Porto di Giulianova: è di tipo peschereccio; il movimento merci che si verifica nel porto è limitato esclusivamente al pescato giornaliero. Dispone di una serie di servizi e la sua gestione è affidata a un ente autonomo gestito da regione, provincia di Teramo, comune di Giulianova, Camera di commercio e Nucleo industriale.[104]

Altri approdi turistici minori si trovano a Francavilla al Mare, Fossacesia e Roseto degli Abruzzi.

### Aeroporti

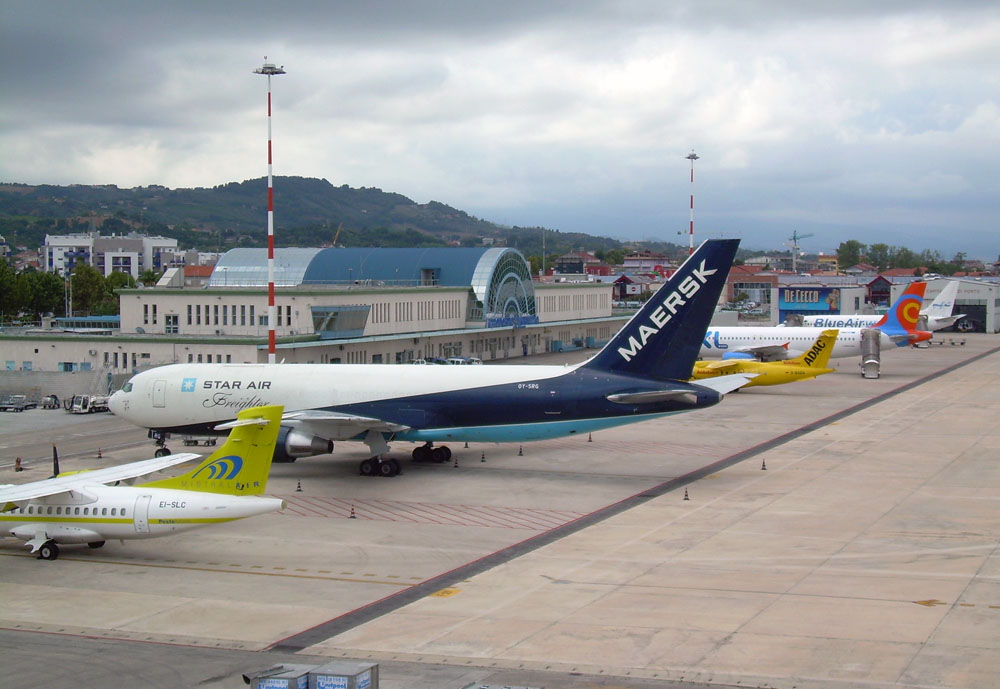
Aeroporto di Pescara

L'unico scalo internazionale della regione è l'aeroporto di Pescara, prima pista ad essere storicamente sorta in Abruzzo nel 1917. Nel 1968 fu attivato nell'interno regionale un secondo scalo, l'aeroporto di L'Aquila-Parchi, ristrutturato e ampliato in occasione del vertice G8 del 2009 tenutosi all'Aquila; nonostante i diversi tentativi svolti nel tempo non riuscì mai a concretizzarsi una gestione commerciale dello scalo, e l'ENAC decretò la sospensione di ogni attività di aviazione commerciale nel 2015, lasciando l'aeroporto pescarese l'unico scalo attivo della regione.

## Cultura

### Istruzione

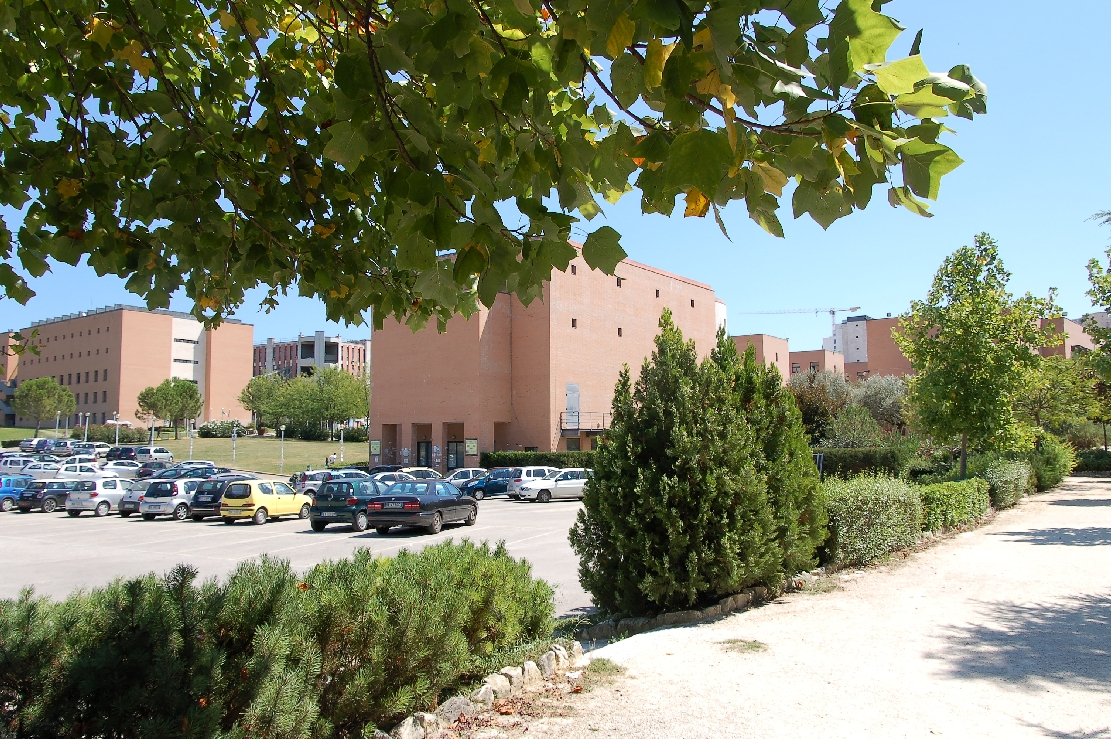
Il campus di Chieti dell'università "Gabriele d'Annunzio"

#### Università

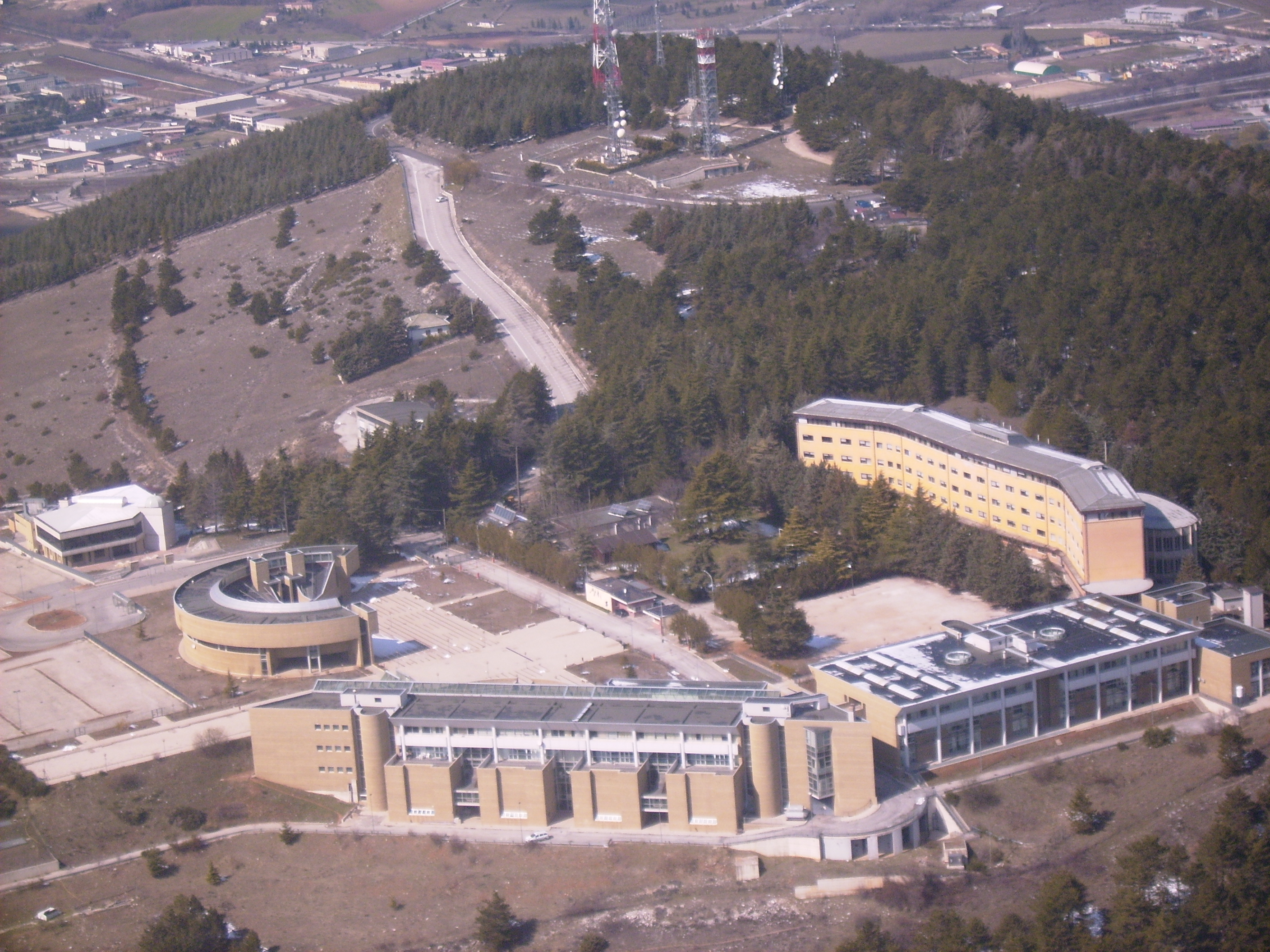
Polo di Roio, università dell'Aquila

- Università degli Studi "Gabriele d'Annunzio" di Chieti e Pescara
- Università degli Studi dell'Aquila
- Università degli Studi di Teramo
- Istituto superiore per le industrie artistiche - Pescara
- Gran Sasso Science Institute - L'Aquila

Delle università statali della regione, l'università "Gabriele d'Annunzio" di Chieti e Pescara è quella con il maggior numero di iscritti, contandone 24 716 nel 2017. Seguono poi l'università dell'Aquila, con 16 421 iscritti nel 2018, e l'università di Teramo, nata 1993 scorporandosi dall'università Gabriele D'Annunzio, con 5 810 iscritti nel 2017.
Tra le diverse università private operanti in regione le principali sono l'università telematica "Leonardo da Vinci" situata a Torrevecchia Teatina, l'università "Niccolò Cusano" a Pescara, l'università popolare Medio-Adriatica di Teramo e l'università europea del Design di Pescara.
Nel 2013 l'Abruzzo si collocava all'ottavo posto in Italia con la percentuale del 23,6% di persone di età compresa tra i trenta e i trentaquattro anni che hanno conseguito un titolo di studio universitario.

#### Ricerca scientifica e tecnologica
Nella regione sono presenti centri di ricerca e formazione in vari campi della scienza, come l'International center for relativistic astrophysics di Pescara e i Laboratori nazionali del Gran Sasso, situati sotto le cime della montagna.
Presso il polo Universitario di Roio dell'università dell'Aquila è situata la sede operativa della Società Italiana della Scienza e della Ingegneria, istituto che si occupa di ricerca e divulgazione scientifica, e sempre all'interno dell'ateneo aquilano ha sede il centro Interdipartimentale di trasporti e mobilità sostenibile.

#### Altre strutture di formazione universitaria e ricerca
Istituti per anno di fondazione:
- Conservatorio Statale Gaetano Braga di Teramo
- Conservatorio Luisa D'Annunzio di Pescara
- Conservatorio Alfredo Casella dell'Aquila
- Accademia di belle arti dell'Aquila

#### Musei

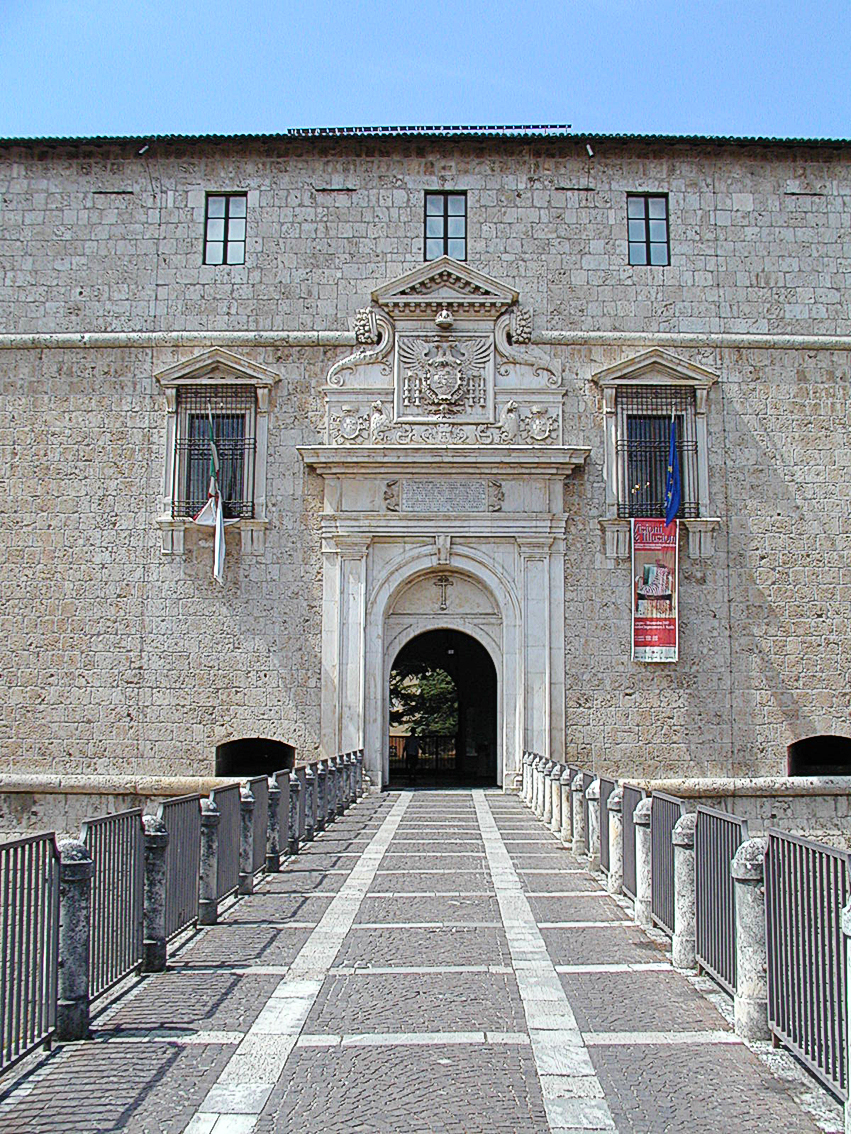
Museo nazionale d'Abruzzo dell'Aquila

Numerosi reperti della ricca storia abruzzese sono conservati nei diversi musei della regione, fra i quali:
- a Pescara il Museo delle genti d'Abruzzo, il Museo d'arte moderna Vittoria Colonna, il Museo casa natale Gabriele D'Annunzio, l'Imago Museum, il Museo dell'Ottocento, il CLAP Museum, il Museo civico Basilio Cascella, il Museo Paparella Treccia Devlet e il Mediamuseum;
- a L'Aquila il Museo nazionale d'Abruzzo, il Museo di Scienze Naturali e Umane "San Giuliano", Casa museo Signorini Corsi e il MAXXI;
- a Chieti il Museo archeologico nazionale d'Abruzzo, il Museo archeologico nazionale La Civitella, il Museo di storia delle scienze biomediche, il Museo d'arte Costantino Barbella e il Museo Palazzo de' Mayo;
- a Teramo il Museo archeologico Francesco Savini, il Museo civico e il Museo del Osservatorio astronomico d'Abruzzo;
- a Giulianova il Pinacoteca civica Vincenzo Bindi, Sala civica di scultura Raffaello Pagliaccetti, Museo civico archeologico Torrione la Rocca, il Museo d'Arte dello Splendore e la Casa Museo Gaetano Braga;
- a Civitella del Tronto il Museo delle armi della fortezza di Civitella del Tronto;
- a Vasto i Musei di Palazzo d'Avalos;
- a Francavilla al Mare il Museo Michetti;
- a Castelli il Museo delle Ceramiche;
- a Celano il Museo d'arte sacra della Marsica e il Museo archeologico preistorico Paludi;
- a Ortona il Museo musicale d'Abruzzo e Archivio Francesco Paolo Tosti;
- a Campli il Museo archeologico nazionale;

### Arte

#### Storia

##### Epoca romana

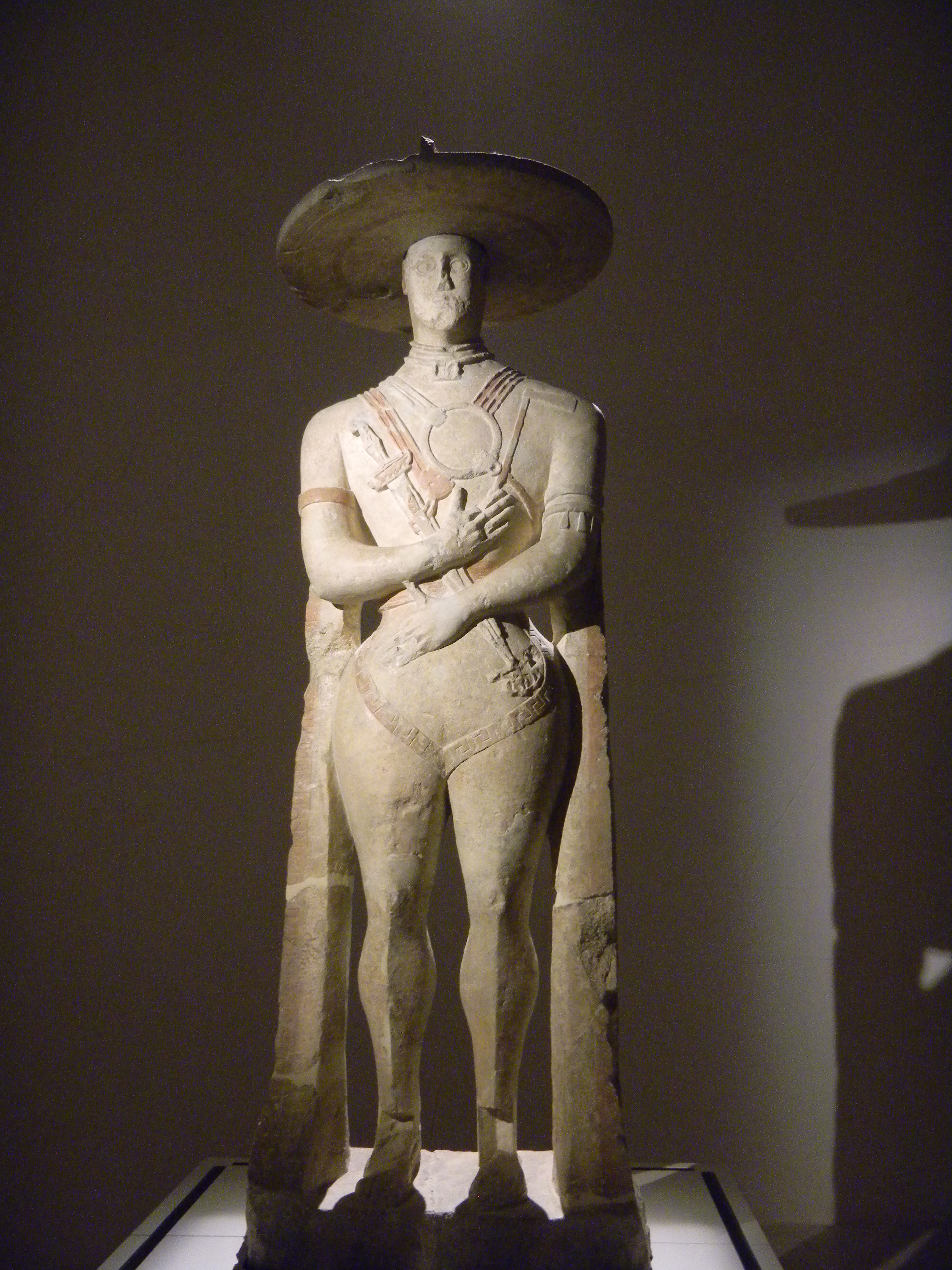
Il Guerriero di Capestrano

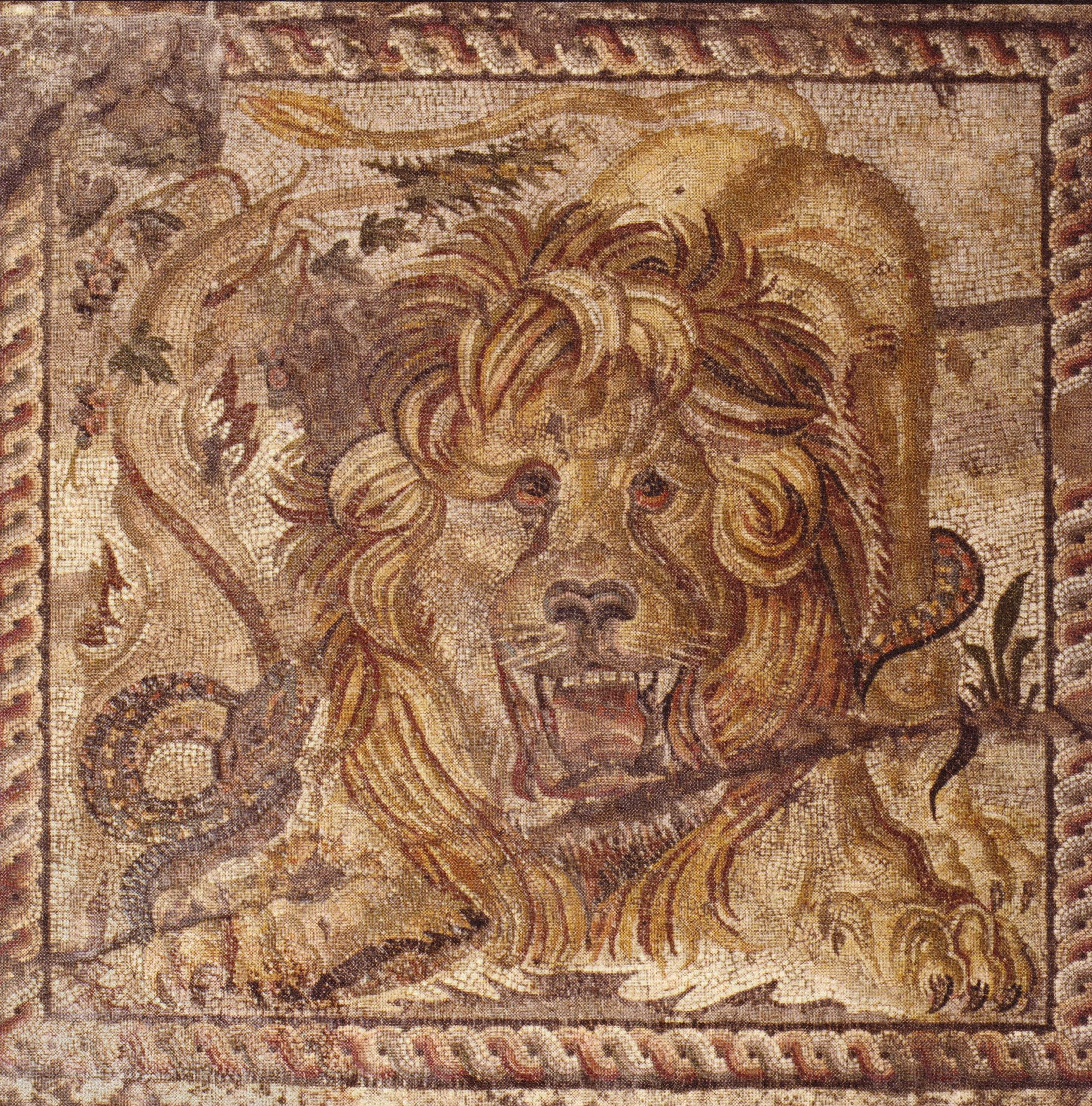
Il "Mosaico del leone" di Teramo

L'arte abruzzese, nelle primarie forme, è rintracciabile nel periodo della conquista di Roma dopo la guerra sociale dell'88 a.C. Fino al III secolo a.C. gli unici elementi di valore artistico erano i templi sacri dedicati ai vari dei nelle diverse tribù dei popoli Sanniti. Esempi sono il tempio nel bosco sacro di Lucus Angitiae in Luco dei Marsi, dedicato alla dea dei Marsi, il tempio italico di Castel di Ieri e infine il santuario italico di Schiavi d'Abruzzo; con la dominazione romana in regione si moltiplicarono nuove costruzioni monumentali, come terme teatri ed anfiteatri, di cui spesso se ne sono conservati i resti come nei casi di Chieti e Teramo.

##### Il Medioevo

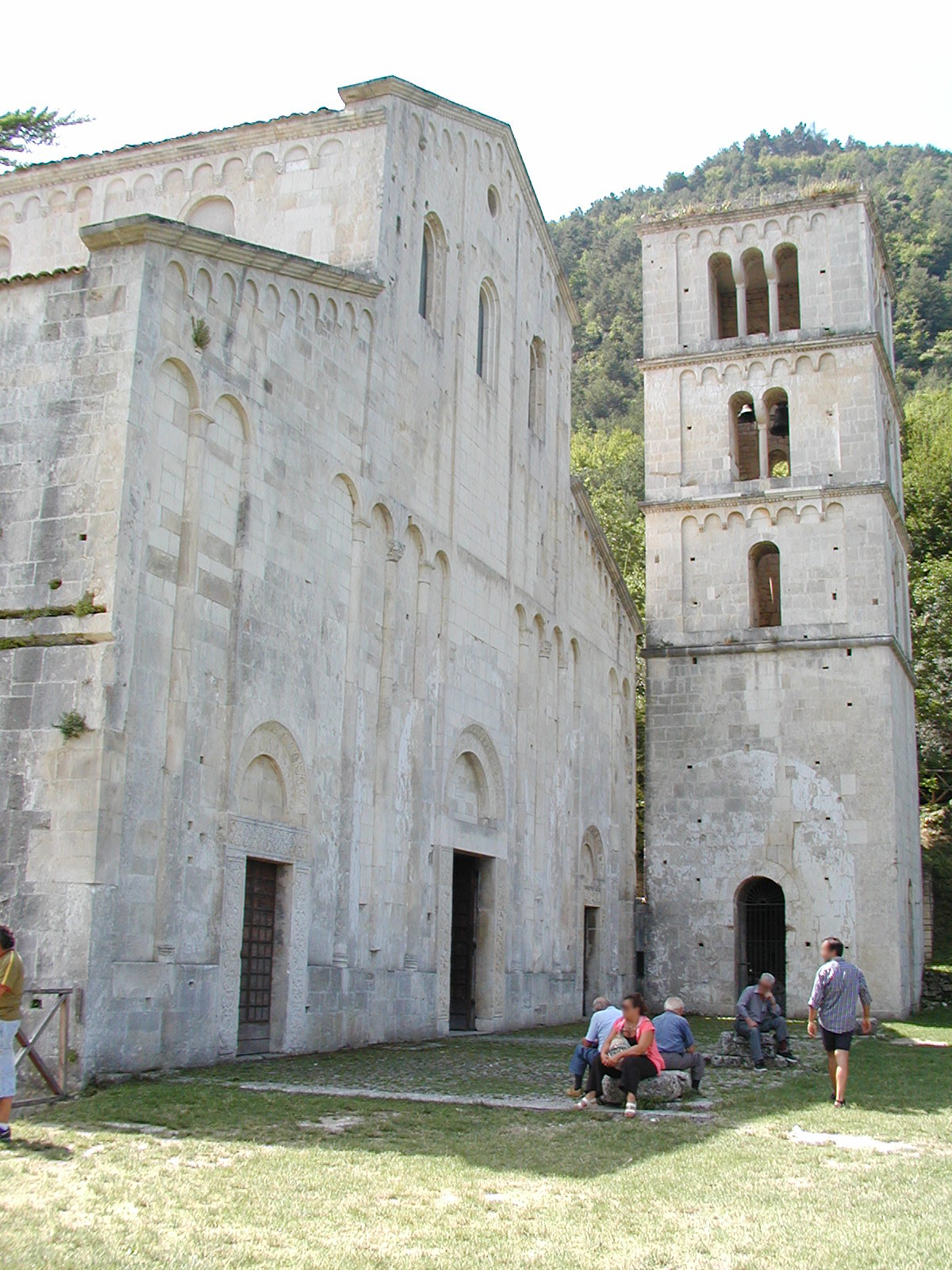
L'abbazia di San Liberatore a Maiella presso Serramonacesca

Intorno all'VIII secolo vi fu un primo risveglio architettonico, con la costruzione delle grandi abbazie cistercensi, che diventeranno i nuovi centri del potere: l'abbazia di Santa Maria di Casanova a Villa Celiera, l'abbazia di San Giovanni in Venere a Fossacesia, l'abbazia di Santa Maria della Vittoria a Scurcola Marsicana, l'abbazia di Santa Maria Arabona a Manoppello e l'abbazia dei Santi Vito e Salvo a San Salvo. Si trattava di costruzioni molto spartane e severe, prive di decorazioni artistiche, come merlature o beccatelli, aggiunte nei secoli successivi. Per molti anni, l'arte sacra sarà l'unica manifestazione artistica presente in Abruzzo.

##### Il Settecento e l'Ottocento
Gli anni a cavallo fra XVIII e XIX secolo portarono diverse novità nel patrimonio artistico regionale, che inizio a concentrarsi in maniera sempre più prevalente all'arte civile, fino ad allora sempre rimasta in secondo piano rispetto all'arte sacra. Si ebbe una diffusa trasformazione di palazzi medievali e fortificati in residenze gentilizie in tutto l'Abruzzo, che così andava assumendo un aspetto diffusamente barocco nei suoi centri principali.

##### Dal Novecento a oggi
L'inizio del secolo vide, in particolare nella fascia costiera, un diffuso sviluppo dello stile liberty, che presto però lascerà il posto allo stile razionalista durante gli anni del regime fascista. In particolare a Pescara la trasformazione urbana fu massiccia, guidata prevalentemente dagli architetti Vincenzo Pilotti e Cesare Bazzani. La città, in precedenza divisa nelle due municipalità di Pescara e Castellammare Adriatico, venne unificata ed elevata a capoluogo di provincia nel 1927, e tutti i necessari edifici amministrativi vennero costruiti nel tipico stile celebrativo del regime.
Con le grandi distruzioni causate dai bombardamenti di Pescara, la città dovette affrontare un'estesa opera di ricostruzione, che con esiti spesso contrastanti, pose le basi per un certo sperimentalismo architettonico cittadino, che annovera fra i suoi ultimi esponenti la Fontana la Nave di Pietro Cascella ed i due attraversamenti del fiume, il ponte del Mare ed il ponte Flaiano.

#### Pittura e scultura

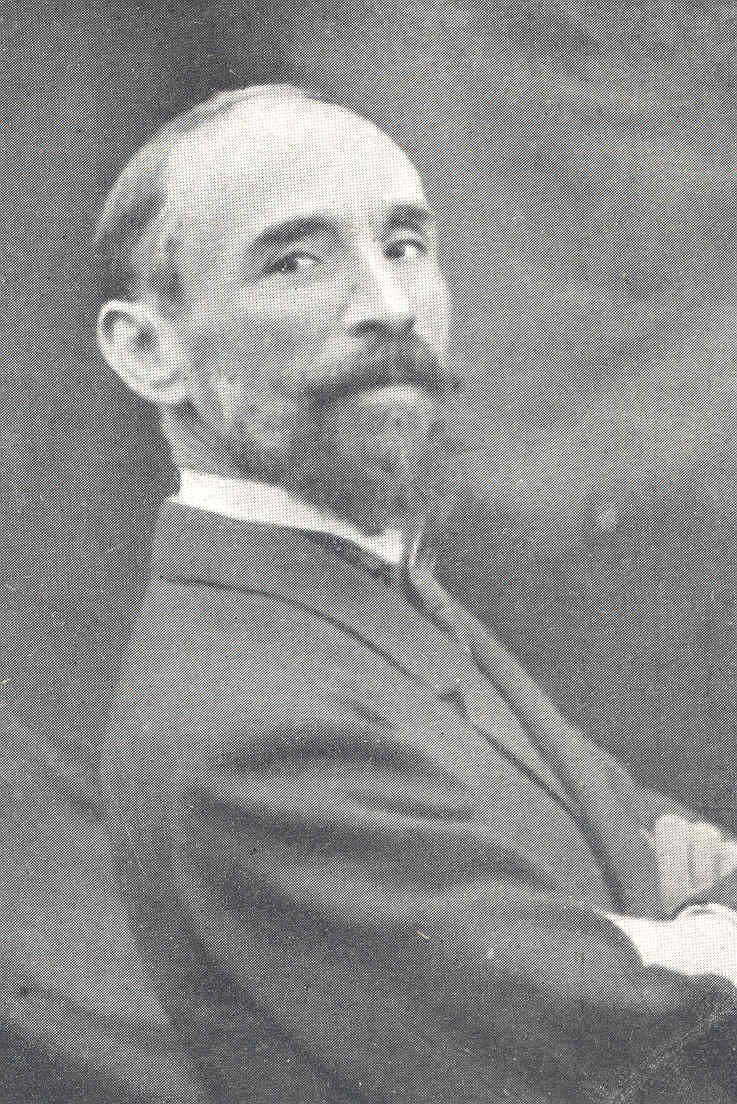
Francesco Paolo Michetti

Gli affreschi medievali di Capestrano, Pianella e Bussi, risalenti all'XI secolo, furono le prime e più significative manifestazioni di arte visiva sopravvissute fino ad oggi; nei secoli successivi le testimonianze si moltiplicano, con i cicli di Fossa, Bominaco, Ronzano, Loreto Aprutino, Castelvecchio Subequo e Atri. A partire dal Quattrocento si inizia a sperimentare una fusione fra gli stili tardo gotico e rinascimentale; un esempio di questa commistione si ebbe ad Atri, dove l'arte di Andrea De Litio, per la sua complessità e originalità, segnò il momento conclusivo della stagione pittorica medioevale abruzzese ed insieme quello d'inizio dell'età propriamente rinascimentale. I principali lavori dell'artista sono conservati nella basilica di Santa Maria Assunta. Negli stessi anni a Guardiagrele operava il fabbro Nicola da Guardiagrele, i cui crocifissi, paliotti e busti sacri segnarono notevolmente l'arte scultorea del ferro in regione. Tra i suoi lavori maggiori il Paliotto di Teramo, conservato nella collegiata di Santa Maria Maggiore.
I primi esempi di pittura rinascimentale, a cavallo tra '400 e '500, furono prodotti da Saturnino Gatti, che lavorò nelle chiese dell'Aquila, e soprattutto nella chiesa di San Panfilo a Tornimparte. Nel XVIII secolo la pittura trovò affermazione anche sulla ceramica, coronando con la notorietà internazionale l'arte della maiolica, una tradizione che fin da due secoli si era sviluppata presso Castelli, Rapino, Anversa degli Abruzzi e Loreto Aprutino. Uno dei massimi esponenti, con la sua bottega, fu Carmine Gentili, che sperimentò varie cromature e tipi di ritratto sulla maiolica spaziando ed ampliando il tradizionale modello del bozzetto bucolico con elementi vegetali in cornice.
Nella seconda metà dell'Ottocento si affermò il pittore Teofilo Patini da Castel di Sangro, con le sue opere Bestie da soma, La catena, L'erede, Vanga e latte, Ritorno all'ovile e Pulsazioni e palpiti, celebrando la vita semplice e povera dei contadini abruzzesi; successivamente raggiunse la notorietà Francesco Paolo Michetti di Francavilla al Mare, con la sua opera più famosa "La figlia di Iorio", rifatta più volte, una conservata nel palazzo della provincia di Pescara (versione definitiva, giorno, tempera), un'altra nel Museo Palazzo de' Mayo a Chieti (versione precedente, tramonto, olio). Michetti si dedicò a molte altre opere, come ad esempio un ritratto dell'amico Gabriele d'Annunzio, con cui lavorò nello studio del "cenacolo michettiano" preso il convento Michetti a Francavilla od il suo contributo nell'affermazione del giovane scultore Costantino Barbella, specializzato nella creazione di piccoli oggetti in bronzo e argilla, la cui collezione si trova a Chieti. Alla fine del XIX secolo fu attivò soprattutto Basilio Cascella, l'esponente più famoso della pittura abruzzese moderna, insieme ai figli Tommaso, Michele e Gioacchino. Molte delle tele, che oscillano tra realismo e post-impressionismo, sono conservate nella Pinacoteca Cascella ad Ortona (quelle di Basilio), e nel Museo Cascella di Pescara. Molto attivi anche gli scultori Nicola Eugenio D'Antino, Pietro Cascella e Andrea Cascella nipoti di Basilio, Gabriele Smargiassi ed i fratelli Palizzi di Vasto, di scuola napoletana; in particolare Filippo Palizzi, uno dei pittori animalisti più noti dell'Ottocento.

#### Letteratura
Nell'epoca romana ad Amiternum nacque Gaio Sallustio Crispo, storico romano che scrisse le monografie De coniuratione Catilinae e il Bellum Iugurthinum. Sempre durante l'Impero romano vennero dall'Abruzzo importanti personalità quali Asinio Pollione da Teate e Publio Ovidio Nasone da Sulmona, che ricorderà la sua città nell'opera Tristia. Fu uno dei maggiori poeti dell'epoca classica romana, come dimostrano le opere Ars amatoria, le Metamorfosi e i Fasti.
Nel Medioevo vi fu uno stallo per la letteratura abruzzese, che trovò espressione solamente in alcuni esempi nella composizione di preghiere e libri a carattere giuridico-cattolico, come gli scritti di Tommaso da Celano e il Chronicon Casauriense dei monaci dell'Abbazia di San Clemente a Casauria. Un unicum fu il manoscritto delle Cronache aquilane, redatte a più riprese e da diversi autori, sia medievali che rinascimentali, fra i quali Buccio di Ranallo e Antonio di Boetio.
La letteratura conobbe una florida ripresa soltanto nel XVIII secolo, con un'ampia produzione storiografica e trattatistica al livello giuridico-amministrativo, come nell'esempio di Niccolò Toppi di Chieti, che si specializzò nella storia antica della sua città.
Il più celebre letterato nella storia della regione fu Gabriele D'Annunzio, uno dei personaggi abruzzesi più rappresentativi e più conosciuti. Poeta, romanziere, novelliere e autore teatrale, D'Annunzio fu personalità di primo piano nella storia nazionale e in quella della cultura europea. Le prime composizioni poetiche e prosaiche sono rivolte al piccolo borgo pescarese (allora piccola cittadina, appena liberata dalle mura della grande fortezza), e a un universo idilliaco e cristallizzato di Abruzzo selvaggio, naturale e primordiale. Tali composizioni sono Primo vere (1879), Canto novo (1881), Il libro delle vergini (1884) e le storie de Le novelle della Pescara (1902). Successivamente il poeta si dedicò all'approfondimento naturalistico decadentista e superomistico dell'eroe dannunziano a confronto con la natura selvaggia nelle opere Il trionfo della morte (1894) e La figlia di Iorio (1904). Il primo è un romanzo ispirato a un viaggio di d'Annunzio nella Costa dei Trabocchi, e al pellegrinaggio a Casalbordino, il secondo è una tragedia che mostra ancora una volta il confronto tra un universo perfettamente conservato nella sua identità ancestrale, e gli estremi delle passioni dei propri esseri viventi, come i pastori che condannano a morte la ragazza Mila di Codra, rifugiatasi nella Grotta del Cavallone, accusata di stregoneria.
D'Annunzio si distinse nel panorama letterario per aver incarnato l'aspetto italiano di decadentismo, esposto nel romanzo Il piacere (1889) e nella raccolta poetica delle Laudi (1903).
Un altro scrittore e poeta famoso è Ignazio Silone, di Pescina, il quale fu sempre legato a un'idea astratta di comunismo e solidarietà sociale, nonché alla lotta contro il potere oppressore. Gran parte della sua produzione è ambientata in un Abruzzo povero e martoriato da carestie e terremoti, in particolare la piana del Fucino, dove i protagonisti delle storie sono poveri nullatenenti, che possono poggiarsi soltanto sui loro ideali di riscatto e comunanza quasi fraterna nel subire la propria disgrazia. È l'esempio di Fontamara (1933) e Vino e pane (1938), in cui i contadini di un paese di montagna, nel primo romanzo, lottano per i soprusi del podestà di Avezzano, che vuole deviare il fiume Giovenco; mentre la seconda storia vede protagonista il comunista Pietro Spina, che torna nel suo paese sotto le mentite spoglie di don Paolo, per sfuggire alla polizia fascista.
Nel corso del '900 ci furono altre importanti personalità letterarie, come Cesare De Titta di Sant'Eusanio del Sangro, che compose in dialetto un Canzoniere di stampo carducciano, e Modesto Della Porta di Guardiagrele, il quale compose la raccolta poetica Ta-Pu (1920), incentrata sulle avventure di un povero musicista, infarcita di massime locali e bozzetti di vita locale.
Un altro celebre pescarese fu Ennio Flaiano, scrittore, sceneggiatore e giornalista e personaggio unico nel panorama cinematografico, noto per la sua ironia pungente. Scrisse la sceneggiatura del film I vitelloni, diretto da Fellini, la cui storia era ispirata alle zingarate del Flaiano nella gioventù pescarese. Il regista però preferì ambientare il film a Rimini, più nota della località abruzzese al grande pubblico.
Nacque a Pescasseroli il filosofo e saggista Benedetto Croce, esponente del liberalismo e del neoidealismo. Oltre alla filosofia, incentrata sulla critica del pensiero di Hegel, Croce si occupò anche di saggistica del territorio di Napoli, ponendo attenzione sulla storia del regno partenopeo.

#### Musica
La storia della musica in Abruzzo ha origini molto antiche, risalenti al Medioevo, andando sino ad oggi, in un rinnovamento continuo, che nel XIX secolo ha visto la divisione ben distinta tra musica di compositori di area classica e la musica popolare, che ha contribuito a rappresentare culturalmente l'Abruzzo nel panorama nazionale e internazionale.

#### Musica classica e colonne sonore
Uno dei più importanti compositori abruzzesi, fu Fedele Fenaroli di Lanciano, vissuto nel Settecento e compositore di musica sacra e da camera a Napoli, poi a Lanciano seguì Francesco Masciangelo, sempre compositore di musica sacra, a Chieti uno dei più noti compositori settecenteschi fu Saverio Selecchy, che realizzò il Miserere del Salmo 50.
Un grande musicista classico abruzzese fu Gaetano Braga, nato a Giulianova (1829-1907): a 14 anni decise di dedicarsi in particolare allo studio del violoncello, strumento col quale si esibì in concerto per l'Europa, suonando in molte città tedesche, a Vienna, Parigi, nonché a Firenze, dove fu sempre accolto con entusiasmo. Come compositore raggiunse l'apice del successo con le opere Il ritratto, Reginella e Caligola. 

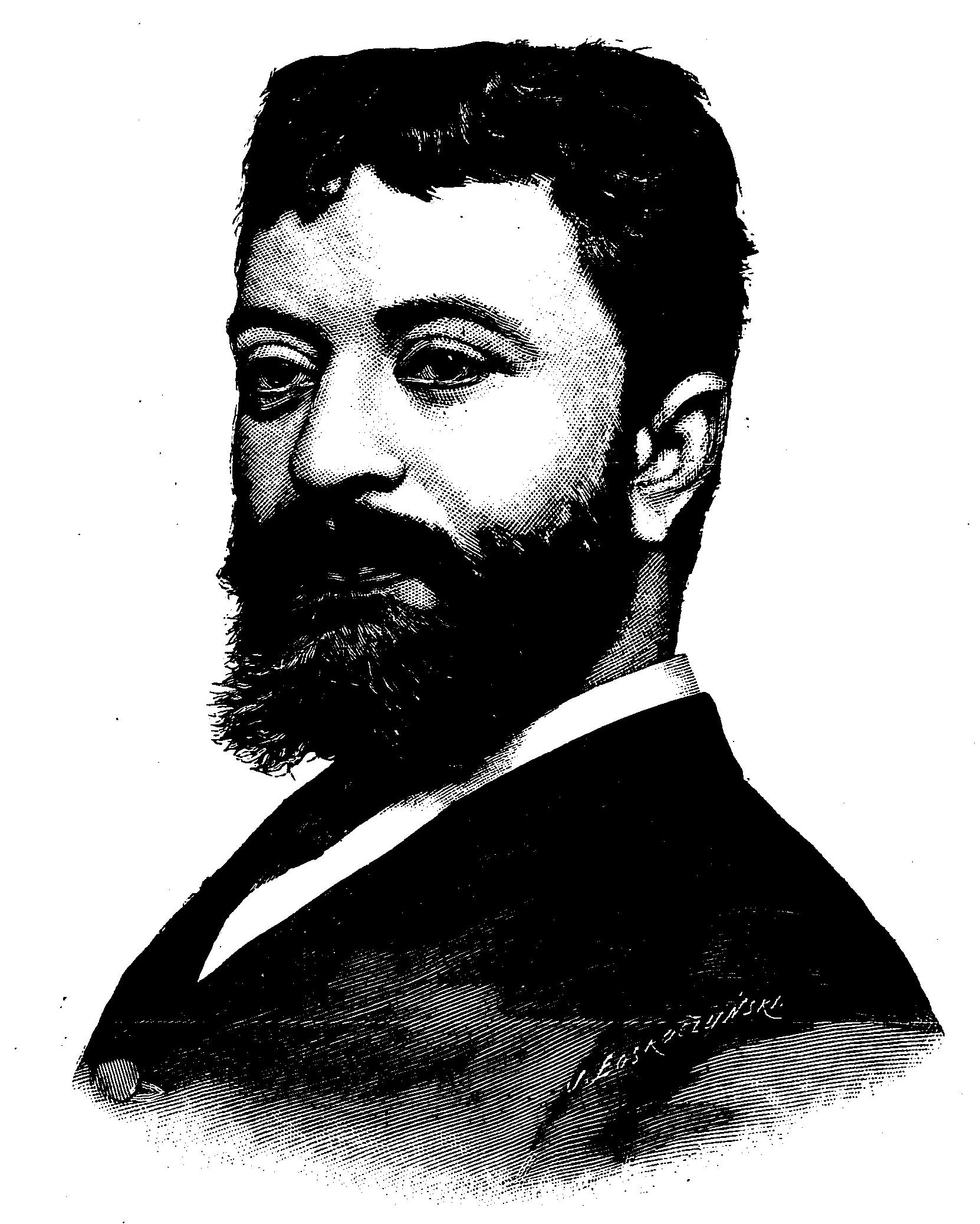
Francesco Paolo Tosti

Nel secondo Ottocento, a Ortona nacque Francesco Paolo Tosti, che compose romanze e musiche da camera, come A vucchella, testo scritto dall'amico Gabriele D'Annunzio.
L'Abruzzo vanta uno dei padri della musica da film a livello internazionale, il compositore Alessandro Cicognini (1906-1995), autore di oltre trecento colonne sonore tra cui i film che vinsero il Premio Oscar Sciuscià e Ladri di biciclette di Vittorio De Sica. Visse a Francavilla al Mare dove mantenne la residenza sino agli anni Ottanta.
A Francavilla al Mare, nacque il compositore e direttore d'orchestra Ettore Montanaro (1888-1967) autore di musica sinfonica e di musiche da film e di romanze su testi di Gabriele D'Annunzio. La vocazione di Francavilla al Mare città dei compositori di musica da film si rinnova anche negli anni Duemila: il compositore Bruno Zambrini nasce il 5 aprile 1935 a Francavilla al Mare ed è autore di numerose colonne sonore e musiche per film comici e musicarelli, tra cui quelli del regista Neri Parenti (quasi tutti quelli della serie su Ugo Fantozzi) e della serie televisiva degli anni settanta Qui squadra mobile e per altre pellicole di grande successo come Notte prima degli esami, Femmine contro maschi, Maschi contro femmine, Ex; il compositore Davide Cavuti vive a Francavilla al Mare dove ha frequentato le scuole: storico compositore del regista Michele Placido, ha composto le colonne sonore oltre che per Placido, anche per Pasquale Squitieri, Giorgio Albertazzi,Arnoldo Foà, Lino Guanciale, Edoardo Leo.
Molti musicisti abruzzesi negli anni Duemila, hanno ottenuto importanti successi oltre i confini nazionali: il direttore d'Orchestra Donato Renzetti di Torino di Sangro, il pianista celanese Nazzareno Carusi, il violoncellista, compositore e direttore d'orchestra teramano Enrico Melozzi, i cantanti Ildebrando D'Arcangelo, Carmela Remigio.

#### Musica leggera
Per la musica leggera, tra i cantanti raggiunse la notorietà Ivan Graziani di Teramo, cantautore e chitarrista di genere pop e rock, autore di numerose canzoni di successo tra cui Pigro, Agnese, Firenze (canzone triste). Accanto al cantautore teramano, altri artisti abruzzesi famosi sono Giò Di Tonno, vincitore del Festival di Sanremo 2008 in coppia con la cantante argentina Lola Ponce, Franz Di Cioccio, fondatore della band storica italiana della PFM, Gianluca Ginoble, componente del trio Il Volo vincitori del Festival di Sanremo 2015, Piero Mazzocchetti, terzo classificato al Festival di Sanremo 2007 e Simona Molinari, più volte presente alla kermesse sanremese.

#### Musica tradizionale
Uno strumento importante nella varia musica popolare abruzzese è la caratteristica fisarmonica diatonica o organetto (chiamato in dialetto du bott), suonata nelle quadriglie, tarantelle, ballarelle e saltarelli. Fra gli altri strumenti caratteristici, la zampogna e la ciaramella.
Fra le canzoni popolari più rappresentative, le più note sono Vola vola vola, Sant'Antonie a lu deserte, e Tutte le funtanelle. Gran parte di queste canzoni popolari vennero trascritte dal poeta Cesare De Titta.

#### Cinema

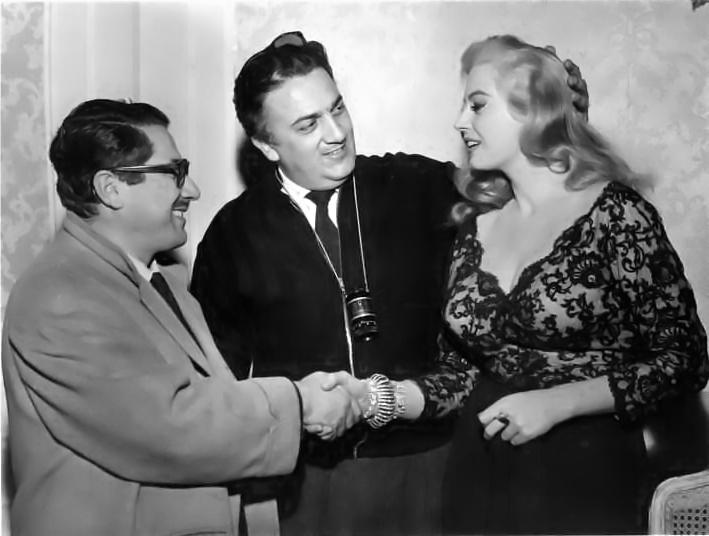
Ennio Flaiano insieme a Federico Fellini e Anita Ekberg

L'Abruzzo, per la particolare conformazione dei suoi territori, scenografie naturali, è stato spesso luogo di riprese per molti film, fra i quali "...continuavano a chiamarlo Trinità", "Parenti serpenti"," Amici miei - Atto IIº", "The American", "Il nome della rosa", "Ladyhawke" e diverse altre produzioni.
Hanno raggiunto notorietà nel mondo cinematografico i registi: Duilio Coletti, Anton Giulio Majano, Tonino Valerii, Guido Celano, Mario Orfini, Luciano Odorisio, Carmine Amoroso, Maccio Capatonda, Davide Cavuti; gli attori Guido Celano, Carlo Delle Piane, Maria Pia Casilio, Lino Guanciale, Sara Serraiocco, Maccio Capatonda, Gabriele Cirilli, Federica Di Martino, Rocco Siffredi, Milly Carlucci, Ivo Garrani; i doppiatori Roberto Pedicini, Christian Iansante, Marco Papa;
gli sceneggiatori Ennio Flaiano, Ettore Maria Margadonna, Carmine Amoroso; i compositori Alessandro Cicognini, Ettore Montanaro, Bruno Zambrini, Davide Cavuti, Germano Mazzocchetti.
Nel 2017 è stata istituita la Film commission d'Abruzzo, con lo scopo di sviluppare l'industria cinematografica, televisiva e audiovisiva in regione e di valorizzare e pubblicizzare il territorio proponendolo come set cinematografico e televisivo.

#### Teatro
In regione sono presenti diversi teatri, tra i quali:
- Teatro di Atri
- Teatro dei Marsi di Avezzano
- Teatro Marrucino di Chieti, sede dell'Istituzione Sinfonica Abruzzese
- Teatro comunale dell'Aquila, sede del Teatro Stabile d'Abruzzo e dell'Istituzione Sinfonica Abruzzese
- Teatro Vittorio Antonellini dell'Aquila
- L'Aquila Temporary Concert Hall
- Teatro Fedele Fenaroli di Lanciano
- Teatro comunale di Teramo
- Teatro Kursaal di Giulianova
- Teatro Francesco Paolo Tosti di Ortona
- Teatro monumento Gabriele D'Annunzio di Pescara
- Teatro Maria Caniglia di Sulmona
- Teatro Talia di Tagliacozzo
- Teatro Gabriele Rossetti di Vasto

### Feste tradizionali, tradizioni e sagre

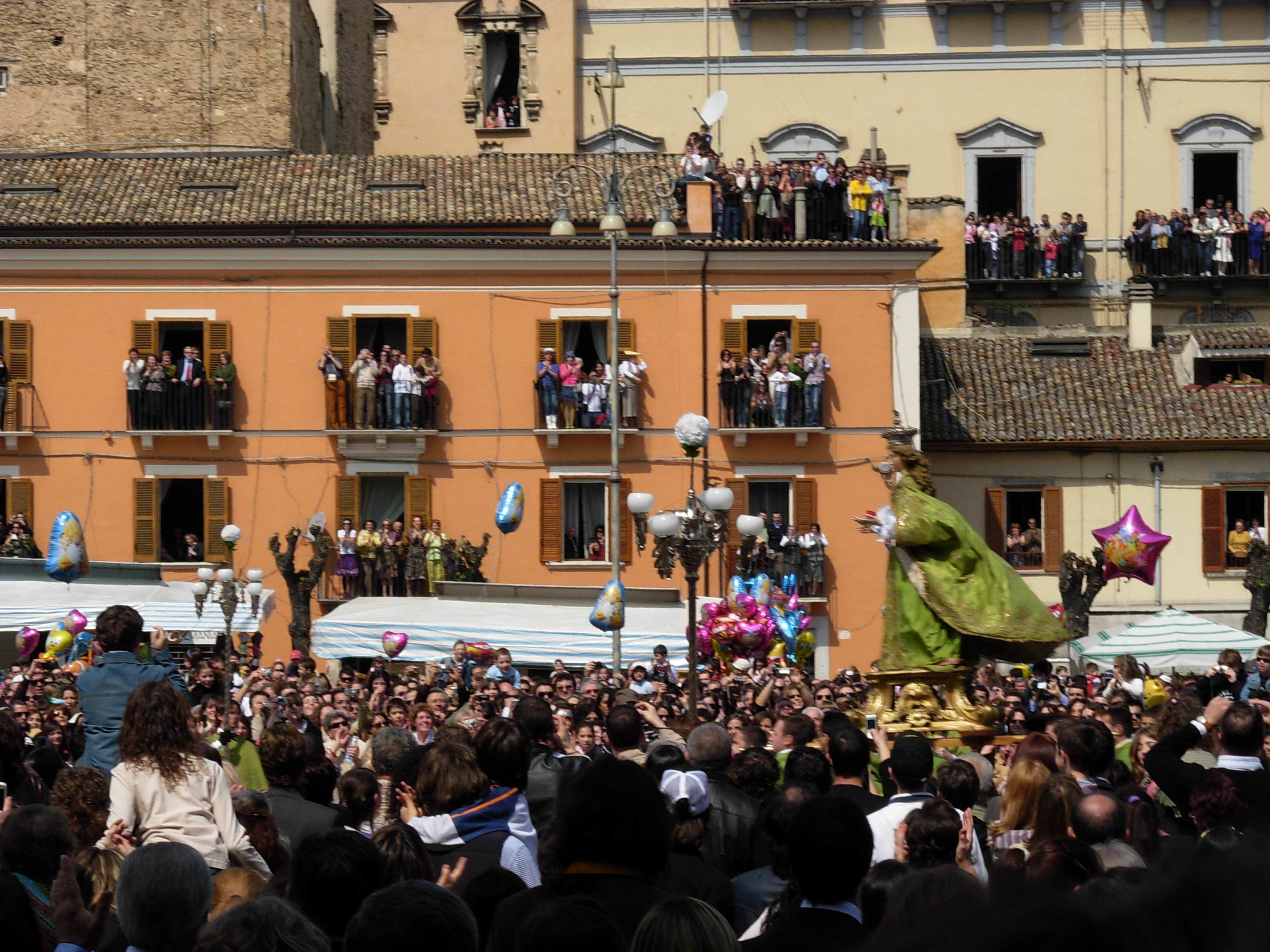
Celebrazioni della Settimana santa a Sulmona, la Madonna che scappa nel giorno di Pasqua

Nelle numerose sagre e feste patronali riemergono i diversi costumi ed usanze tradizionali abruzzesi, con la musica e i piatti tipici della regione. Hanno raggiunto una certa notorietà la processione del Venerdì Santo di Chieti, la tradizionale apertura della Porta santa della Perdonanza Celestiniana dell'Aquila, la settimana santa di Sulmona e la caratteristica festa dei serpari di Cocullo, di evidente origine pagana.

### Patrimoni dell'umanità dell'UNESCO
Nel 2017 i cinque nuclei di faggete vetuste ricadenti in una superficie di 937 ettari inclusa tra i comuni di Lecce nei Marsi (Selva Moricento), Opi (Cacciagrande e Valle Jancino in Val Fondillo), Pescasseroli (Coppo del Principe e Coppo del Morto) e Villavallelonga (Val Cervara), databili intorno ai 600 anni, sono stati riconosciuti patrimonio mondiale dell'umanità unitamente alle foreste primordiali dei faggi dei Carpazi e di altre regioni d'Europa. Si tratta del primo riconoscimento UNESCO per l'intera regione abruzzese.

### Enogastronomia
L'isolamento che per secoli ha caratterizzato la regione ha fatto sì che quest'ultima abbia mantenuto un'arte culinaria varia ed indipendente. Anche la cucina abruzzese, divisa fra "sapori di terra" e "sapori di mare", rispecchia le due anime della regione, conservando ricette e tradizioni contadine, pastorali e marinare.

#### Prodotti agroalimentari tradizionali
Il ministero delle Politiche agricole e alimentari, in collaborazione con la regione Abruzzo, ha riconosciuto 79 prodotti abruzzesi come "tradizionali".

#### Primi e secondi piatti

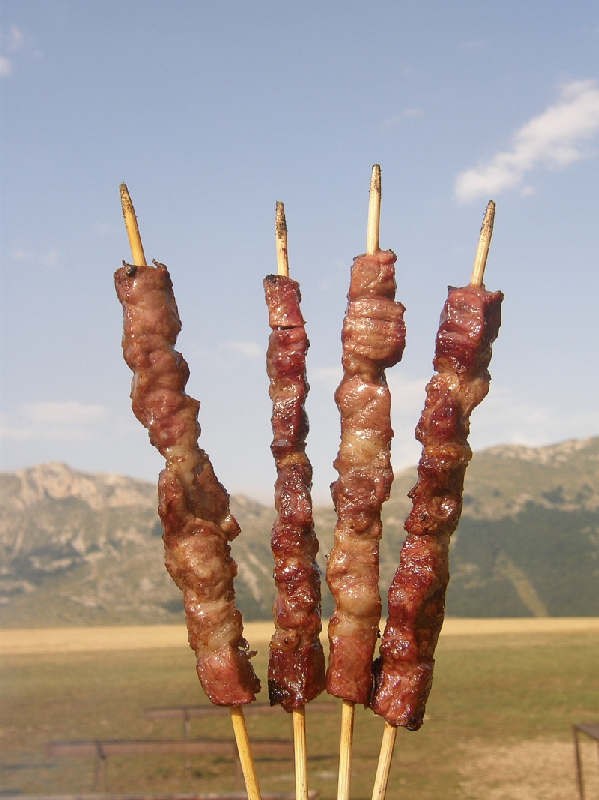
Ventaglio di arrosticini, simbolo culinario dell'Abruzzo

Il piatto più rappresentativo della regione, gli spaghetti alla chitarra, viene prodotto mediante l'antica e tipica "chitarra" venendo poi condito nei più svariati modi; mentre fra i secondi piatti gli apprezzati arrosticini, spiedini di carne di pecora tagliata in pezzetti piccoli e cotti rigorosamente sulla brace, hanno ormai raggiunto notorietà nazionale, divenendo uno dei simboli dell'Abruzzo in Italia.

#### Salumi e formaggi
La forte tradizione pastorale ha lasciato in eredità alla regione un'ampia varietà di salumi formaggi, tra cui gli apprezzati salame Aquila, la ventricina e la annoia, oltre al pecorino d'Abruzzo, la giuncatella e la pampanella.

#### Cucina di pesce
Importante anche la cucina di pesce, sia di mare che di lago; tra i piatti di pesce più conosciuti:
- Brodetto alla vastese
- Scapece alla vastese
- Baccalà all'abruzzese
- Coregone di Campotosto

#### Dolci

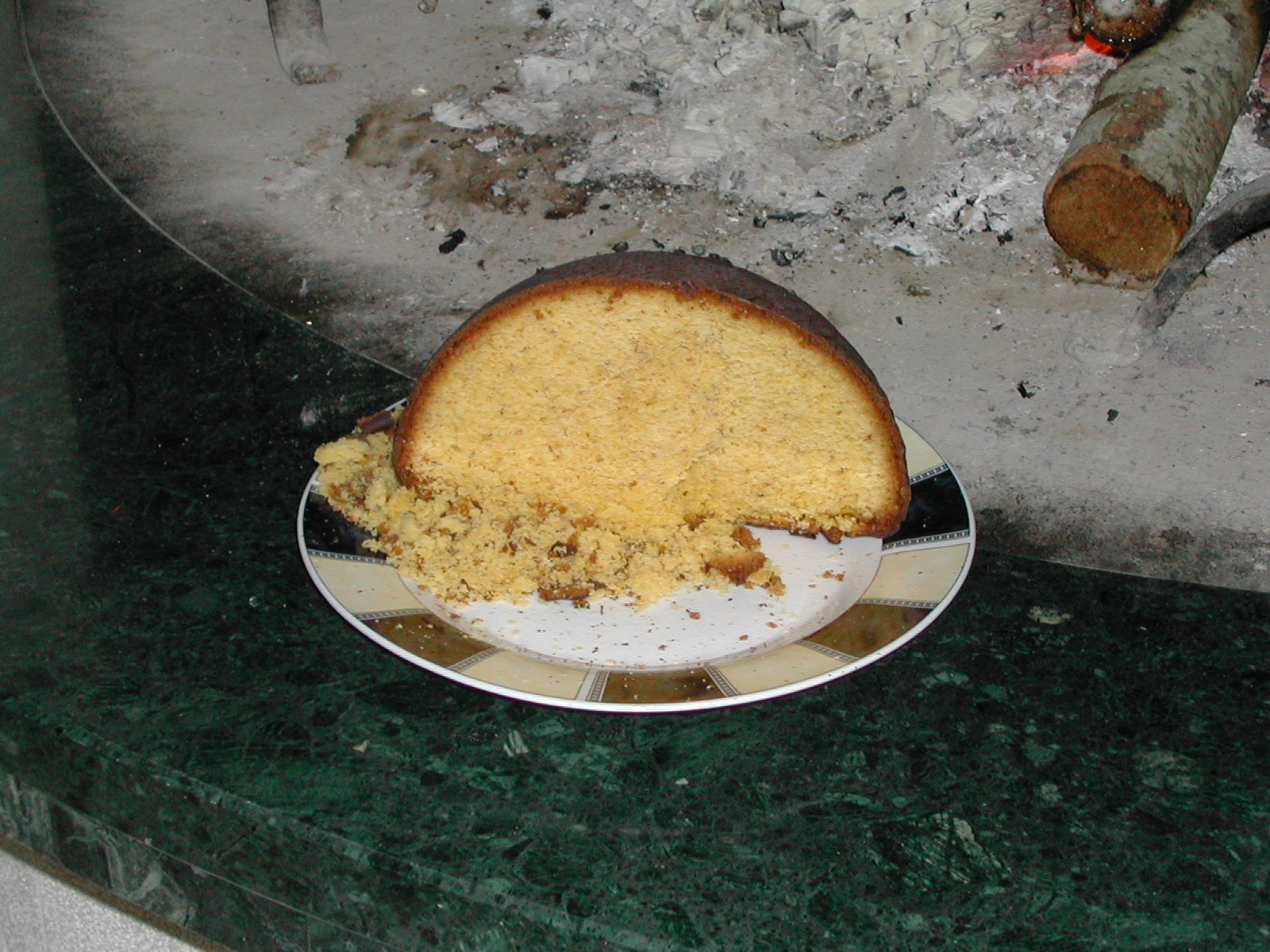
Il parrozzo

Sono molti i dolci presenti nelle variegate tradizioni locali abruzzesi, fra i più rappresentativi i cagionetti e i pepatelli, due dolci natalizi tipici della città di Teramo; la pizza di mosto cotto; le pizzelle; i bocconotti di Castel Frentano; il parrozzo, tipico di Pescara; le nevole, dolce tipico di Ortona di difficile preparazione; la cicerchiata dolce tipico di Carnevale, il fiadone, simile a un raviolo fritto, che può essere sia dolce che salato; le sise delle monache di Guardiagrele; le peschette al tartufo; il pan dell'orso; i celli pieni; le zeppole di San Giuseppe; il torrone di Guardiagrele; il pan ducale di Atri; il torrone tenero al cioccolato aquilano; i taralli di Sant'Antonio ed infine la pupa, il cavallo e il cuore; sono inoltre molto apprezzati i confetti di Sulmona.

#### Olio
Sono diverse le produzioni di olio d'eccellenza in regione, fra le quali l'Aprutino Pescarese, il Pretuziano delle Colline Teramane, l'olio extra vergine di oliva delle Valli Aquilane e il Colline Teatine.

#### Vini e liquori
Il vino abruzzese è tradizionalmente identificato con il Montepulciano d'Abruzzo, dal colore rosso rubino intenso con sfumature violacee; per complessità e invecchiamento è uno dei primi vini d'Italia. Esso è prodotto in tutta la regione, anche in versione Rosato, con la denominazione di Cerasuolo D'Abruzzo, dal colore che varia dal rosso cerasuolo al rosa pallido; come vino rosato è uno dei più apprezzati. Fra gli altri vini abruzzesi il Trebbiano, il Montonico, il Pecorino, il Tullum, il Passerina, e altri vini ad indicazione geografica tipica. Fra i liquori tipici della regione il centerba, la ratafià, il liquore allo zafferano, il mosto cotto, l'Aurum, l'amaro di genziana, il vino cotto e il Corfinio.

## Monumenti e luoghi d'interesse

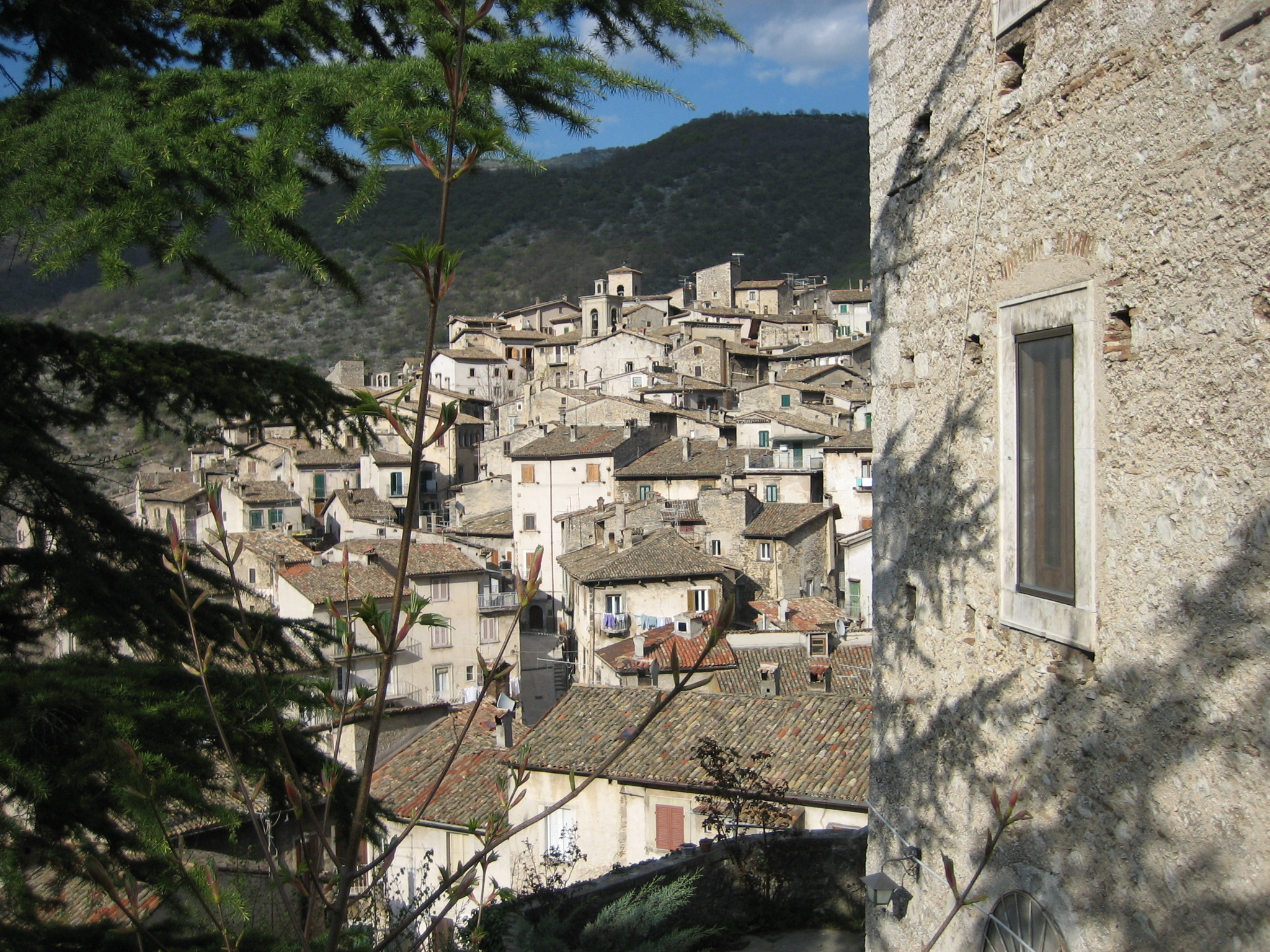
Scanno

Nonostante i numerosi terremoti, la regione conserva numerosi luoghi di valore storico e artistico, con diversi centri medievali e rinascimentali integralmente conservati. L'isolamento di alcune aree di montagna, come la piana di Campo Imperatore o la Conca Peligna, lontane dalle principali vie di comunicazione o di interesse militare, ha determinato infatti la conservazione spesso pressoché completa di molti borghi come Scanno, Santo Stefano di Sessanio, Navelli, Pacentro e Anversa degli Abruzzi.

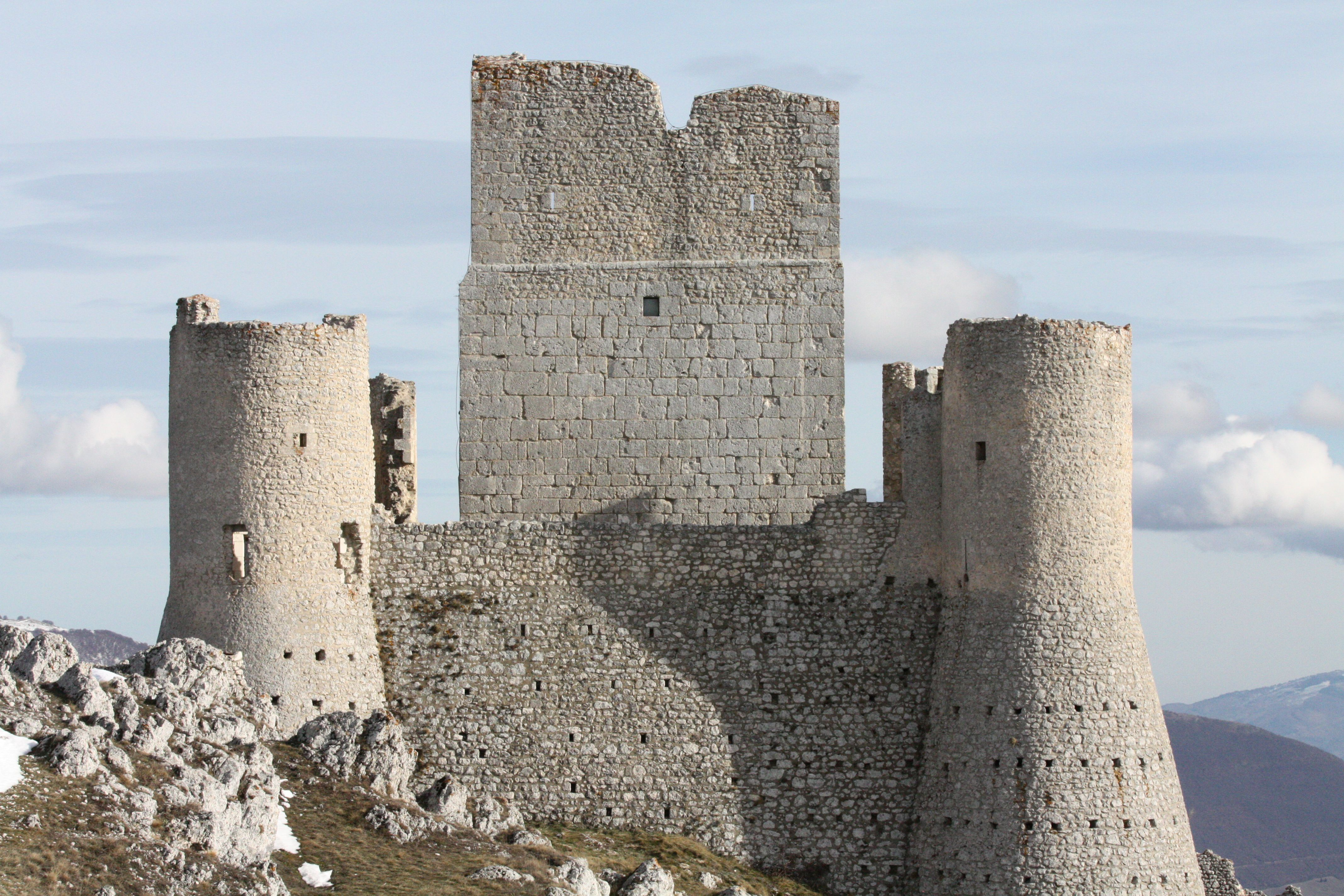
Il castello di Rocca Calascio

Fra i numerosi castelli e fortezze della regione, i meglio conservati sono la Fortezza di Civitella del Tronto del XVII secolo, il Castello Aragonese di Ortona del XV secolo, il Castello di Roccascalegna dell'XI secolo e il Forte spagnolo dell'Aquila del XVI secolo.

### I borghi più belli d'Italia
In Abruzzo 26 comuni aderiscono all'associazione "I borghi più belli d'Italia":
| Provincia | Borgo                     | Foto |
| --------- | ------------------------- | ---- |
| L'Aquila  | Anversa degli Abruzzi     |      |
| L'Aquila  | Bugnara                   |      |
| L'Aquila  | Castel del Monte          |      |
| L'Aquila  | Navelli                   |      |
| L'Aquila  | Opi                       |      |
| L'Aquila  | Pacentro                  |      |
| L'Aquila  | Pescocostanzo             |      |
| L'Aquila  | Pettorano sul Gizio       |      |
| L'Aquila  | Santo Stefano di Sessanio |      |
| L'Aquila  | Scanno                    |      |
| L'Aquila  | Tagliacozzo               |      |
| L'Aquila  | Villalago                 |      |
| Chieti    | Casoli                    |      |
| Chieti    | Crecchio                  |      |
| Chieti    | Guardiagrele              |      |
| Chieti    | Palena                    |      |
| Chieti    | Pretoro                   |      |
| Chieti    | Rocca San Giovanni        |      |
| Pescara   | Abbateggio                |      |
| Pescara   | Caramanico Terme          |      |
| Pescara   | Città Sant'Angelo         |      |
| Pescara   | Penne                     |      |
| Teramo    | Campli                    |      |
| Teramo    | Castelli                  |      |
| Teramo    | Civitella del Tronto      |      |
| Teramo    | Pietracamela              |      |

### Castelli e roccaforti
Molti dei numerosi castelli abruzzesi, a causa di eventi bellici e soprattutto dell'elevata attività sismica della regione, sono spesso in rovina, tuttavia non mancano esempi di strutture meglio conservate e spesso visitabili:

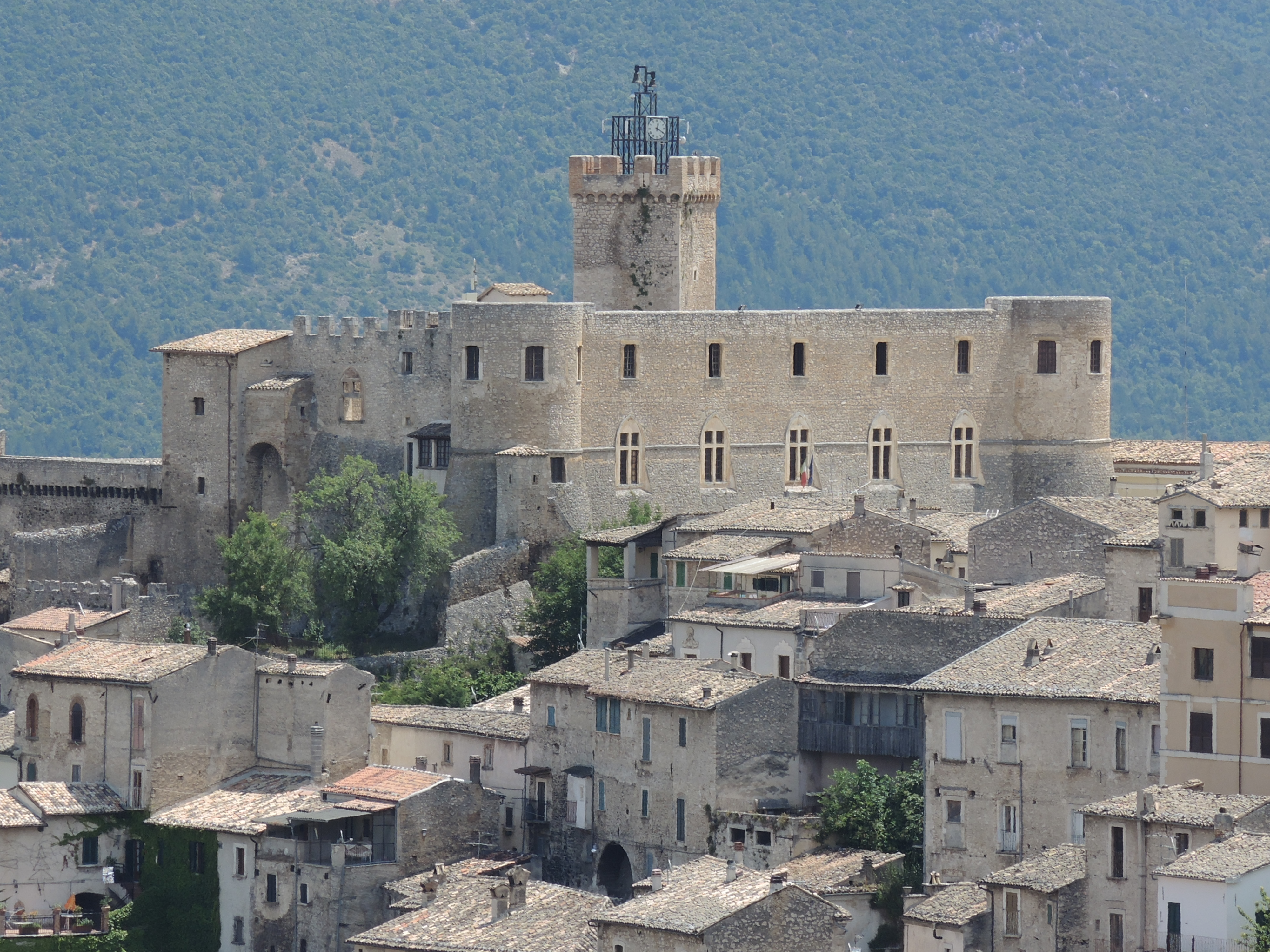
Castello Piccolomini di Capestrano

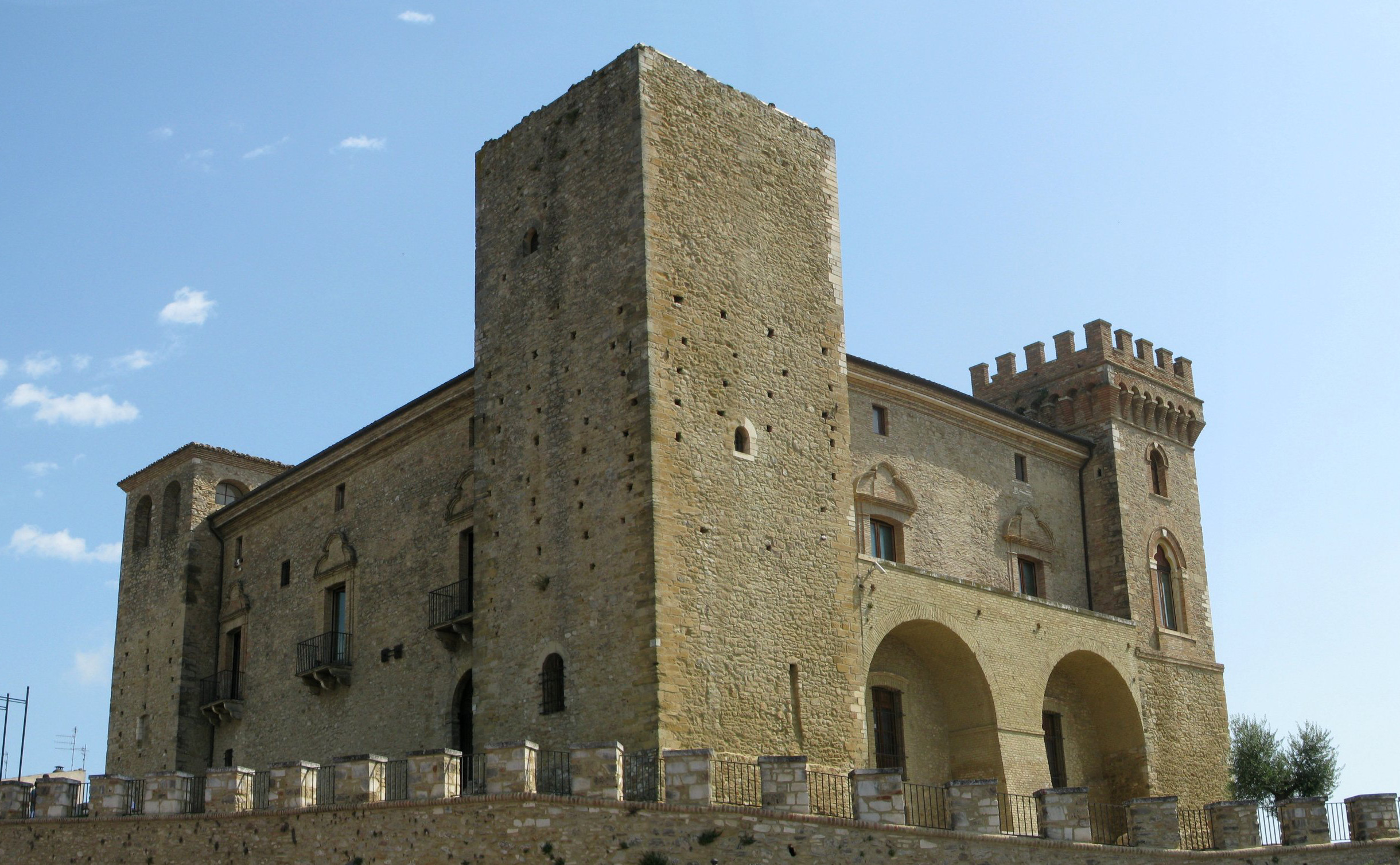
Castello ducale di Crecchio

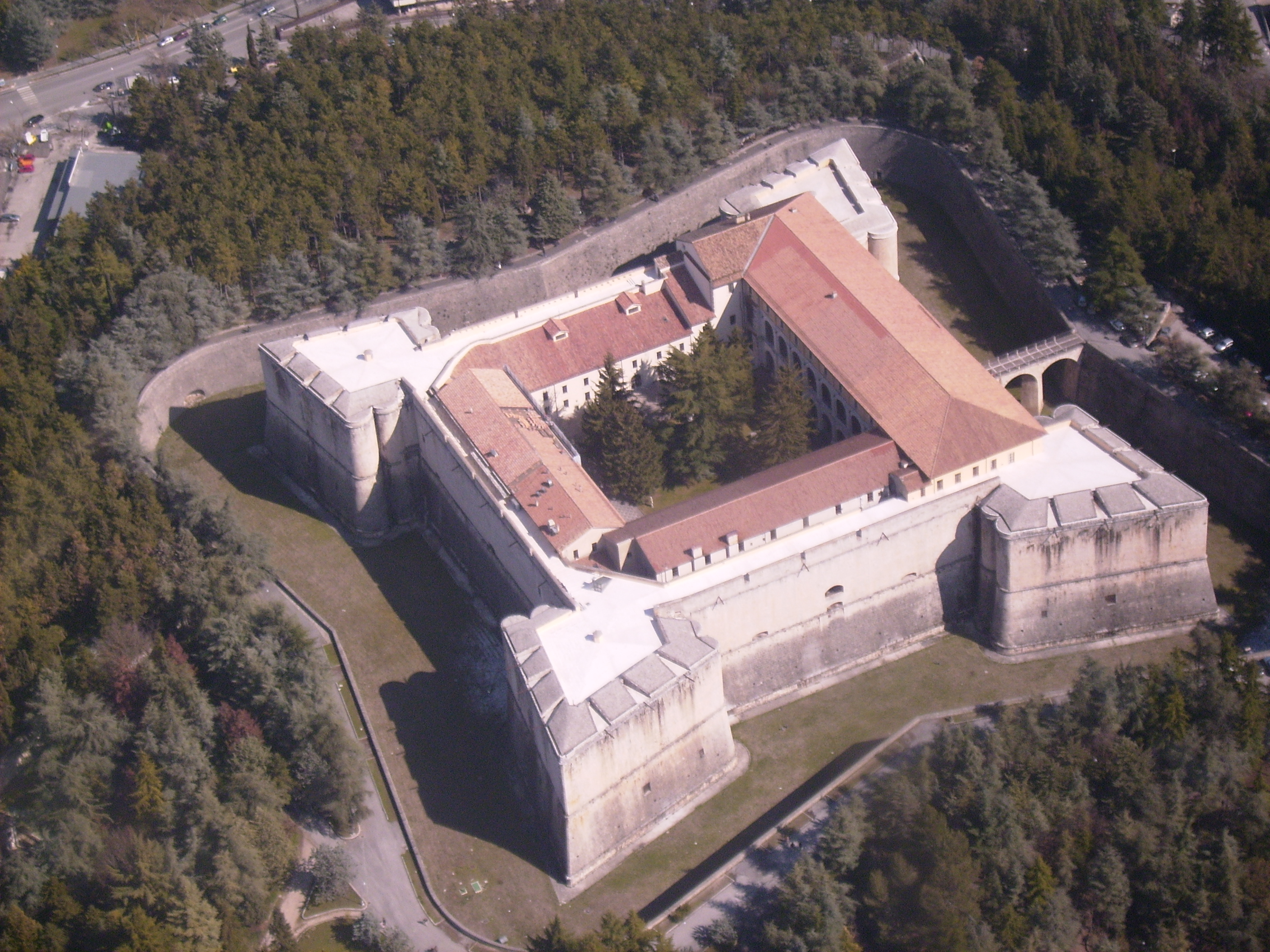
Il Forte spagnolo dell'Aquila

- Castello Caracciolo di Tocco da Casauria
- Fortezza spagnola di Civitella del Tronto
- Castello Chiola di Loreto Aprutino
- Palazzo baronale di Archi
- Castello Orsini di Albe
- Castello Orsini-Colonna di Avezzano
- Castello Piccolomini di Balsorano
- Castello di Barisciano
- Castello Piccolomini di Capestrano
- Castello di Carsoli
- Castello ducale di Casoli
- Castello Piccolomini di Celano
- Castello Baglioni di Civitella Messer Raimondo
- Castello Ducale di Crecchio
- Castello di Fossa
- Torri Montanare e roccaforte di Lanciano
- Forte spagnolo dell'Aquila
- Castello Franceschelli di Montazzoli
- Castello di Monteodorisio
- Castello Piccolomini di Morrea
- Castello di Ocre
- Castello di Oricola
- Castello Aragonese di Ortona
- Castello Piccolomini di Ortucchio
- Castello Caldora di Pacentro
- Castello marchesale di Palmoli
- Castello medievale di Pereto
- Castello di Roccascalegna
- Castello di San Pio delle Camere
- Dongione di Introdacqua
- Rocca Calascio
- Castello di Salle
- Castel Menardo a Serramonacesca
- Rocca Orsini di Scurcola Marsicana
- Castello Caldoresco di Vasto
- Rocca di Villalago
- Palazzo Santucci (Navelli)

### Basiliche, cattedrali e collegiate
- Cattedrale di San Leucio ad Atessa

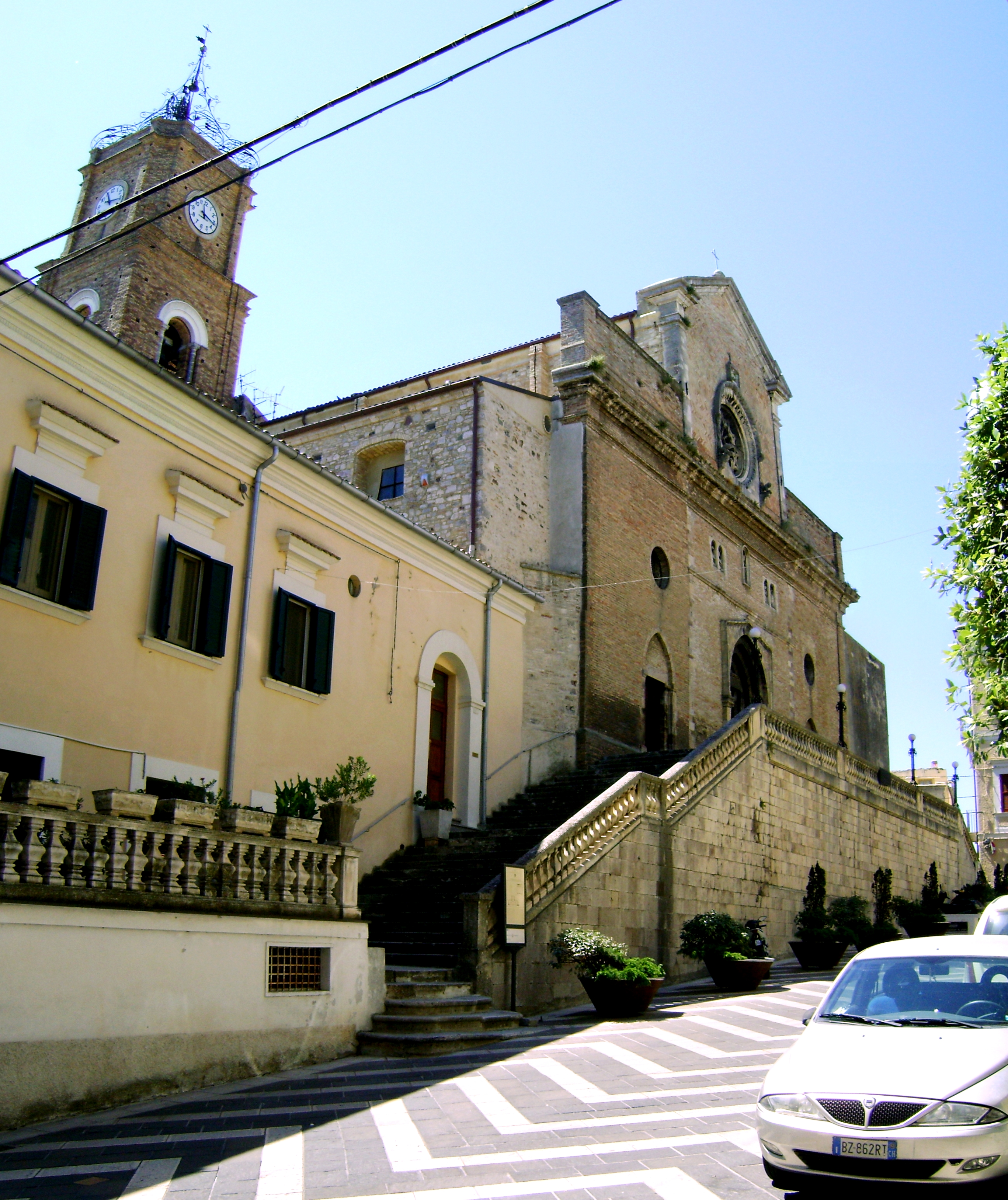
Il duomo di San Leucio ad Atessa

- Basilica Cattedrale di Santa Maria Assunta ad Atri
- Cattedrale dei Marsi ad Avezzano
- Collegiata di San Michele Arcangelo a Città Sant'Angelo
- Basilica di Santa Maria Assunta a Castel di Sangro
- Cattedrale di San Giustino a Chieti
- Concattedrale di San Pelino a Corfinio
- Duomo di San Flaviano a Giulianova
- Collegiata Cattedrale di Santa Maria Maggiore a Guardiagrele
- Cattedrale della Madonna del Ponte a Lanciano
- Basilica di San Bernardino all'Aquila
- Basilica di Santa Maria di Collemaggio all'Aquila
- Cattedrale dei Santi Giorgio e Massimo all'Aquila
- Basilica di San Tommaso Apostolo ad Ortona
- Cattedrale di San Massimo a Penne
- Basilica della Madonna dei sette dolori a Pescara
- Cattedrale di San Cetteo a Pescara
- Concattedrale di Santa Maria delle Grazie a Pescina
- Basilica di Santa Maria del Colle a Pescocostanzo
- Cattedrale di San Panfilo a Sulmona
- Complesso della Santissima Annunziata a Sulmona
- Basilica Cattedrale di Santa Maria Assunta a Teramo
- Chiesa di Santa Maria a Vico a Sant'Omero
- Cattedrale di San Giuseppe a Vasto

### Abbazie, conventi, monasteri, santuari ed eremi
- Convento di San Pasquale (Atessa)
- Monastero di Santa Chiara (Atri)
- Grotta di Sant'Angelo (Balsorano)

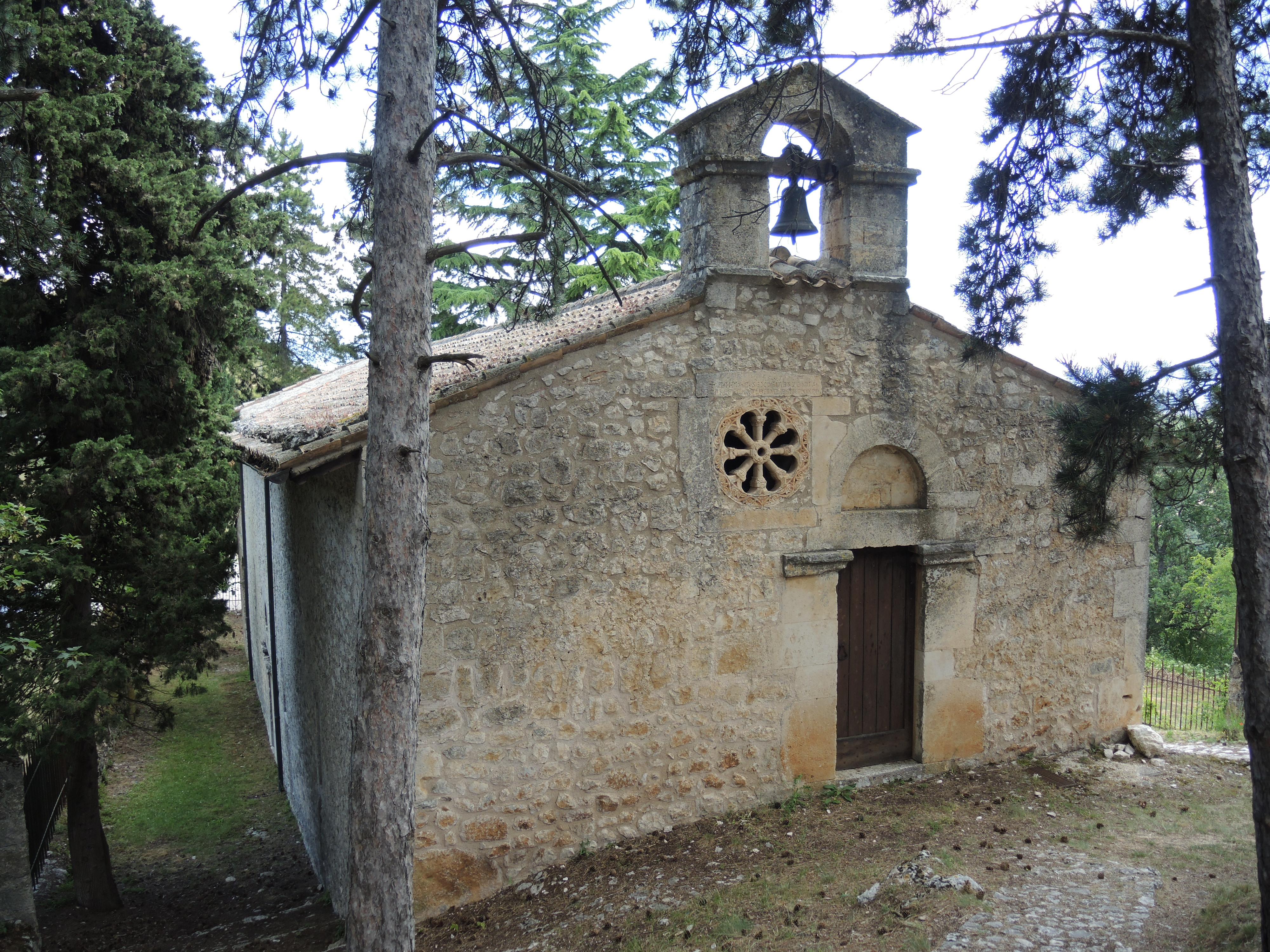
Oratorio di San Pellegrino a Bominaco

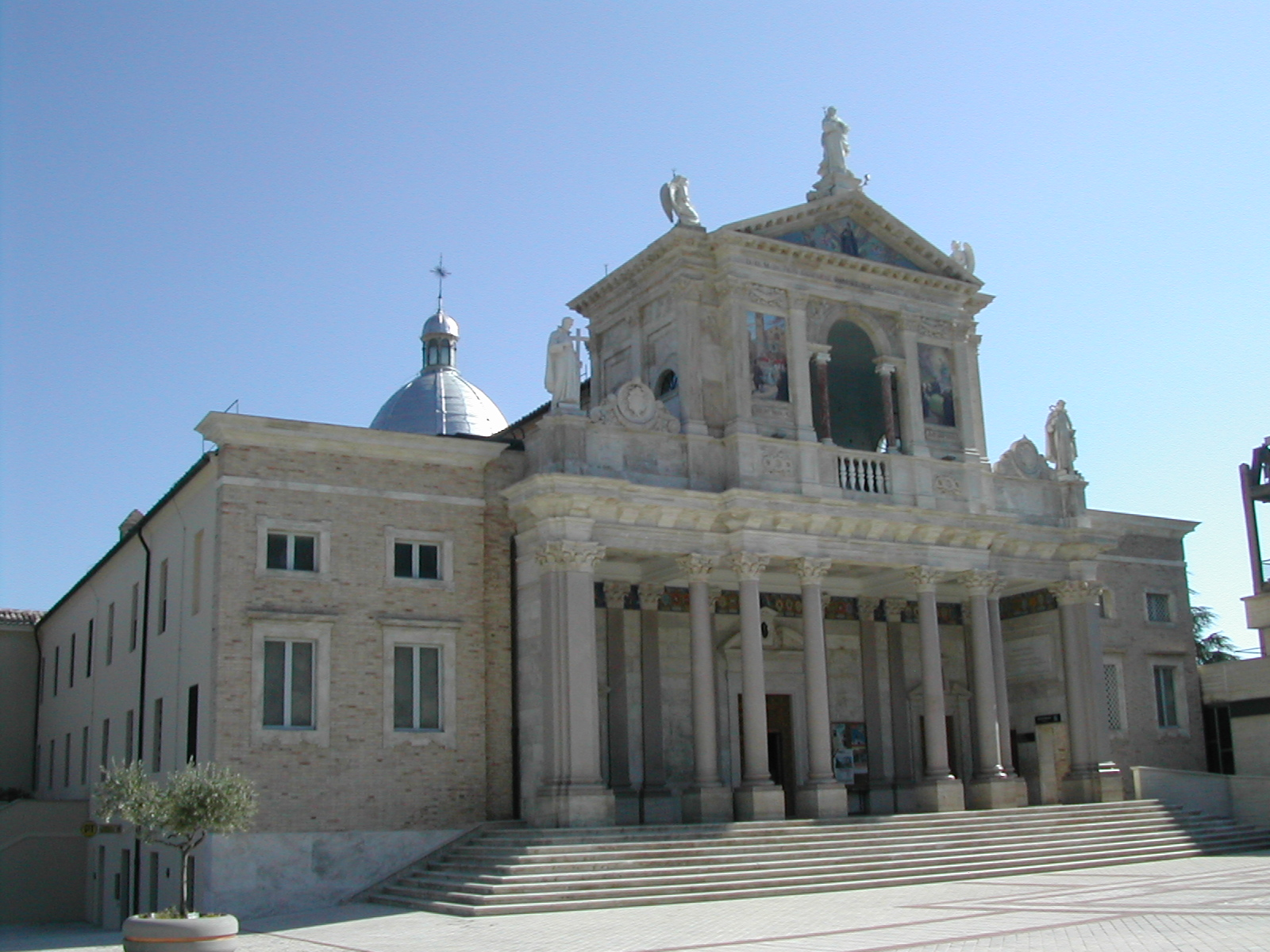
Il santuario di San Gabriele dell'Addolorata, presso Isola Del Gran Sasso

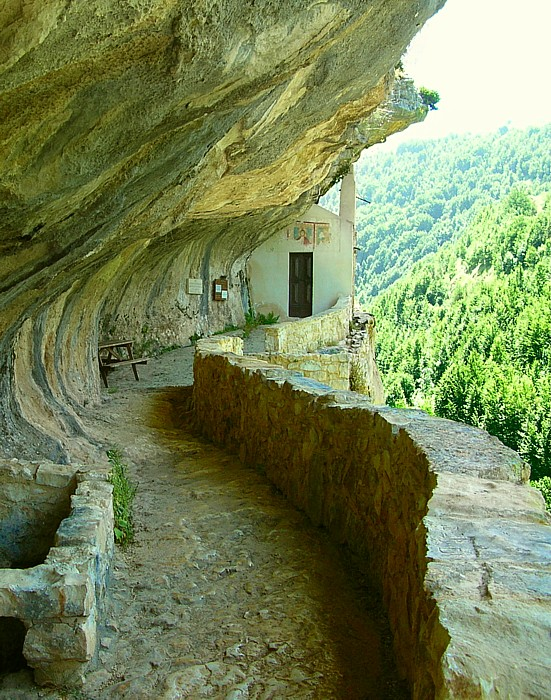
L'eremo di San Bartolomeo in Legio a Roccamorice

- Santuario di San Camillo de Lellis (Bucchianico)
- Oratorio di San Pellegrino (Bominaco)
- Abbazia di San Pietro ad Oratorium (Capestrano)
- Santuario di San Tommaso Becket (Caramanico Terme)
- Abbazia di San Bartolomeo (Carpineto della Nora)
- Santuario della Madonna dei Miracoli (Casalbordino)
- Abbazia di San Clemente a Casauria (Castiglione a Casauria)
- Eremo di Santa Maria della Ritornata (Civita d'Antino)
- Santuario di Santa Maria dei Lumi (Civitella del Tronto)
- Abbazia di Santa Maria in Montesanto (Civitella del Tronto)
- Abbazia di San Giovanni in Venere (Fossacesia)
- Santuario della Madonna dello Splendore (Giulianova)
- Santuario di San Francesco (Guardiagrele)
- Convento dei Cappuccini (Guardiagrele)
- Santuario di San Gabriele dell'Addolorata (Isola del Gran Sasso d'Italia)
- Convento di Maria Santissima della Misericordia (Lama dei Peligni)
- Grotta Sant'Angelo (Lama dei Peligni)
- Santuario del Miracolo Eucaristico (Lanciano)
- Convento di San Giuliano (L'Aquila)
- Abbazia di San Giovanni Battista (Lucoli)
- Abbazia di Santa Maria Arabona (Manoppello)
- Basilica Santuario del Volto Santo (Manoppello)
- Eremo di Santa Maria del Cauto (Morino)
- Monastero di Sant'Angelo (Ocre)
- Monastero di Santo Spirito (Ocre)
- Convento del Ritiro della Santissima Annunziata del Poggio (Orsogna)
- Santuario della Madonna d'Appari (Paganica)
- Eremo di Sant'Agata (Palombaro)
- Convento di Santa Maria di Colle Romano (Penne)
- Basilica della Madonna dei sette dolori (Pescara)
- Abbazia di Santa Lucia (Rocca di Cambio)
- Eremo di San Bartolomeo in Legio (Roccamorice)
- Eremo di Santo Spirito a Maiella (Roccamorice)
- Santuario della Madonna delle Grazie (Roccavivi)
- Abbazia dei Santi Vito e Salvo (San Salvo)
- Abbazia di San Liberatore a Maiella (Serramonacesca)
- Badia Morronese (Sulmona)
- Eremo di Sant'Onofrio al Morrone (Sulmona)
- Convento di San Francesco (Tagliacozzo)
- Chiesetta di Santa Maria di Pennaluce di Punta Penna (Vasto)
- Abbazia di Santa Maria di Casanova (Villa Celiera)

### Siti archeologici
- Area archeologica di Amiternum (L'Aquila)
- Vecchia cattedrale di San Massimo di Forcona (Civita di Bagno dell'Aquila)
- Alba Fucens (Massa d'Albe)
- Cunicoli di Claudio (Avezzano)
- Lucus Angitiae (Luco dei Marsi)
- Marruvium (San Benedetto dei Marsi)
- Valle di Amplero (Collelongo)
- Santuario di Ercole Curino (Sulmona)
- Morroni funebri in Corfinium (Corfinio)
- Museo Paludi di Celano
- Peltuinum (Prata d'Ansidonia)
- Area archeologica di Teate (Chieti)
- Necropoli di Comino (Guardiagrele)
- Città romana di Juvanum (Montenerodomo)
- Museo archeologico bizantino del Castello di Crecchio
- Ponte Diocleziano di Anxanum (Lanciano)
- Monastero di Santa Maria dello Spineto di Trebula Frentana (Quadri)
- Mura ciclopiche di Pallanum (Tornareccio)
- Resti della basilica di San Marco di Ortona
- Porto romano di San Vito Chietino
- Terme romane di Vasto
- Collezione civica di Palazzo D'Avalos di Vasto
- Santuario italico di Schiavi d'Abruzzo
- Tempio italico di Castel di Ieri
- Grotta del Colle (Rapino)
- Chiesa di Santa Gerusalemme a Pescara
- Collezione Antiquarium di Loreto Aprutino
- Grotta di Piccioni di Bolognano
- Chiesa di Sant'Anna dei Pompetti (Teramo)
- Domus e Mosaico del Leone di Teramo
- Teatro romano di Teramo
- Anfiteatro romano di Teramo
- Torre Bruciata (Teramo)
- Rocca Capo di Atri
- Anfiteatro romano di Atri
- Necropoli Ripoli di Corropoli

### Montagna

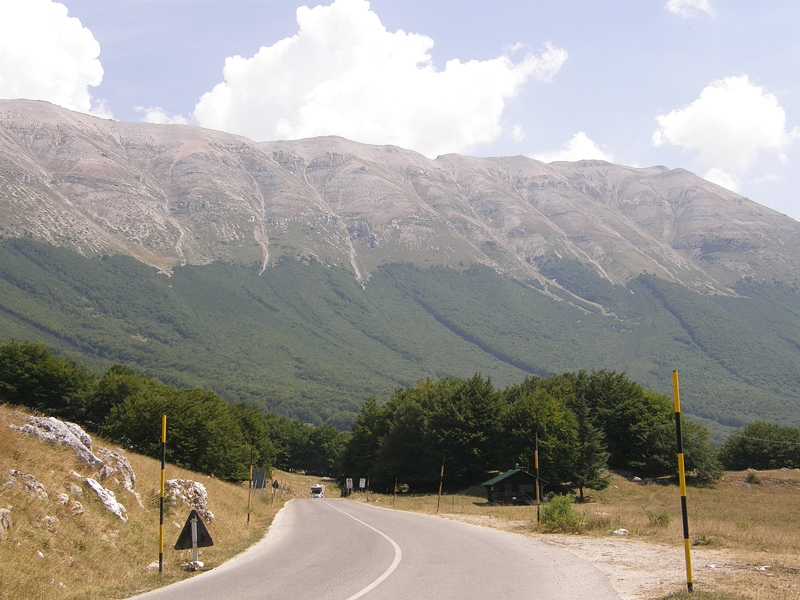
Passo San Leonardo

Le estese montagne abruzzesi attraggono turisti sia durante il periodo invernale sia durante quello estivo, e le numerose stazioni sciistiche che vi operano si dividono nei tre comprensori sciistici principali di Passolanciano-Maielletta, Alto Sangro e Tre Nevi:
- Campo Imperatore - Gran Sasso
- Prati di Tivo - Gran Sasso
- Campo di Giove - Maiella
- Passo Lanciano - Maiella
- Campo Felice - Sirente-Velino
- Ovindoli - Monte Magnola
- Camporotondo - Monti Simbruini
- Roccaraso - Monte Greco
- Rivisondoli - Monte Greco
- Collerotondo - Montagna Grande
- Marsia - Monti Carseolani
- Pescasseroli - Monti Marsicani
- Pescocostanzo - Monte Calvario
- Prato Selva - Monte Corvo
- San Giacomo - Montagna dei Fiori
- Passo Godi - Monte Godi
- Pizzoferrato-Gamberale - Monti Pizzi
- Passo San Leonardo - Montagne del Morrone

### Riserve naturali
Oltre ai tre parchi nazionali della Maiella, d'Abruzzo, Lazio e Molise e del Gran Sasso e Monti della Laga ed al parco regionale Sirente-Velino, in regione sono presenti numerose riserve naturali di minore estensione:

#### Statali

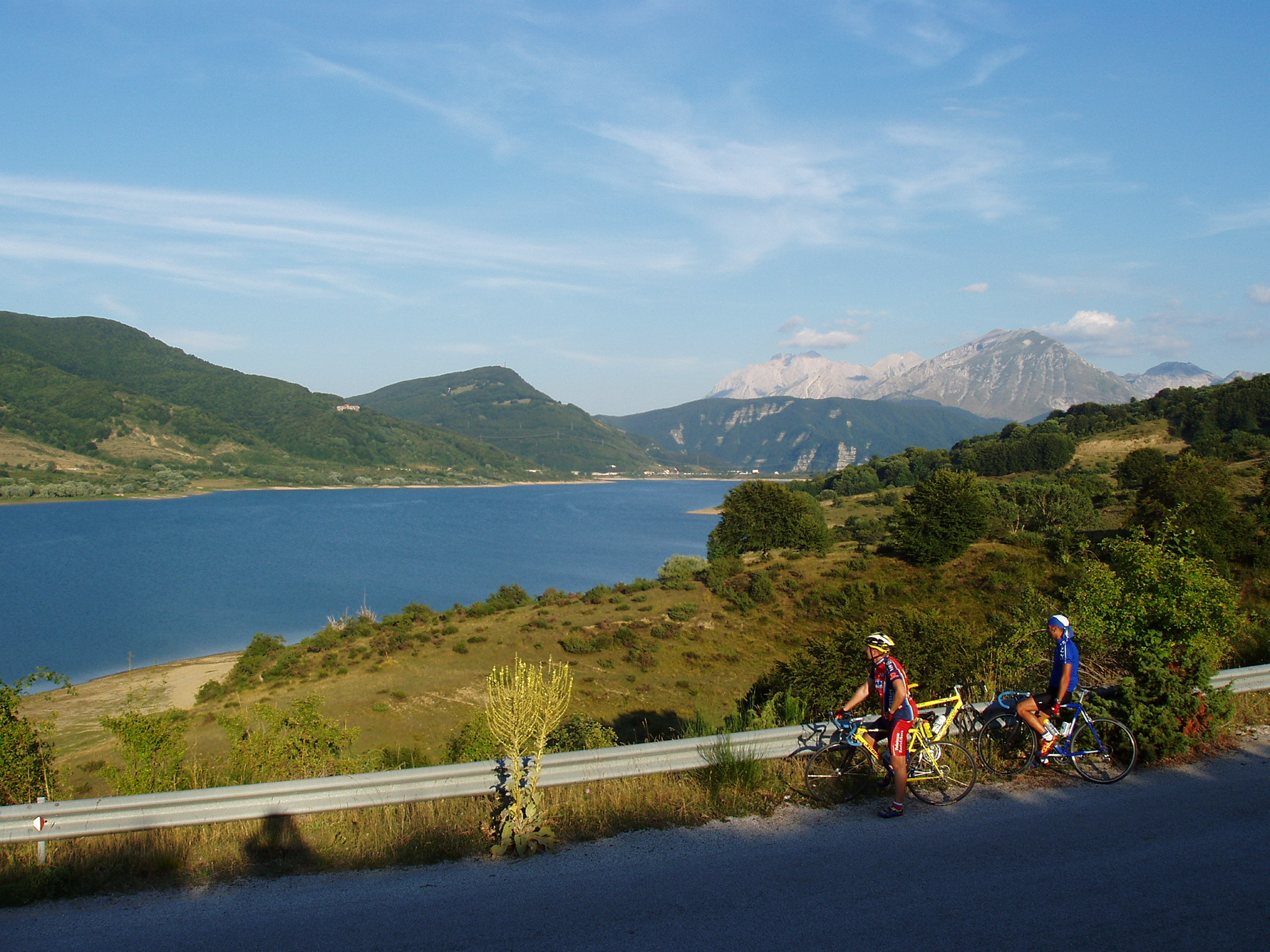
Lago di Campotosto

- Pineta di Santa Filomena
- Area marina Torre del Cerrano
- Valle dell'Orfento
- Valle dell'Orfento II
- Lago di Campotosto
- Pantaniello
- Quarto Santa Chiara
- Fara San Martino-Palombaro
- Feudo Ugni
- Lama Bianca di Sant'Eufemia a Maiella
- Monte Rotondo
- Monte Velino
- Piana Grande della Maielletta
- Colle di Licco
- Feudo Intramonti

#### Regionali

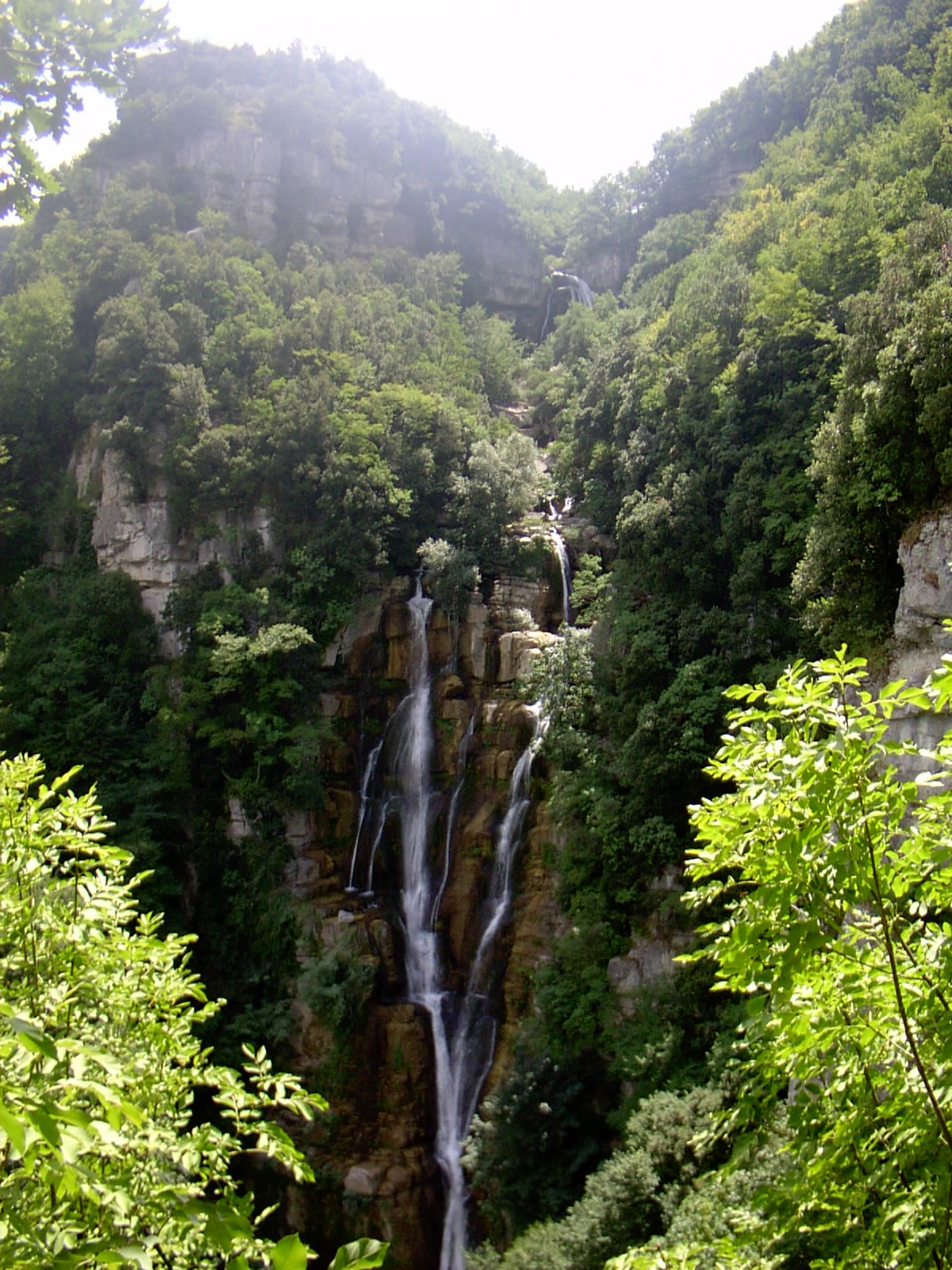
Cascate del Verde a Borrello

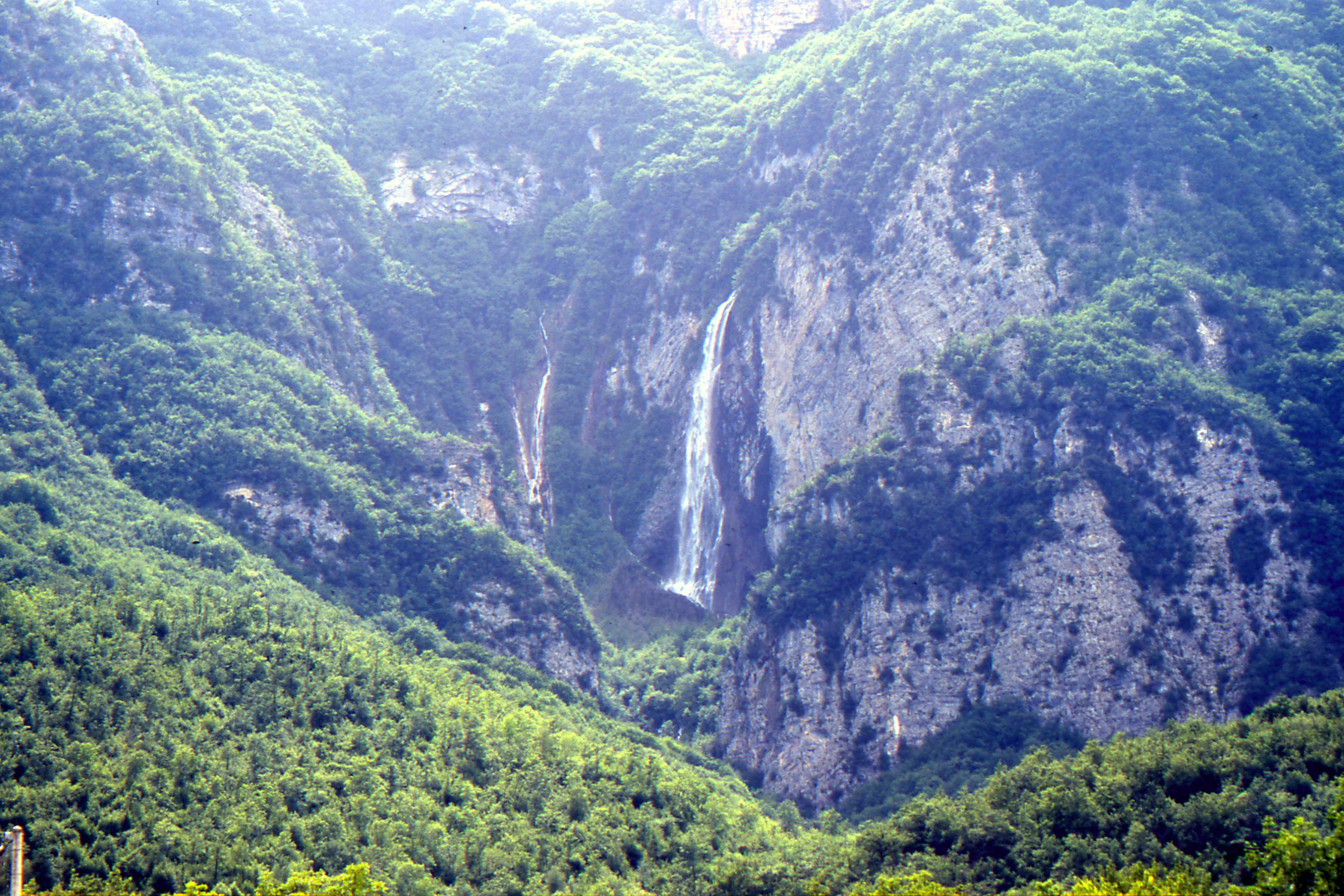
Cascata di Zompo lo schioppo a Morino

- Abetina di Rosello
- Bosco di Don Venanzio
- Calanchi di Atri
- Cascate del Verde
- Castel Cerreto
- Gole del Sagittario
- Gole di San Venanzio
- Grotte di Pietrasecca
- Lago di Penne
- Lago di Serranella
- Lecceta di Torino di Sangro
- Monte Genzana e Alto Gizio
- Monte Salviano
- Pineta Dannunziana
- Punta Aderci
- Sorgenti del Fiume Pescara
- Zompo lo Schioppo
- Grotte di Luppa
- Sorgenti del Fiume Vera
- Punta dell'Acquabella
- Ripari di Giobbe
- Grotta delle farfalle
- Lago di San Domenico
- Marina di Vasto
- Borsacchio

### Mare

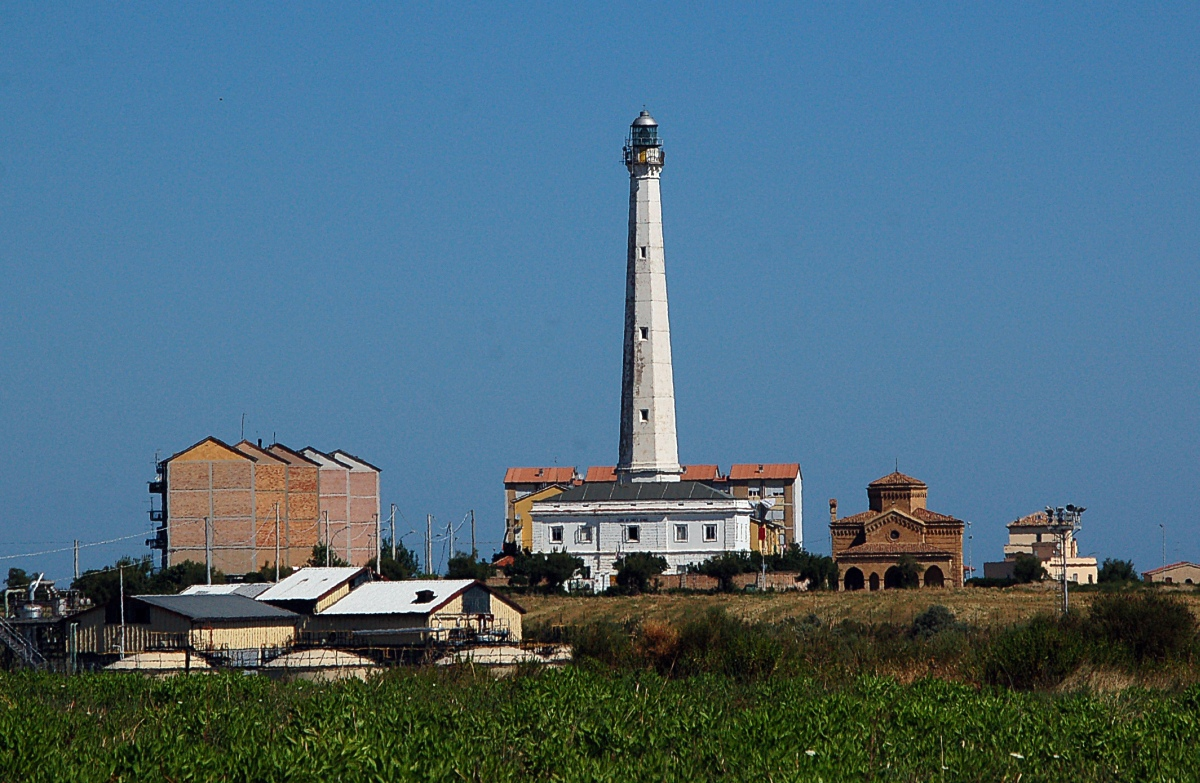
Faro di Punta penna a Vasto

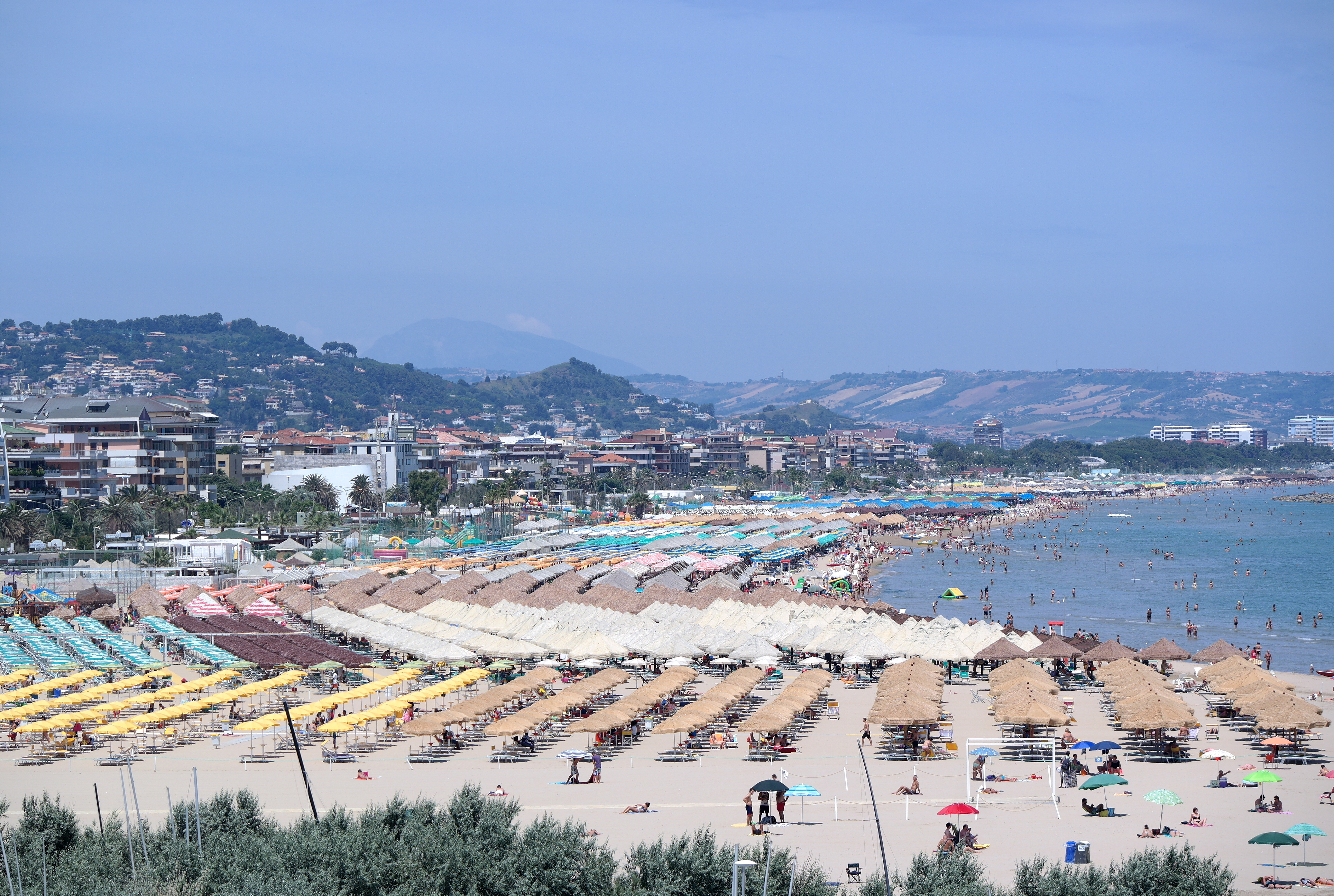
Spiaggia di Pescara

Le principali località di turismo balneare in Abruzzo sono:
- Martinsicuro
- Alba Adriatica
- Tortoreto
- Giulianova
- Roseto degli Abruzzi
- Pineto
- Silvi
- Montesilvano
- Pescara
- Francavilla al Mare
- Ortona
- San Vito Chietino
- Fossacesia
- Casalbordino
- Vasto
- San Salvo

### I tratturi della Transumanza

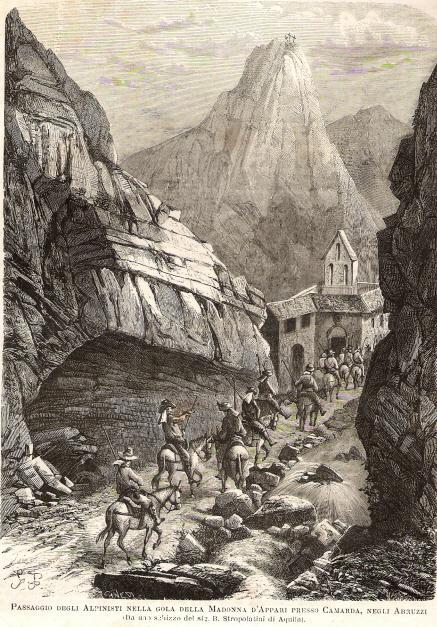
Il tratturo dei pastori verso il Santuario della Madonna d'Appari in un disegno del 1875

L'Abruzzo e il Molise sin dal VI secolo a.C. circa, ai tempi delle prime popolazioni italiche, sono attraversati da lunghe valli che formano strade naturali, da sempre usate dai pastori con le greggi di pecore durante la transumanza, percorrendo vie e gole di montagna dalle zone circostanti L'Aquila fino a Foggia seguendo l'alternarsi delle stagioni. La transumanza fu il principale mezzo di sostegno economico del territorio interno della regione già dal tempo dei Sanniti, consolidandosi ulteriormente nel II secolo a.C quando furono emanate apposite leggi romane con i vari regolamenti ed itinerari. I tratturi, specialmente il principale, il tratturo L'Aquila - Foggia, non persero la loro funzione dopo la caduta dell'Impero Romano d'Occidente, ed i percorsi continuarono ad essere impiegati da pellegrini e pastori diretti alla fiera di Foggia. Nel 1155 Guglielmo I di Sicilia emanò nuove regole per il censimento dei tratturi e delle principali vie di comunicazione agresti, seguite da nuove leggi volute nel 1456 da Alfonso d'Aragona. In questa occasione venne istituito l'istituto della Regia dogana della mena delle pecore a Foggia, con una seconda sede anche all'Aquila. I tratturi persero infine la loro regolamentazione amministrativa nel 1806, per decreto di Giuseppe Bonaparte, anche se il loro utilizzo perdurò fino agli anni '60 del XX secolo. Gabriele D'Annunzio raccontò il rito della transumanza abruzzese in una celebre poesia della raccolta Alcyone. Successivamente, la costruzione di strade provinciali e statali su buona parte degli antichi tracciati naturali contribuirono alla quasi completa scomparsa del commercio pastorale nelle fiere di Foggia.
I tratturi abruzzesi ancora riconoscibili e praticabili sono i seguenti:
- Ateleta-Biferno
- Celano-Foggia
- Centurelle-Montesecco
- Lanciano-Cupello
- L'Aquila-Foggia
- Lucera-Castel di Sangro
- Pescasseroli-Candela

## Sport
Lo sport in Abruzzo ha avuto notevole sviluppo nel dopoguerra come in quasi tutte le altre regioni italiane sia per quanto riguarda gli sport di squadra che gli sport individuali, e sono molti gli atleti e sportivi abruzzesi che si sono distinti nel panorama nazionale e internazionale.

### XVI Giochi del Mediterraneo

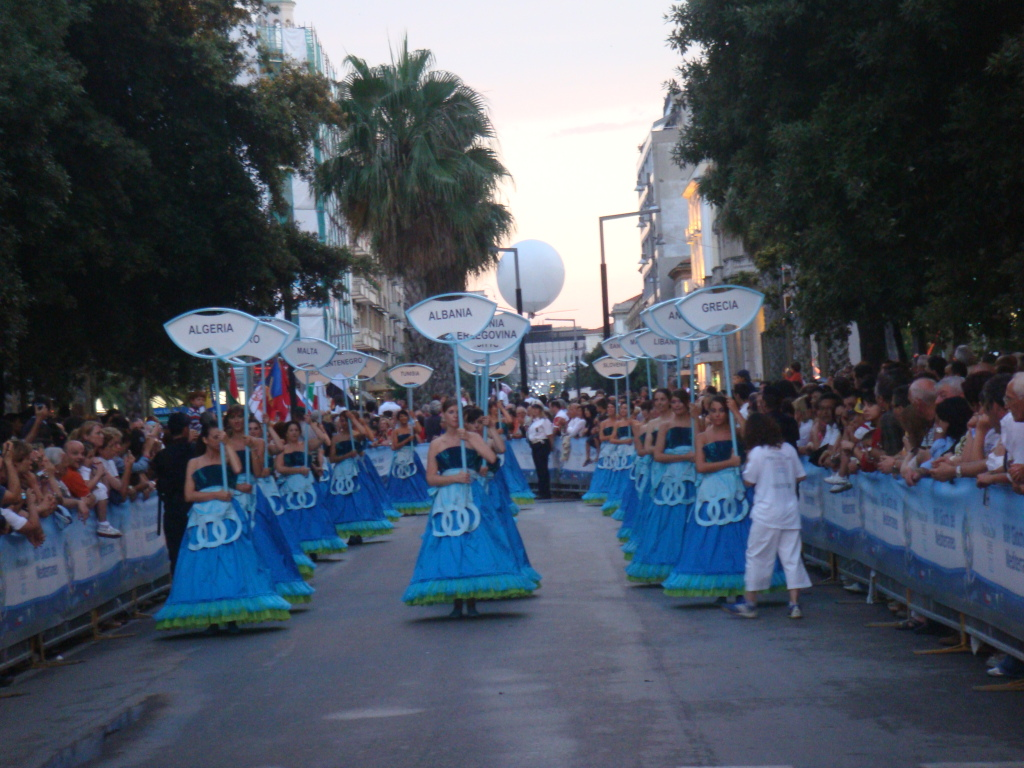
La cerimonia di chiusura dei Giochi del Mediterraneo a Pescara

La città di Pescara ha ospitato i XVI Giochi del Mediterraneo dal 26 giugno al 5 luglio 2009; alcune gare di diversi sport si sono svolte anche in altre località abruzzesi, come quelle di canottaggio svoltesi sul Lago di Bomba.

### Sci
Le numerose stazioni sciistiche della regione sono spesso sede di eventi sportivi anche di carattere internazionale, come le finali di coppa Europa di sci alpino del 2005 e 2006 disputate a Roccaraso, Pescocostanzo e Rivisondoli, e i campionati mondiali juniores di sci alpino del 2012, nuovamente a Roccaraso.

### Calcio
Il Delfino Pescara 1936, noto come Pescara calcio, è la squadra più titolata della regione, e partecipa alla Serie B. I biancoazzurri hanno partecipato sette volte al campionato di Serie A (unica compagine abruzzese ad aver mai raggiunto la massima serie) e quaranta nel campionato cadetto, terminando in due occasioni al primo posto, conseguendo una coppa "Ali della vittoria". Lo stadio Adriatico, che ospita le sue partite casalinghe, è l'impianto maggiore della regione, e ha ospitato in molte occasioni partite della Nazionale di calcio italiana.

### Calcio a 5
Nel calcio a 5 sono stati conseguiti i maggiori successi abruzzesi: il Città di Montesilvano Calcio a 5 infatti è l'unica squadra italiana ad aver vinto la UEFA Futsal Champions League, massima competizione continentale per club di calcio a 5, oltre ad uno scudetto ed una Coppa Italia. Anche il Pescara Calcio a 5, con due supercoppe, due Coppe Italia ed uno scudetto, era fra le squadre più titolate in Italia. Entrambe le società furono in seguito sciolte, ma con i successi della Futsal Pescara 1997, militante in Serie A, sono tornati in Abruzzo altre due supercoppe, tre Coppe Italia ed uno scudetto.

### Ginnastica ritmica
L'Armonia d'Abruzzo di Chieti ha vinto numerosi scudetti a squadre e individuali, tra le principali ex atleta l'olimpionica Fabrizia D'Ottavio, Medaglia di Argento ad Atene 2004.

### Rugby
L'Aquila Rugby Club (Rugby a 15) ha vinto cinque scudetti (1967, 1969, 1981, 1982 e 1994) e due coppe Italia. Retrocessa in Serie A nel 2007, dopo molti anni nella massima serie, la TOP12, nel 2009 riuscì a tornare nel campionato maggiore, allora chiamato "Super 10". Ha partecipato a numerose coppe europee, e lo stadio Tommaso Fattori ha visto la presenza di numerose nazionali estere. La squadra, insignita dal World Rugby del premio "IRB Spirit of Rugby" nel 2009, si è sciolta nel 2018, senza che altre squadre cittadine ne raccogliessero l'eredità.

### Pallanuoto
La Pescara nuoto, squadra di pallanuoto pescarese, è stata campione d'Italia negli anni 1987, 1997, 1998, nonché campione d'Europa nel 1987. La società venne sciolta nel 2009, ed oggi la sua tradizione sportiva è mantenuta dalla Pescara Nuoto e Pallanuoto, militante in Serie A2.

### Pallacanestro
Anche la pallacanestro è uno sport molto diffuso in regione. La Pallacanestro Roseto è stata prima società abruzzese ad essere promossa in serie A1, partecipando consecutivamente dal 2000 al 2006 nella massima serie italiana e una partecipazione nella coppe europee. Il Teramo Basket è stata la società che ha militato più a lungo in serie A1, partecipando per nove stagioni consecutive nella massima serie italiana (raggiungendo il terzo posto come massimo risultato nella stagione 2008-2009), oltre ad una partecipazione nell'Eurocup 2009-2010.
Nel 2007 si è svolto a Chieti e provincia il campionato europeo femminile di pallacanestro, vinto dalla squadra della Russia che ha battuto in finale la Spagna. La Chieti 1974 (erede della Teate Basket) ha rilevato il titolo sportivo della Poderosa Pallacanestro Montegranaro a giugno 2020, e partecipa al campionato di Serie A2

### Pallamano
A Teramo si svolge la Interamnia World Cup, importante torneo di pallamano al quale partecipano squadre giovanili provenienti da numerose nazioni in tutto il mondo, e sempre a teramo ha sede la squadra maggiore della regione, la Teramo Handball. A Chieti, presso il palazzetto dello sport Santa Filomena, è operativo dal 2020 il centro tecnico federale della Federazione Italiana Giuoco Handball.

### Automobilismo
Dal 1924 al 1961 è stata disputata la Coppa Acerbo, gara che si districava sul tracciato cittadino di Pescara di circa 25 km. Nelle molte edizioni, hanno partecipato alla gara le migliori case automobilistiche italiane e straniere dell'epoca, nonché molti illustri piloti: Enzo Ferrari nel 1924 vinse la prima edizione con partenza a Castellammare Adriatico. Questo tracciato è ancora tutt'oggi il più lungo della storia della Formula 1; nel 1957 infatti si disputò il Gran Premio di Pescara, gara valida per il mondiale di Formula 1 di quell'anno; conservano una certa rilevanza le gare della Cronoscalata Svolte di Popoli ed il Rally d'Abruzzo.

### Pallavolo
La Pallavolo Impavida Ortona, storica società sportiva regionale, da alcuni anni è la più importante nel panorama della pallavolo abruzzese, militando in Serie A2.

### Pattinaggio
L'Aquila, così come Roseto degli Abruzzi, ha una grande tradizione nel pattinaggio velocità, sport nel quale vanta diversi campioni mondiali. Nel settembre del 2004 a Pescara, L'Aquila e Sulmona si sono svolti i XXXII campionati mondiali di pattinaggio di velocità a rotelle.
Altra specialità molto affermata in regione è il pattinaggio artistico, con i 15 titoli mondiali della giuliese Debora Sbei ed ai 13 della teramana Raffaella Del Vinaccio;
Il palaghiaccio di Roccaraso ospita spesso competizioni nazionali ed internazionali.

### Altri sport e sportivi abruzzesi

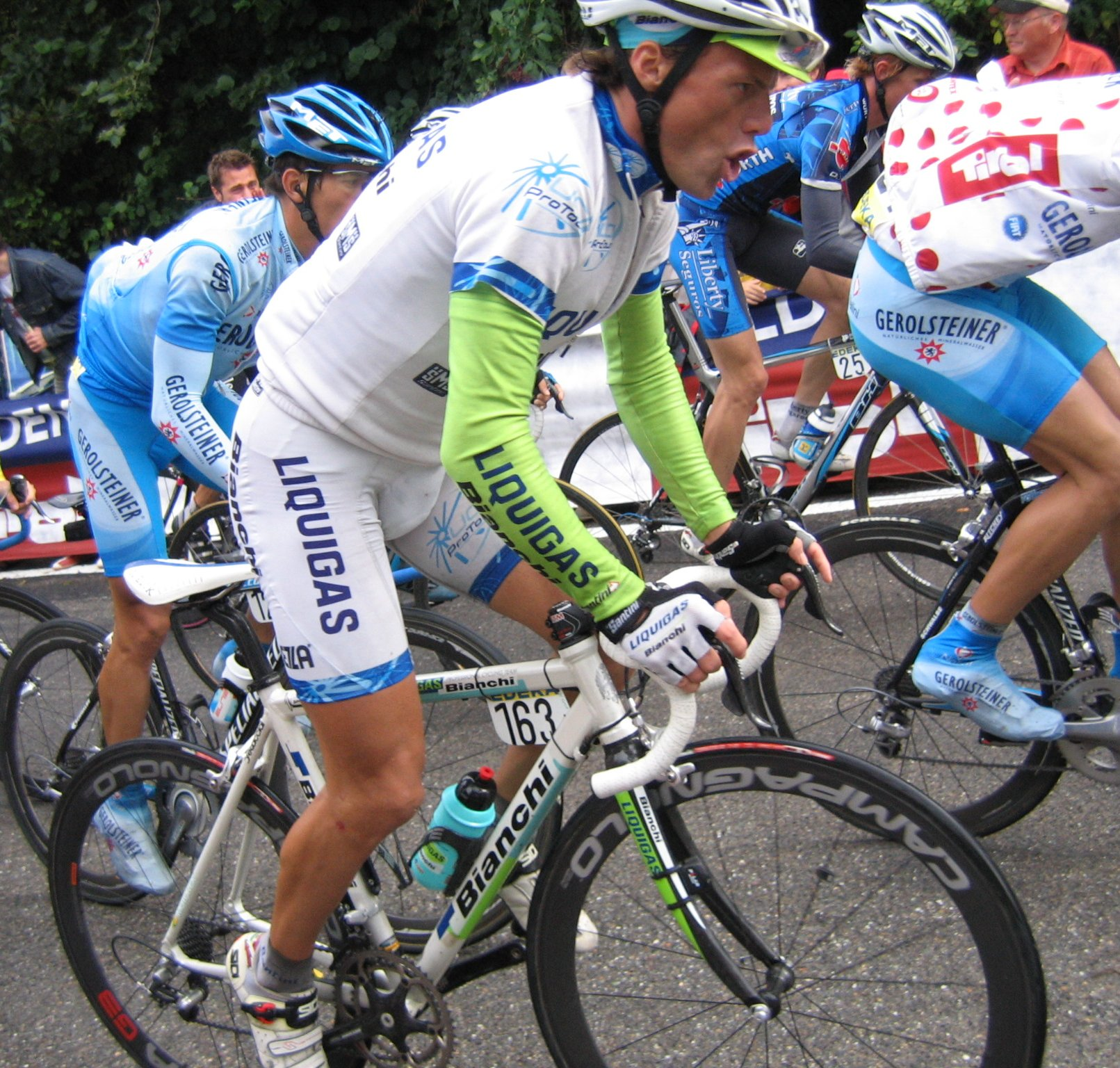
Danilo Di Luca al Deutschland Tour del 2005

Antonio Tartaglia è stato campione Olimpico di bob a due alle Olimpiadi di Nagano del 1998.
Hanno avuto carriere rilevanti i calciatori Massimo Oddo (Pescara) e Fabio Grosso (nato a Roma da genitori abruzzesi e a lungo residente a Città Sant'Angelo, dove ha esordito come calciatore prima nella Renato Curi Angolana in Eccellenza ed in seguito nel Chieti e nel Teramo in Serie C2), che hanno fatto parte della squadra nazionale vincitrice del campionato mondiale di calcio del 2006; un altro calciatore abruzzese di livello internazionale è Marco Verratti, centrocampista nel Paris Saint-Germain.
Il ciclista spoltorese Danilo Di Luca ha vinto l'edizione 2007 del Giro d'Italia, oltre a varie competizioni classiche.
Domenico Urbano è stato l'unico pugile abruzzese a raggiungere il vertice della classifica europea nella categoria pesi piuma.
L'ASD Circolo Scacchi R. Fischer di Chieti ha vinto lo scudetto a squadre maschile nel 2008 e femminile nel 2010, 2011 e 2012.
Ad Atri, in estate, si svolge ogni anno l'Atri Cup, torneo multisportivo internazionale al quale partecipano squadre giovanili provenienti da tutte le regioni italiane e da vari Paesi d'Europa e del mondo.